# Plomelin
Plomelin [plɔmlɛ̃] est une commune française du département du Finistère, faisant partie de la région Bretagne.
La commune fait partie traditionnellement du Pays Glazik. Elle est située à 10 kilomètres environ de Quimper et de Pont-l'Abbé. Son territoire longe la rive droite de l'Odet vers le sud. Depuis les années 1970, elle s'est profondément transformée sous l'effet d'une forte progression de sa population.

## Géographie
| - OpenStreetMap Limite communale |

### Situation
| Pluguffan |          | Quimper   |
| Tréméoc   | Plomelin |           |
| Combrit   |          | Gouesnach |

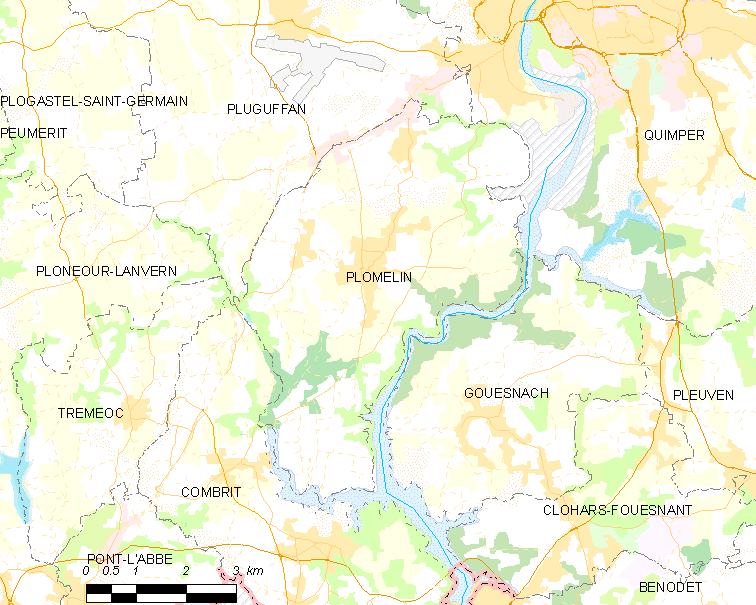
Carte de la commune de Plomelin

Plomelin est située en aval de Quimper sur la rive droite de l'aber de l'Odet, qui sert de limite orientale  à la commune de l'anse de Kerogan à l'anse de Combrit. Plusieurs châteaux et manoirs (Keraval, Kerdour, Kerbernez, Kerambleiz, Rossulien, Pérennou, Kerouzien), visibles depuis l'Odet (ou encore celui de Bodivit qui est sur la rive de l'anse de Combrit), aussi accessibles par la "Route des châteaux" (RD 20), dominent l'Odet.
Le bourg s'est développé à l'écart de l'estuaire de l'Odet dans un vallon (à une cinquantaine de mètres d'altitude) échancrant le plateau formant l'essentiel du finage communal, situé aux alentours du bourg vers 70 mètres d'altitude, mais s'abaissant progressivement vers le sud de la commune jusqu'à une trentaine de mètres seulement. Le territoire communal est délimité au sud-ouest par le ruisseau du Corroac'h qui se jette dans le fond de l'Anse de Combrit. Le ruisseau du Roudou, affluent de rive gauche du Corroac'h, échancre aussi la partie sud de ce plateau ; dans la partie nord de la commune, de petits affluents de l'Odet en font autant ; en conséquence, le relief de la commune est assez vallonné.
La proximité de la ville de Quimper a provoqué la création de nombreux lotissements depuis la décennie 1970, aux environs du bourg d'une part (notamment au nord du bourg jusqu'à Picheri, mais aussi à l'est du bourg), mais aussi aux alentours de plusieurs hameaux de la partie nord du territoire communal comme aux alentours de Croaz Kermel, Kerriou, Ti Lipic, Kerdavid, Pen Ménez, Penker et Porrajen ; les derniers cités, à proximité de l'odet, étant des lotissements formés de propriétés assez aisées.
Située en amont du Pont de Cornouaille (où passe le GR 34), la commune n'est pas soumise à la Loi littoral. La commune est toutefois parvenue à créer, de manière hélas discontinue, des tronçons de sentier pédestre le long de la rive droite de l'Odet, notamment le long de l'Anse de Kerongan, également de part et d'autre de la cale de Rossulien (notamment à hauteur des méandres de Vire-Court) et entre Meilh Mor et Lestremeur le long de l'Anse de Combrit.

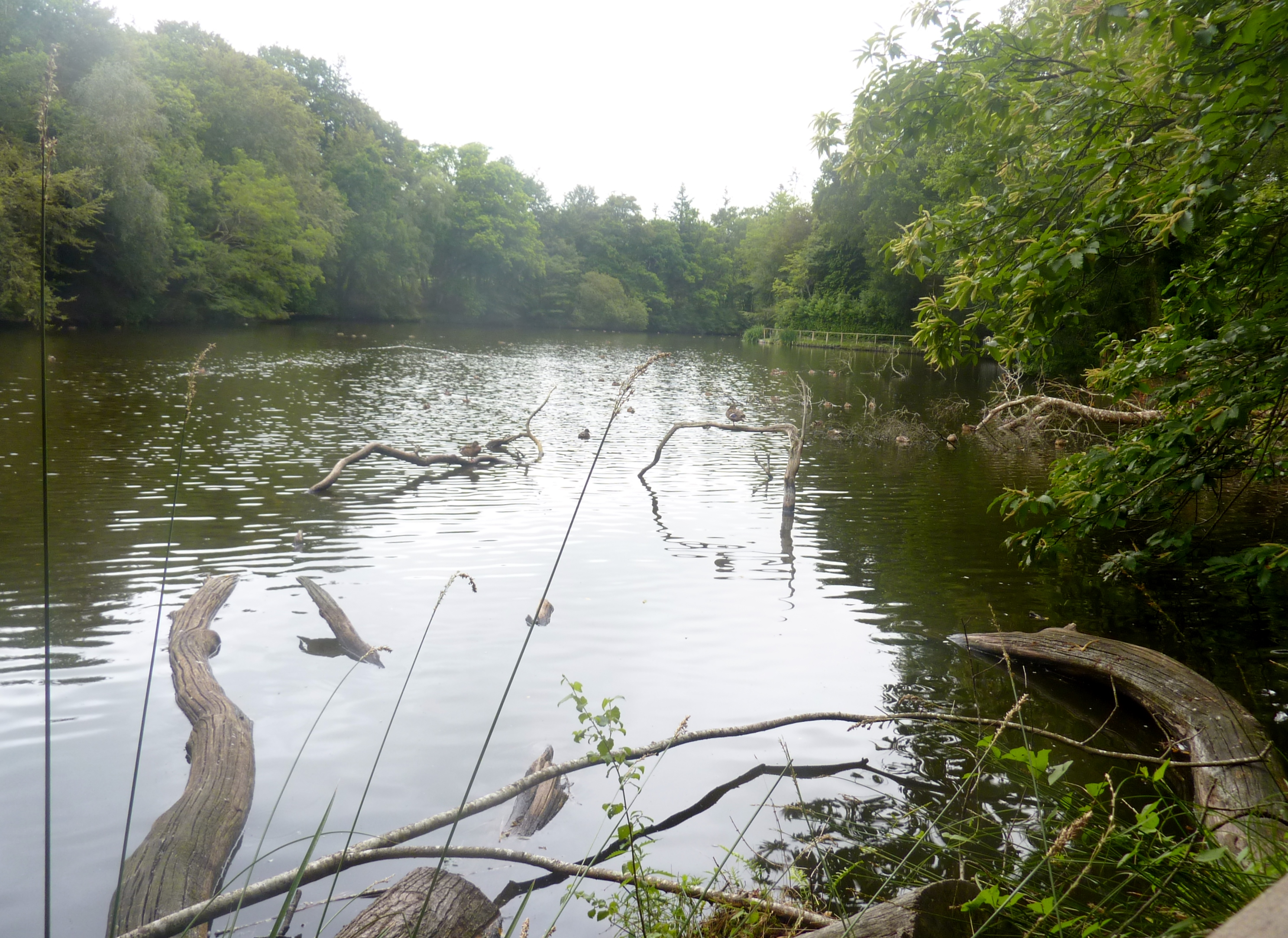
Plomelin : l'étang de Kerbernez (rive droite de l'Odet)
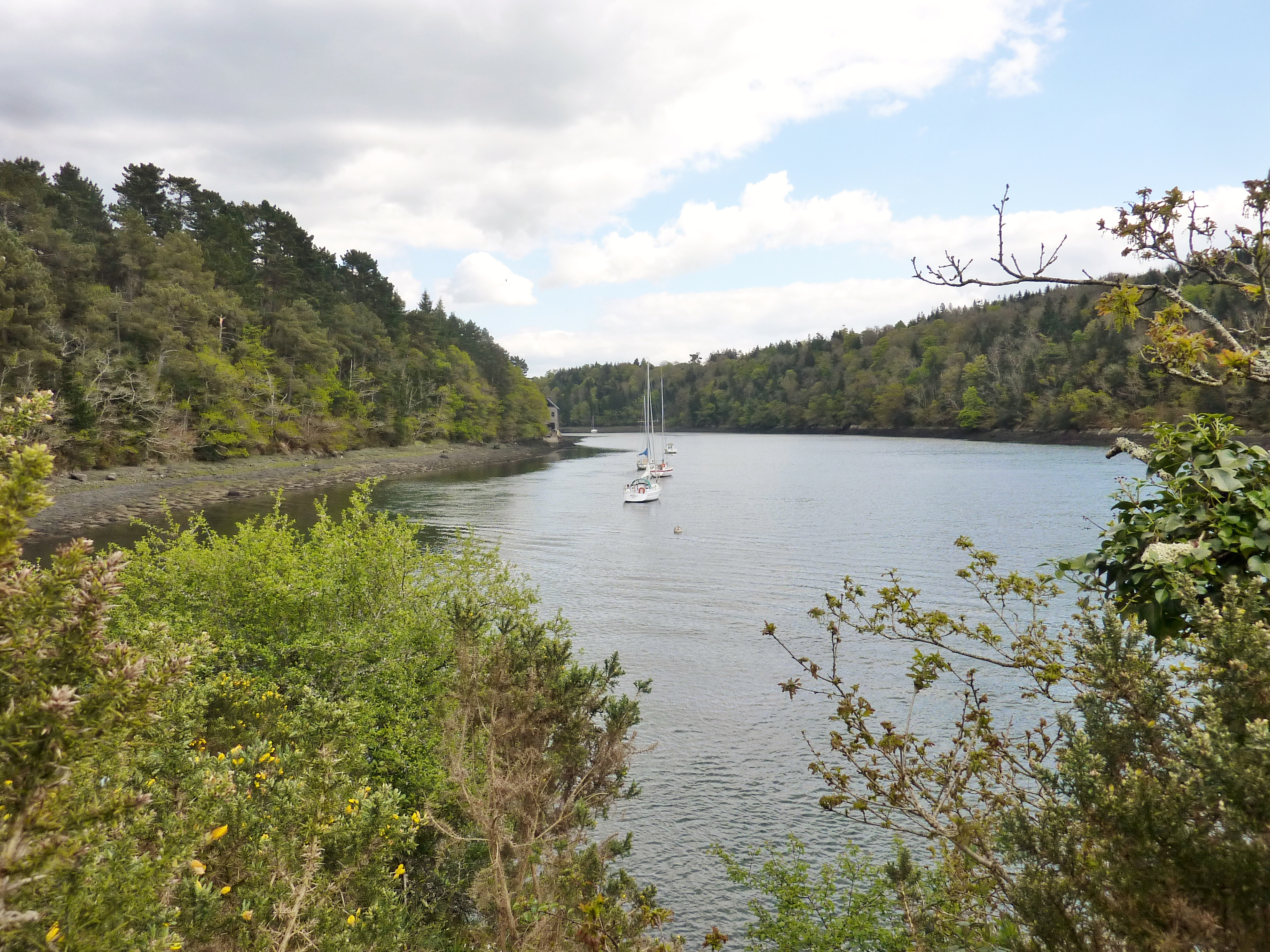
La rive droite de l'Odet et la maison de Ti Nod vus de la pointe de Kerambleiz
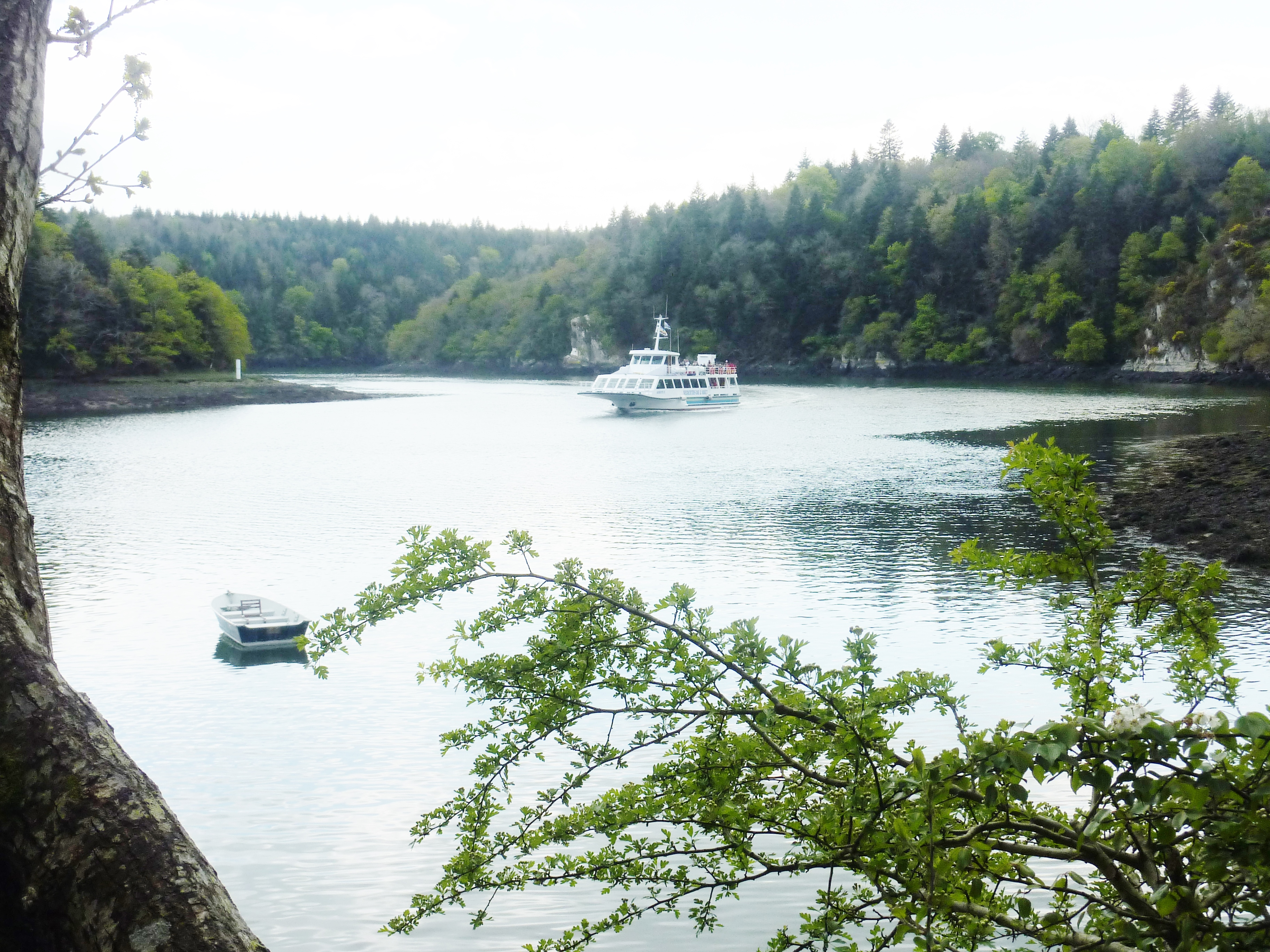
Une "Vedette de l'Odet" dans le passage des "Vire-Court" (photographie prise de la cale de Rossulien)
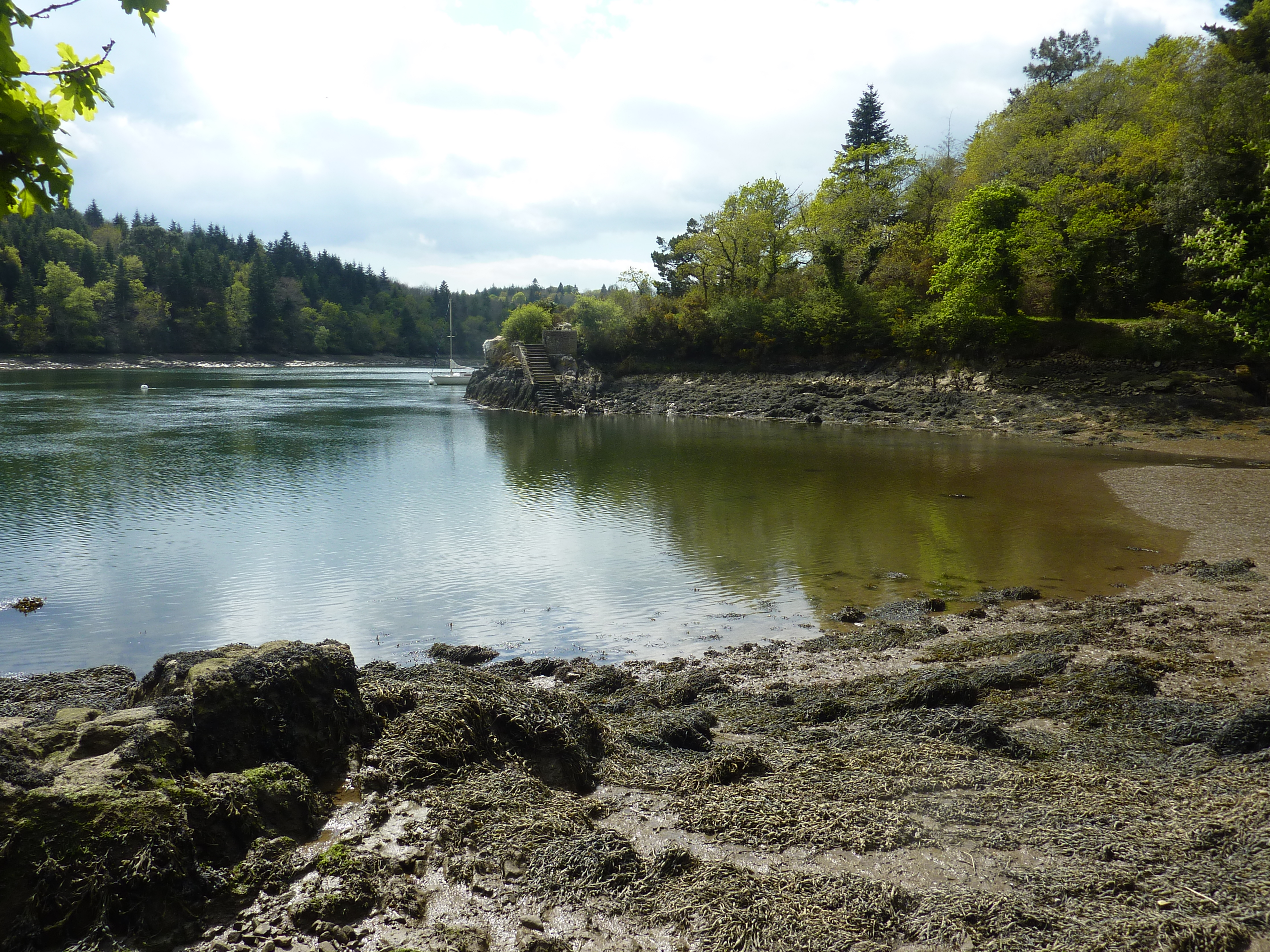
L'Odet : vue vers l'aval en direction des Vire-Court à partir de l'anse de Kerambleiz en Plomelin
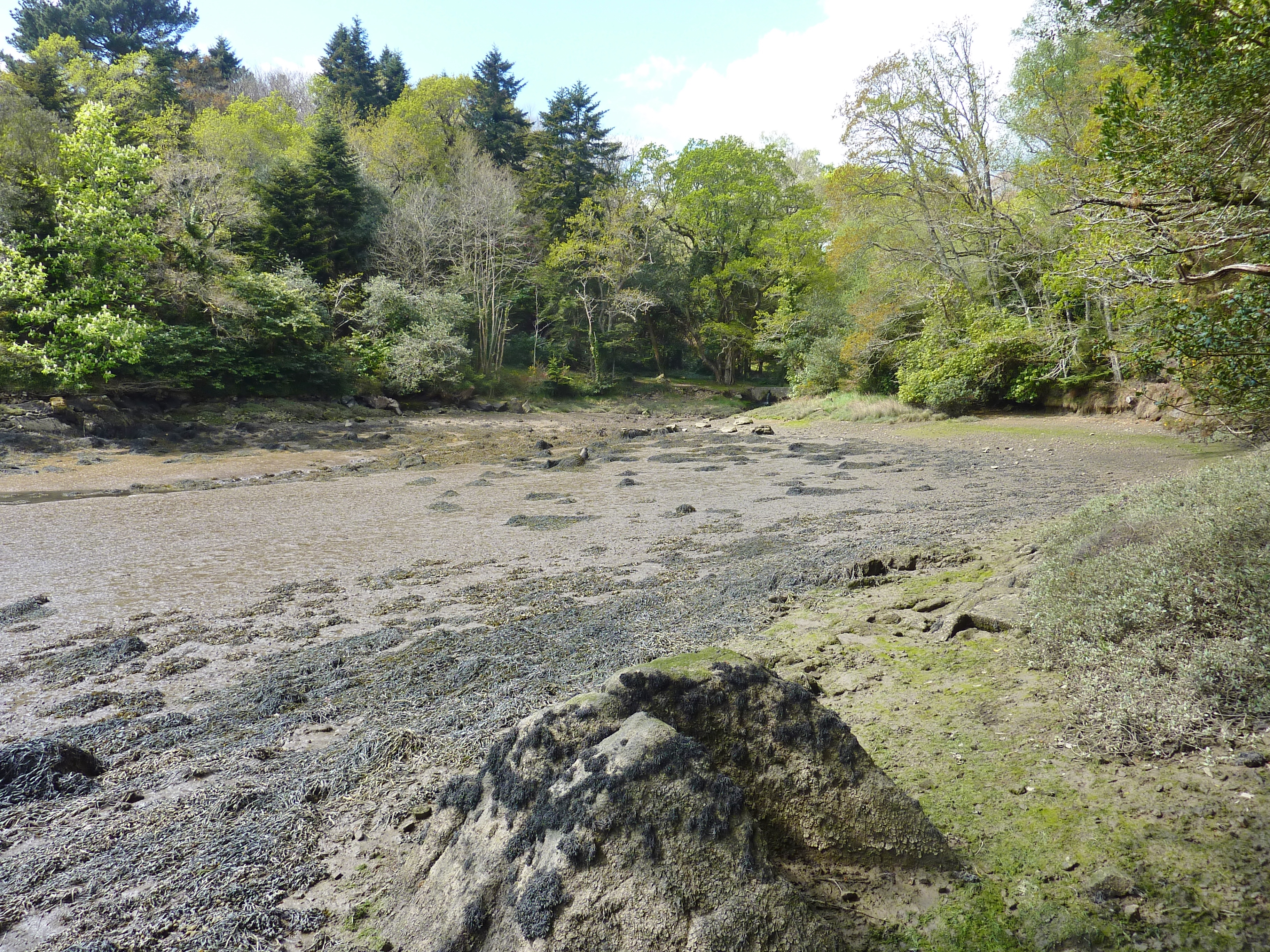
L'anse de Kerambleiz à marée basse
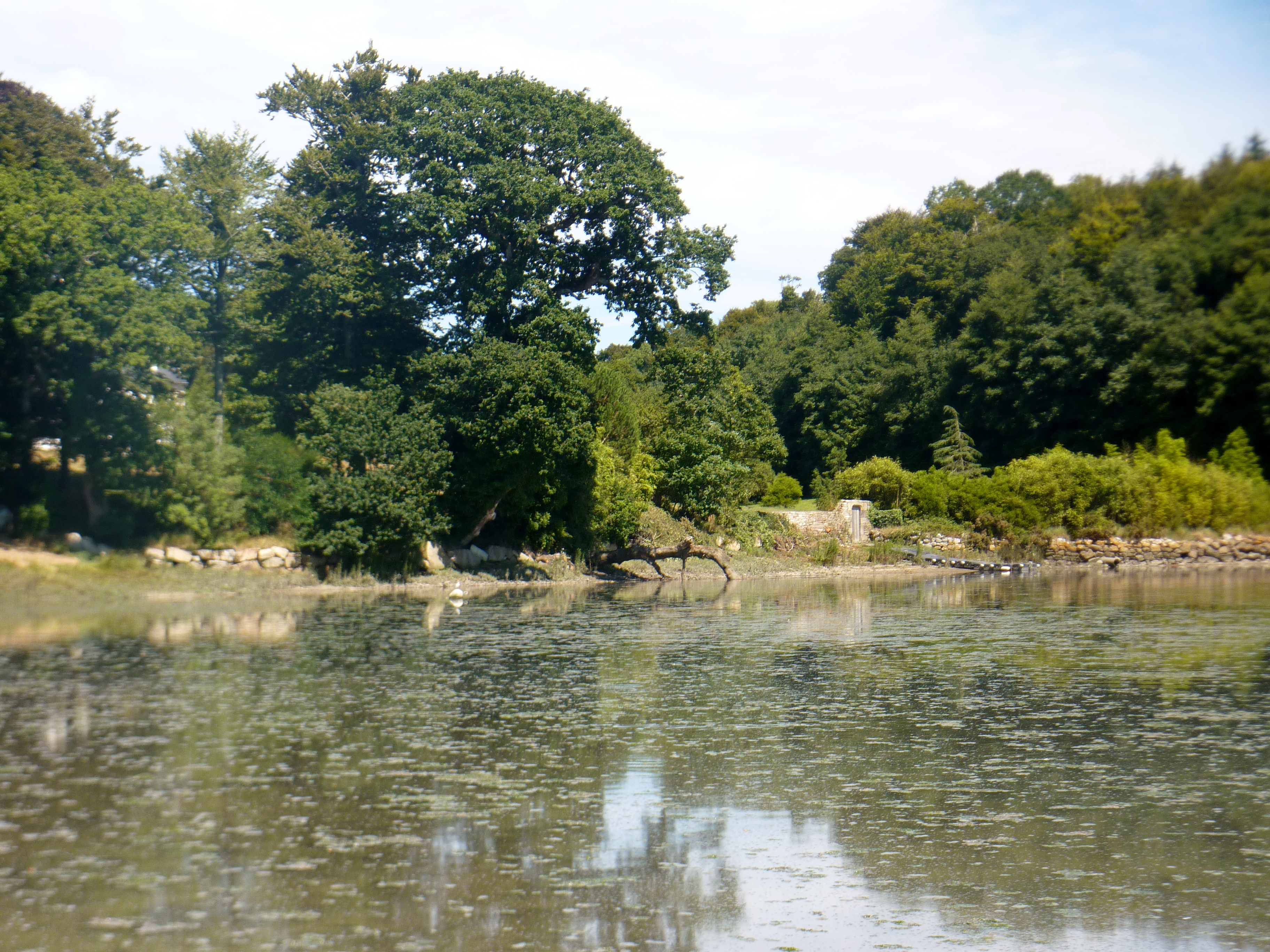
L'anse de Bodivit, anse annexe de l'anse de Combrit, elle-même anse annexe de la ria de l'Odet
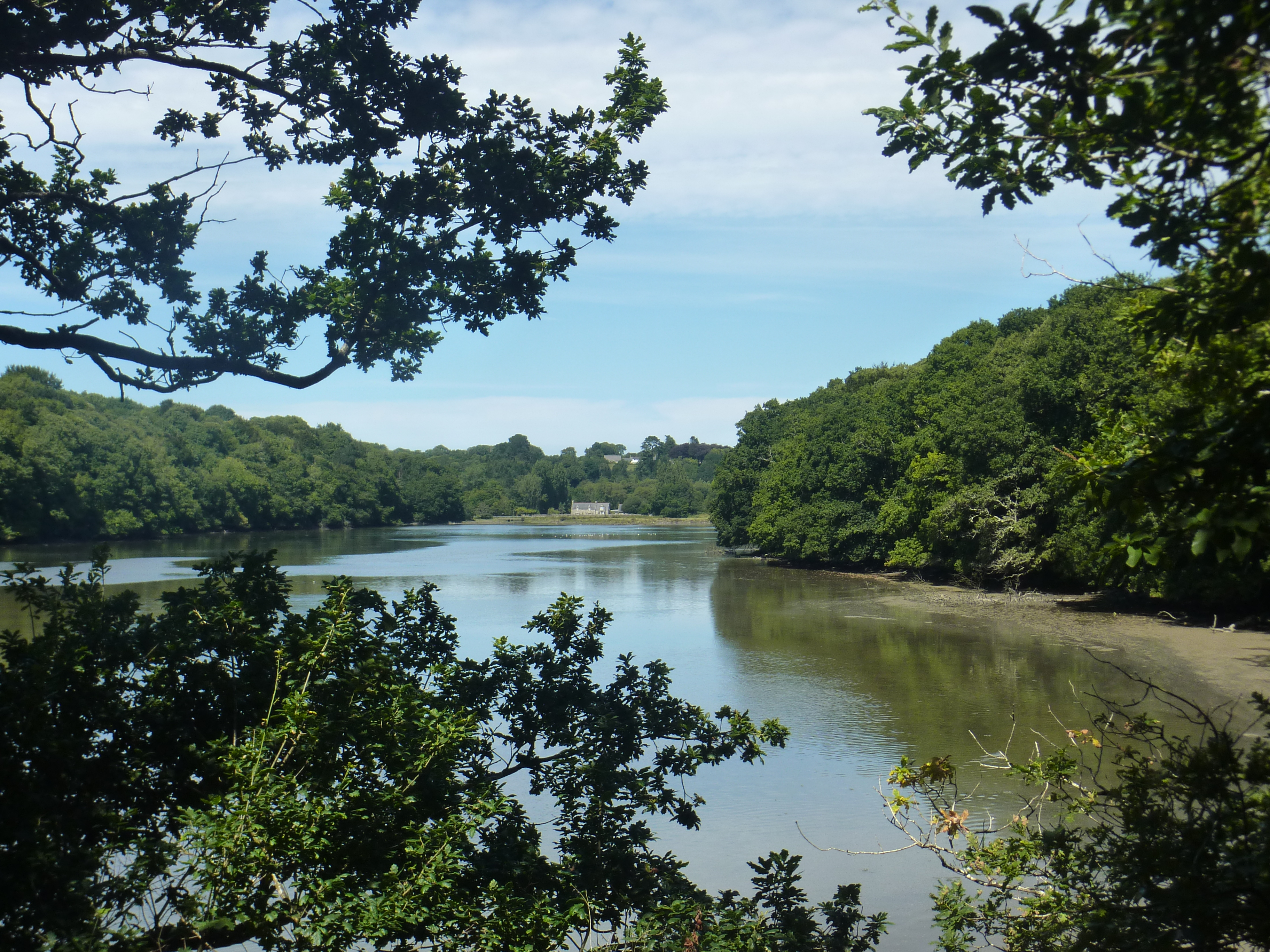
Le fond de l'anse de Combrit à marée haute ; à l'arrière-plan Meilh Mor ("Moulin Mer" en breton) en Plomelin

### Géologie
Plomelin est en bonne partie formée de granulite (schisteuse et feuilletée), propice entre autres, comme dans la région de Fouesnant, à la culture de pommiers à cidre (une variété de pommes est la "Douce amère de Plomelin").

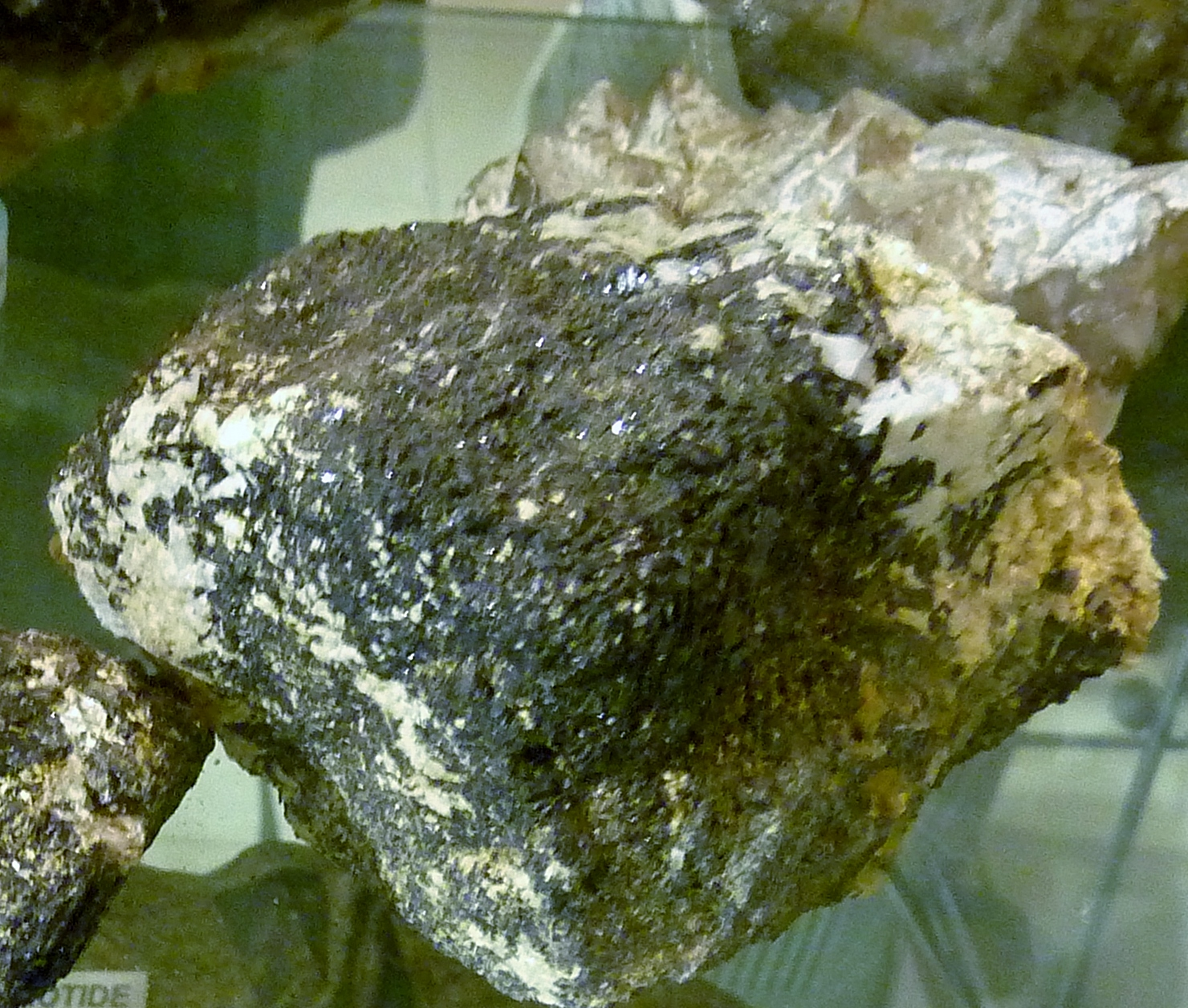
"Musée de l'Amiral" à Penhors : tourmaline trouvée à Plomelin

### Transports
Le bourg de Plomelin est à l'écart des grands axes routiers, mais la commune est toutefois desservie par la voie expresse transbigoudène (D 785, ancienne Route nationale 785) qui traverse la partie nord-ouest du territoire communal (échangeurs de l'Avantage et de Ti-Lipig), ainsi que par la "Route des châteaux" (RD 20), laquelle donne accès aux sites de la rive droite de l'Odet et aux châteaux qui la bordent. L'Aéroport de Quimper-Bretagne est à proximité, mais sur le territoire de la commune de Pluguffan.
La voie verte, liaison GR 34 - GR 38 (ancienne voie ferrée de Quimper à Pont-l'Abbé) longe la limite ouest de la commune. Plusieurs tronçons de sentiers de randonnée longent, mais de manière discontinue, la rive droite de la ria de l'Odet.

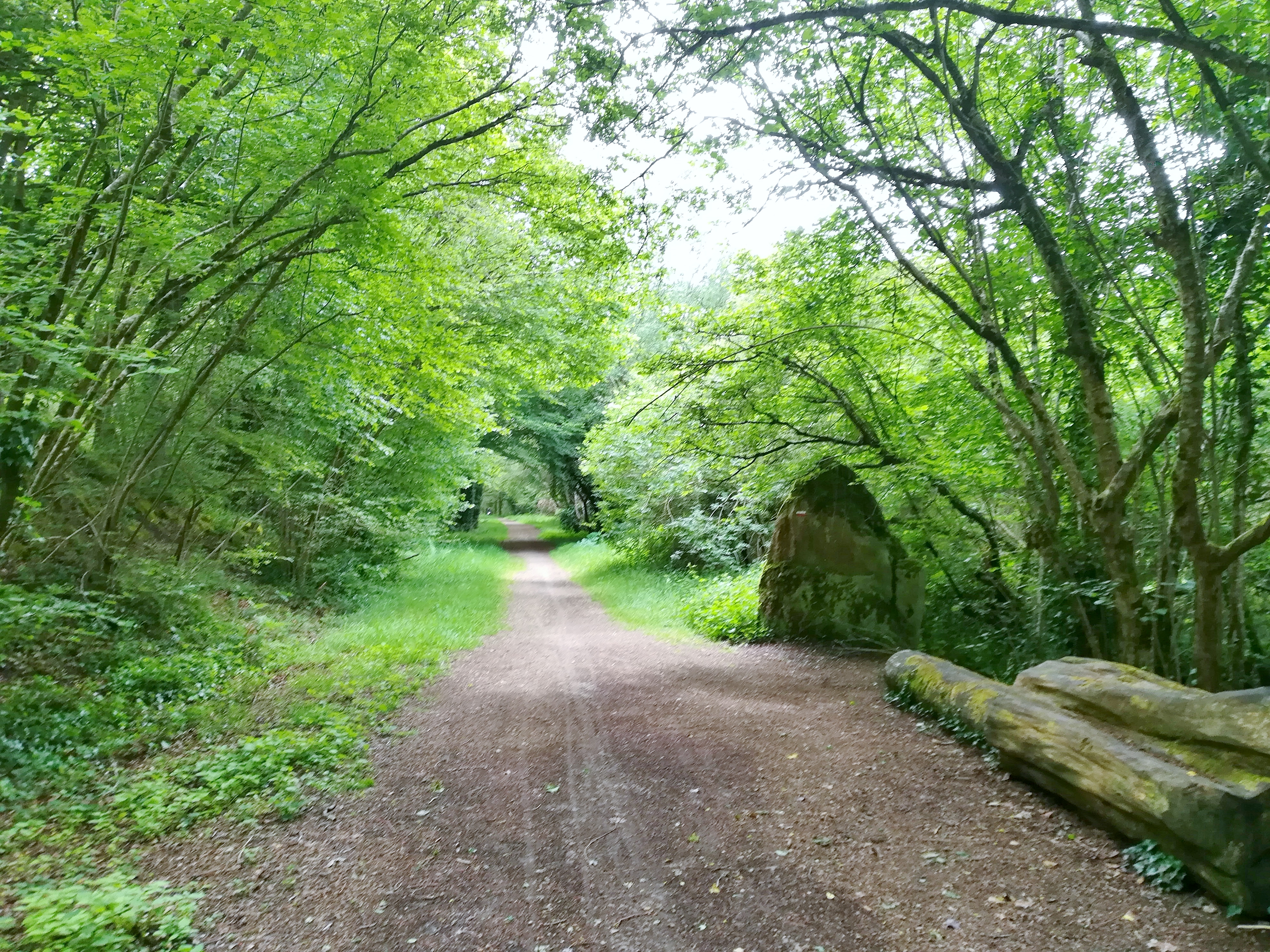
La voie verte liaison GR 34-GR 38 (ancienne voie ferrée de Quimper à Pont-l'Abbé) à hauteur de Kergorentin en Plomelin (vue en direction de Pont-l'Abbé).
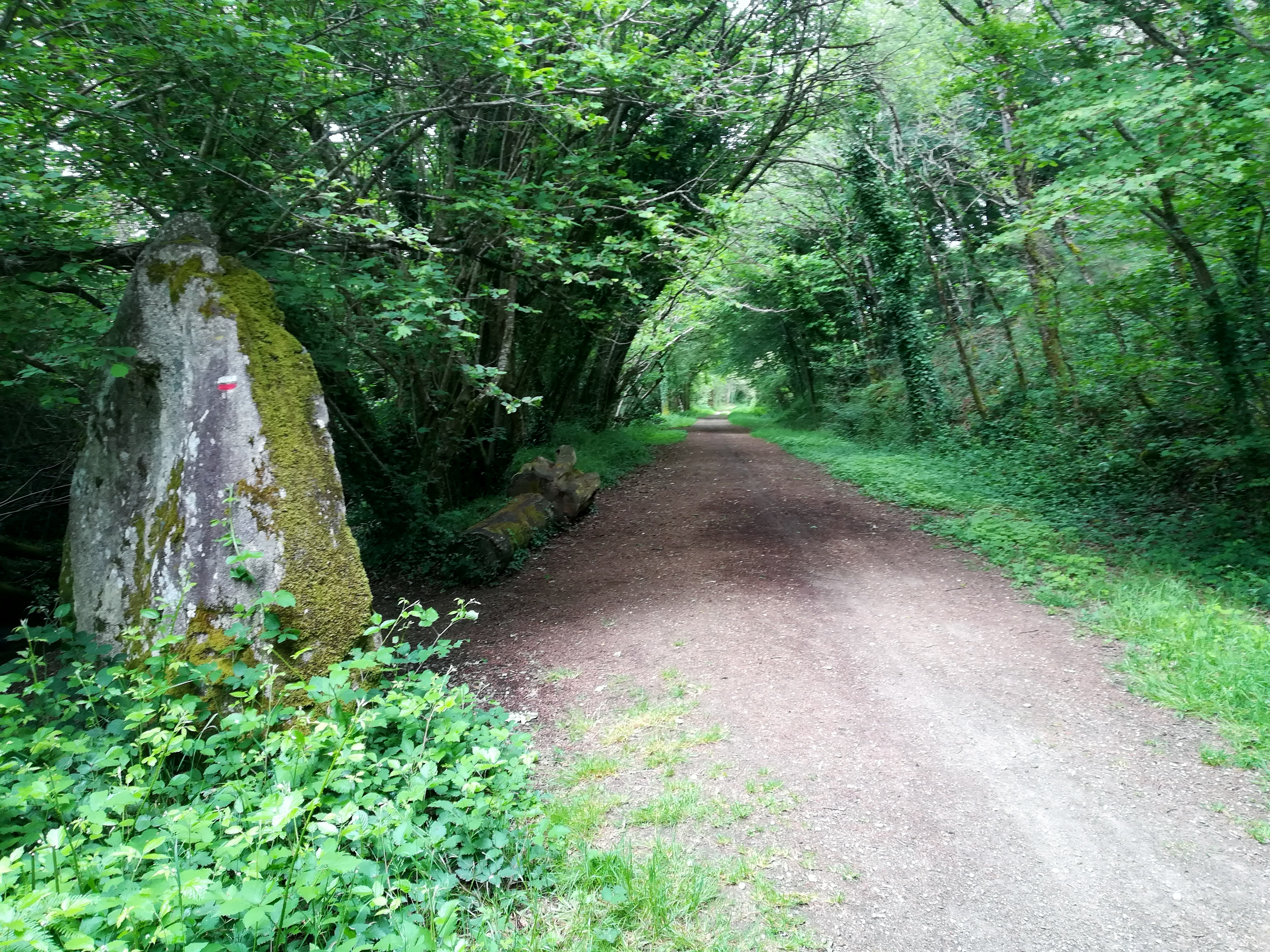
La voie verte liaison GR 34-GR 38 (ancienne voie ferrée de Quimper à Pont-l'Abbé) à hauteur de Kergorentin en Plomelin (vue en direction de Quimper).
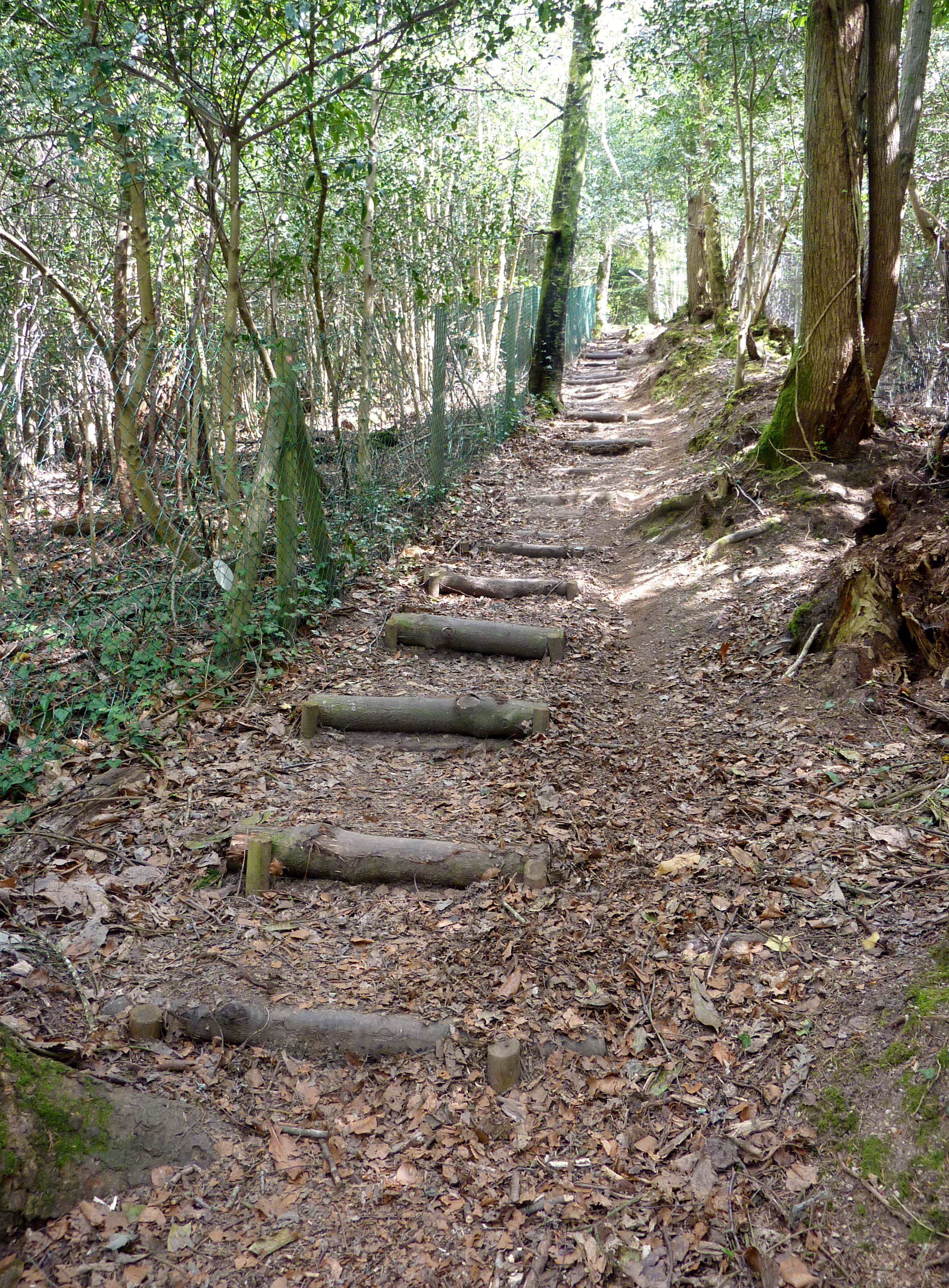
L'"escalier du marquis" sur le sentier littoral longeant la rive droite de l'Odet en amont de la cale de Rossulien.

### Climat
Le climat qui caractérise la commune est qualifié, en 2010, de « climat océanique franc », selon la typologie des climats de la France qui compte alors huit grands types de climats en métropole. En 2020, la commune ressort du type « climat océanique » dans la classification établie par Météo-France, qui ne compte désormais, en première approche, que cinq grands types de climats en métropole. Ce type de climat se traduit par des températures douces et une pluviométrie relativement abondante (en liaison avec les perturbations venant de l'Atlantique), répartie tout au long de l'année avec un léger maximum d'octobre à février.
Les paramètres climatiques qui ont permis d’établir la typologie de 2010 comportent six variables pour les températures et huit pour les précipitations, dont les valeurs correspondent à la normale 1971-2000. Les sept principales variables caractérisant la commune sont présentées dans l'encadré ci-après.
| Paramètres climatiques communaux sur la période 1971-2000 - Moyenne annuelle de température : 11,8 °C - Nombre de jours avec une température inférieure à −5 °C : 0,5 j - Nombre de jours avec une température supérieure à 30 °C : 1,1 j - Amplitude thermique annuelle : 10,7 °C - Cumuls annuels de précipitation : 1 045 mm - Nombre de jours de précipitation en janvier : 15,3 j - Nombre de jours de précipitation en juillet : 7,7 j |

Avec le changement climatique, ces variables ont évolué. Une étude réalisée en 2014 par la Direction générale de l'Énergie et du Climat complétée par des études régionales prévoit en effet que la  température moyenne devrait croître et la pluviométrie moyenne baisser, avec toutefois de fortes variations régionales. La station météorologique de Météo-France installée sur la commune et mise en service en 1982 permet de connaître l'évolution des indicateurs météorologiques. Le tableau détaillé pour la période 1981-2010 est présenté ci-après.
| Mois                                  | jan.             | fév.          | mars          | avril           | mai           | juin          | jui.            | août          | sep.         | oct.            | nov.          | déc.            | année      |
| ------------------------------------- | ---------------- | ------------- | ------------- | --------------- | ------------- | ------------- | --------------- | ------------- | ------------ | --------------- | ------------- | --------------- | ---------- |
| Température minimale moyenne (°C)     | 3,9              | 3,5           | 4,9           | 5,9             | 9             | 11,4          | 13,2            | 13            | 11,1         | 9,2             | 6,1           | 4,4             | 8          |
| Température moyenne (°C)              | 6,9              | 6,9           | 8,6           | 10,1            | 13,3          | 16            | 17,8            | 17,7          | 15,7         | 12,9            | 9,5           | 7,4             | 11,9       |
| Température maximale moyenne (°C)     | 9,9              | 10,2          | 12,3          | 14,4            | 17,6          | 20,5          | 22,4            | 22,4          | 20,3         | 16,7            | 12,9          | 10,5            | 15,9       |
| Record de froid (°C) date du record   | −10,3 13.01.1987 | −8 08.02.1991 | −7,6 01.03.05 | −3 12.04.1986   | −0,7 03.05.21 | 3 07.06.1986  | 4,8 02.07.1997  | 2 31.08.1986  | 2,7 28.09.07 | −2,3 30.10.1997 | −4 13.11.1985 | −6,6 10.12.1987 | −10,3 1987 |
| Record de chaleur (°C) date du record | 17 26.01.1983    | 18,6 04.02.04 | 23 19.03.05   | 26,4 24.04.1984 | 29,7 25.05.12 | 33,3 23.06.05 | 34,8 12.07.1983 | 36,6 09.08.03 | 31 07.09.21  | 27,2 02.10.11   | 19,5 06.11.03 | 17,4 19.12.15   | 36,6 2003  |
| Précipitations (mm)                   | 135,5            | 102,5         | 85,9          | 80              | 81,6          | 52,8          | 57,8            | 61,3          | 77,9         | 117,9           | 127,1         | 137,5           | 1 117,8    |

## Urbanisme

### Typologie
Au 1er janvier 2024, Plomelin est catégorisée bourg rural, selon la nouvelle grille communale de densité à 7 niveaux définie par l'Insee en 2022.
Elle appartient à l'unité urbaine de Plomelin, une unité urbaine monocommunale constituant une ville isolée,. Par ailleurs la commune fait partie de l'aire d'attraction de Quimper, dont elle est une commune de la couronne,. Cette aire, qui regroupe 58 communes, est catégorisée dans les aires de 200 000 à moins de 700 000 habitants,.

### Occupation des sols

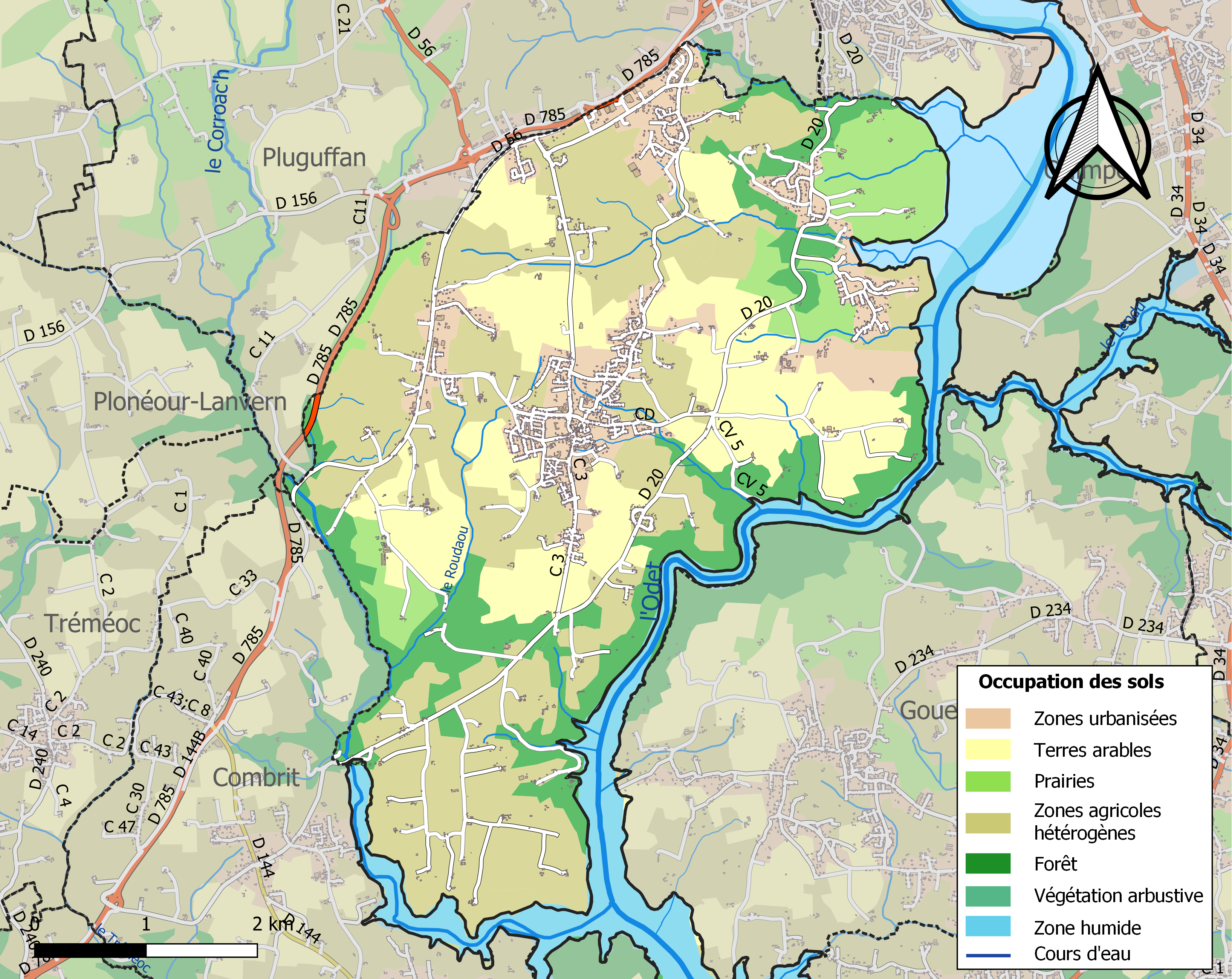
Carte des infrastructures et de l'occupation des sols de la commune en 2018 (CLC).

Le tableau ci-dessous présente l'occupation des sols de la commune en 2018, telle qu'elle ressort de la base de données européenne d’occupation biophysique des sols Corine Land Cover (CLC).
| Type d’occupation                                                                   | Pourcentage | Superficie (en hectares) |
| ----------------------------------------------------------------------------------- | ----------- | ------------------------ |
| Tissu urbain discontinu                                                             | 10,4 %      | 273                      |
| Zones industrielles ou commerciales et installations publiques                      | 1,7 %       | 44                       |
| Équipements sportifs et de loisirs                                                  | 1,4 %       | 36                       |
| Terres arables hors périmètres d'irrigation                                         | 21,3 %      | 561                      |
| Prairies et autres surfaces toujours en herbe                                       | 8,0 %       | 210                      |
| Systèmes culturaux et parcellaires complexes                                        | 30,8 %      | 810                      |
| Surfaces essentiellement agricoles interrompues par des espaces naturels importants | 9,9 %       | 261                      |
| Forêts de feuillus                                                                  | 8,6 %       | 226                      |
| Forêts de conifères                                                                 | 3,8 %       | 100                      |
| Forêts mélangées                                                                    | 3,2 %       | 85                       |
| Zones intertidales                                                                  | 0,2 %       | 5                        |
| Estuaires                                                                           | 0,8 %       | 20                       |
| Source : Corine Land Cover                                                          |             |                          |

## Toponymie
Le nom de la localité est attesté sous les formes Ploemerin vers 1330, Ploemelin en 1574, Plouveil en 1714.
L'étymologie du toponyme Plomelin est discutée (grammatici certant). Il pourrait être un hagiotoponyme qui vient du breton ploe (paroisse) et de "Merin" (connu aussi sous le nom de saint Merryn en Cornouailles britannique), un saint gallois, disciple de saint Tugdual, également honoré en Bretagne (connu sous le nom de sant Vilin en breton), notamment à Lanmérin (Côtes-d'Armor). Une autre hypothèse existe : le nom proviendrait de saint Mellon, auquel l'église paroissiale est d'ailleurs dédiée.

## Histoire

### Préhistoire
Les menhirs de Pont-Menhir datent du Néolithique. Un tumulus existait à Lezournon : il fut détruit par ses propriétaires dans le courant du XIXe siècle.

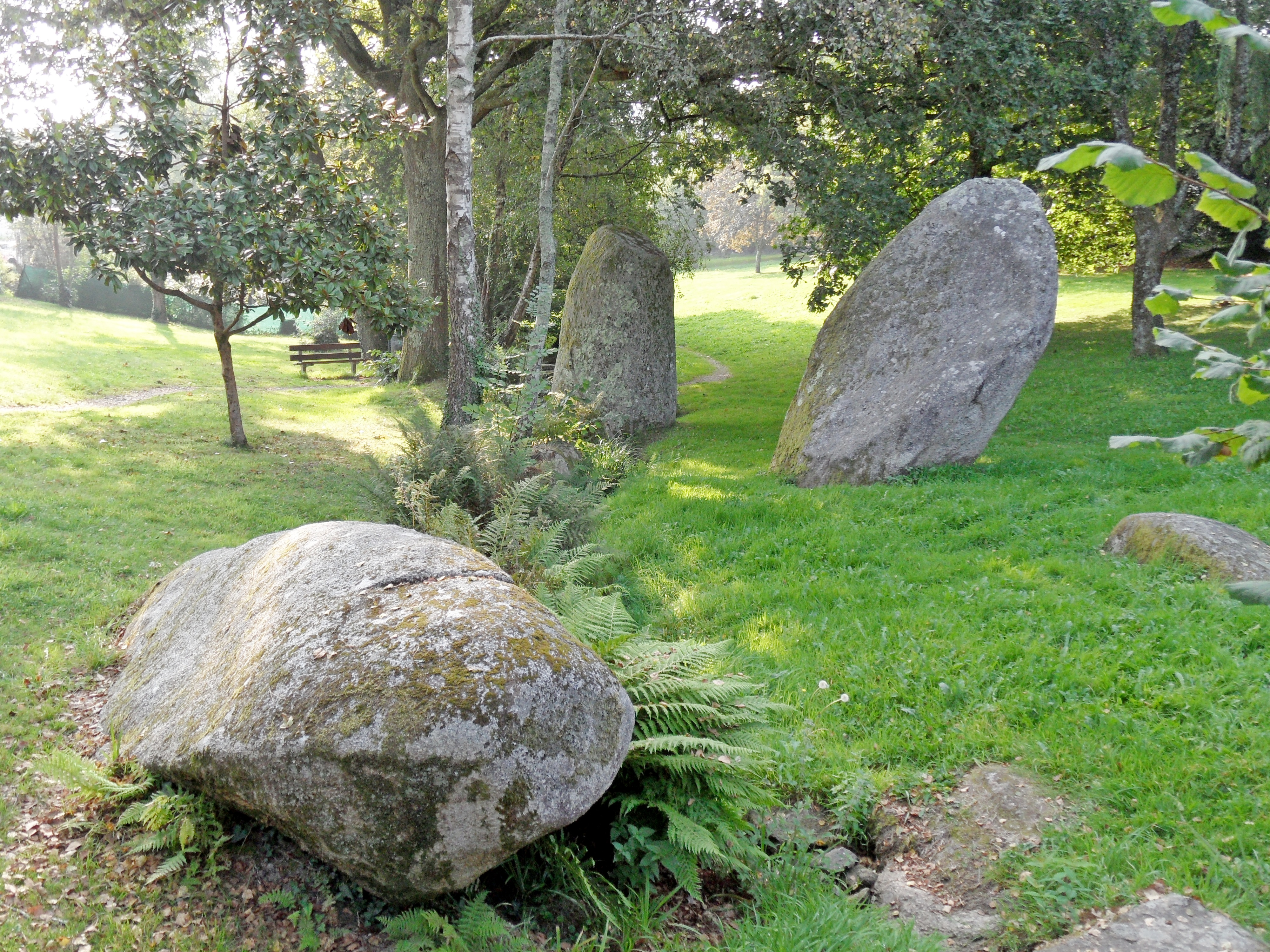
Plomelin : les menhirs de Pont-Menhir 1
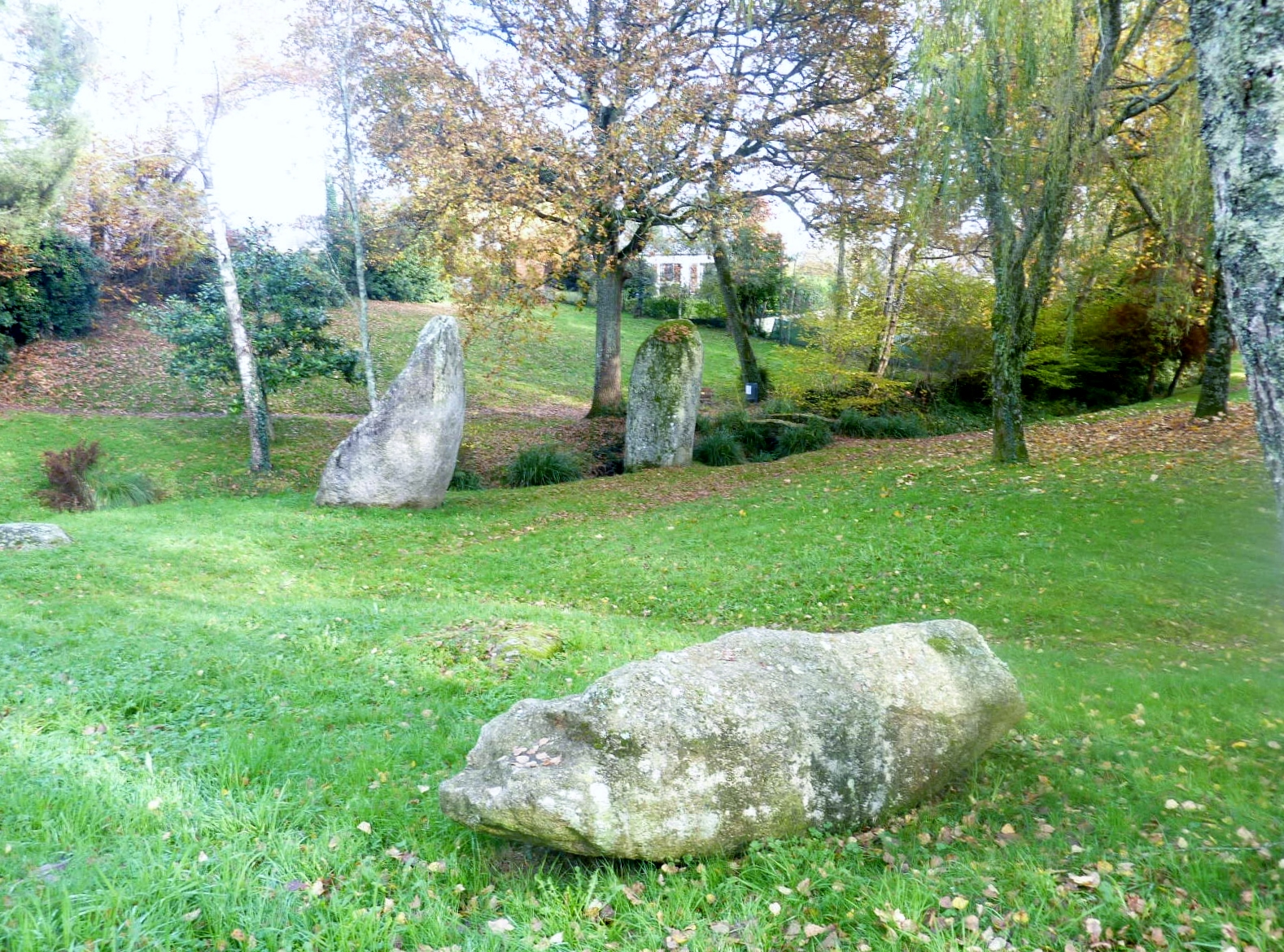
Plomelin : les menhirs de Pont-Menhir 2
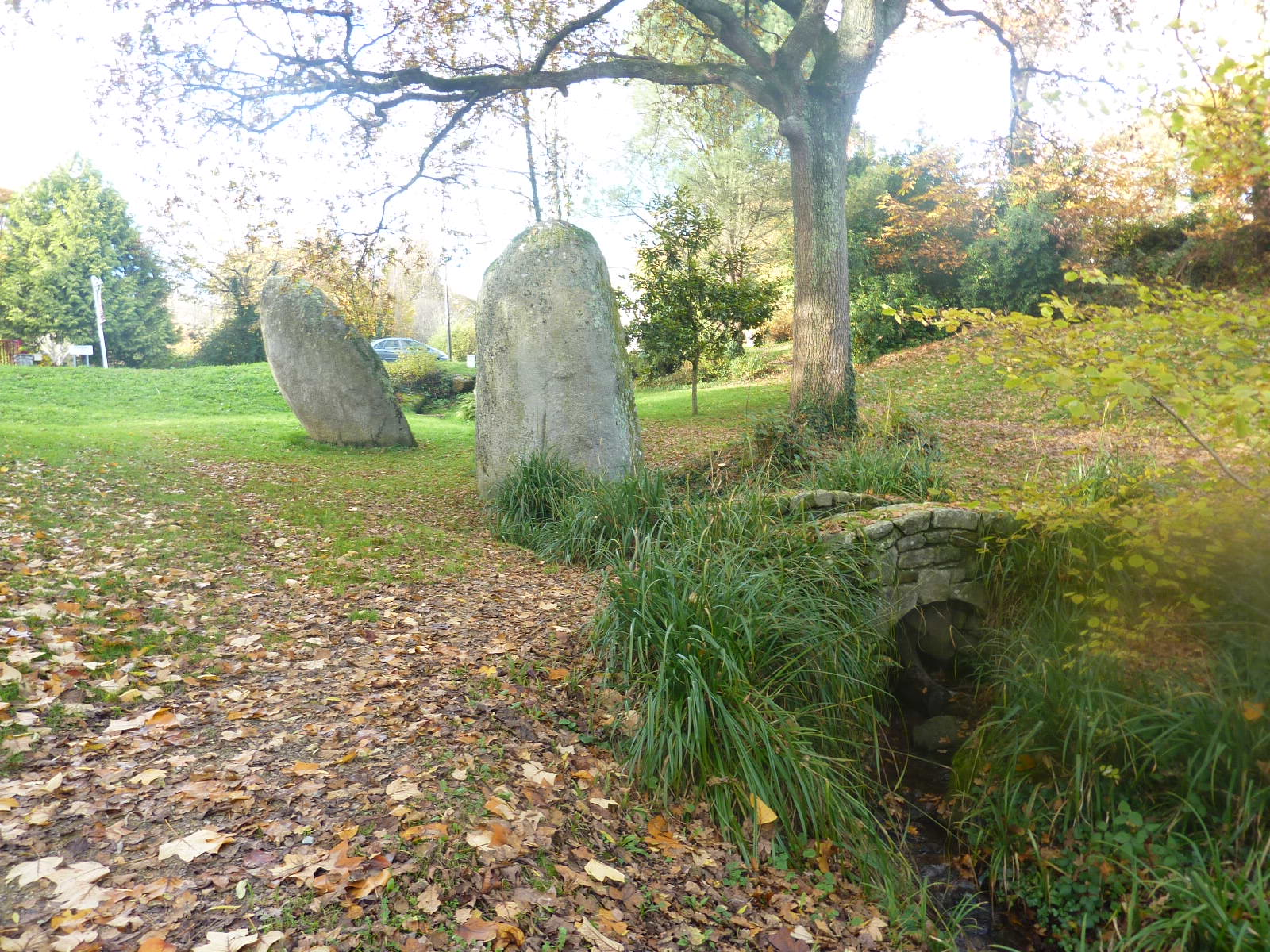
Plomelin : les menhirs de Pont-Menhir 3
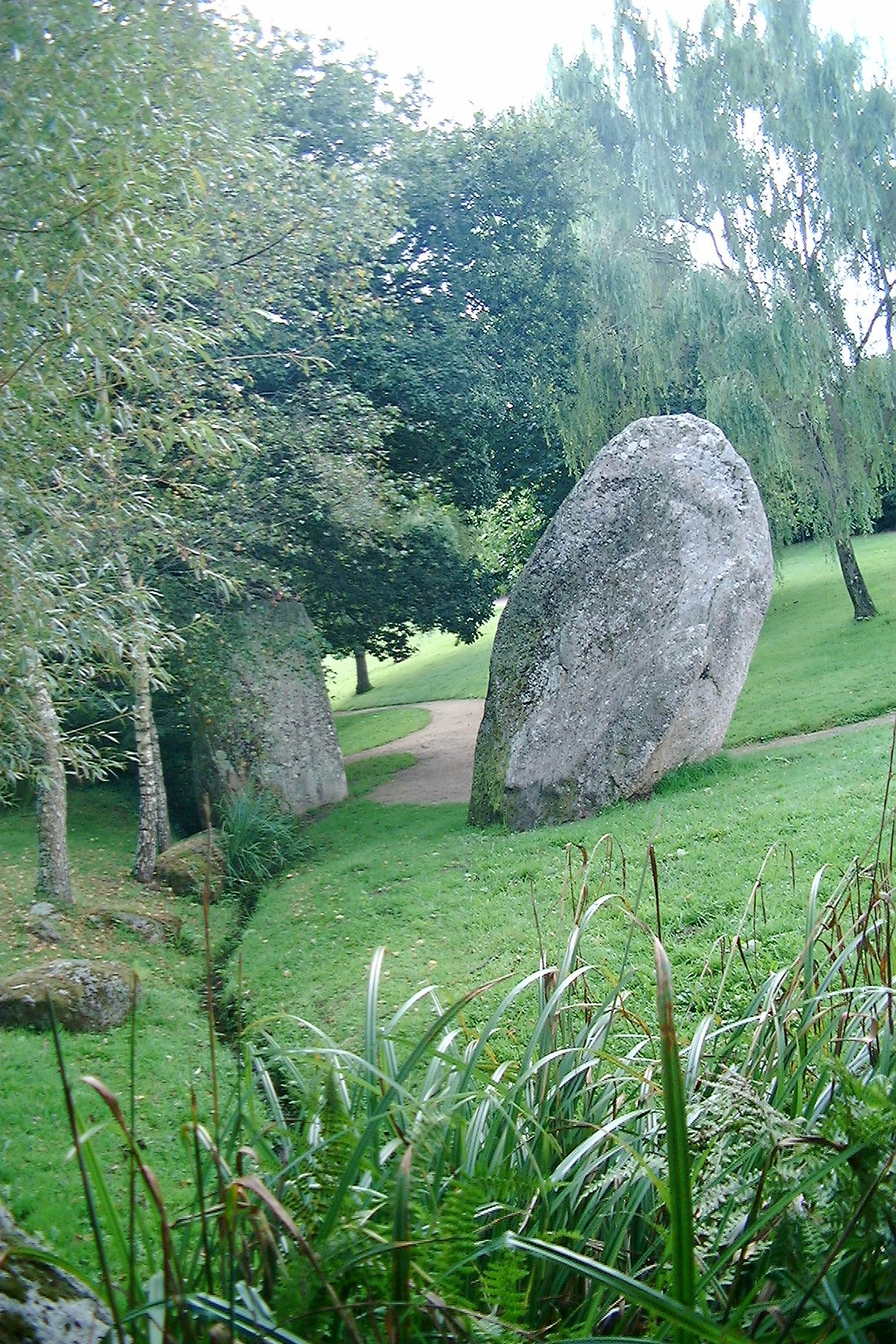
deux menhirs à Plomelin en 2000

Un souterrain datant de l'âge du fer a été découvert à Kervéo en Plomelin ; deux vases et des tessons y ont été découverts, datant de l'époque de La Tène.

### Antiquité
Sur les rives de l'Odet, les restes d'une villa gallo-romaine se trouvent à Gorre Bodivit (découverts en 1834 et ayant à l'époque fait l'objet d'une campagne de fouille par Jean-Félix du Marhallac'h (alors châtelain propriétaire du château de Prennou) ont fait l'objet de nouvelles fouilles à partir de 2008 et depuis 2014) et de thermes (qui dépendaient de la villa gallo-romaine précitée) au Pérennou, également fouillés par Jean-Félix du Marhallac'h ; une partie du système de chauffe et des pavements furent transférés en 1873 au musée breton de Quimper ; le site fut nettoyé en 1889 par l'abbé Abgrall ; le site fut acquis en 2006 par le département du Finistère. Des poteries fines, décorées d'ornements en relief et timbrées au nom d'Albinus, des médailles à l'effigie de Tiberius Cæsar, de l'an 14 à l'an 37 après J.-C, d'autres de Victorin, tyran associé en Gaule à Postume entre 264 et 268, avaient été trouvées lors des fouilles réalisées au XIXe siècle. Le site est inscrit à l'inventaire des Monuments historiques depuis le 10 juin 2020.

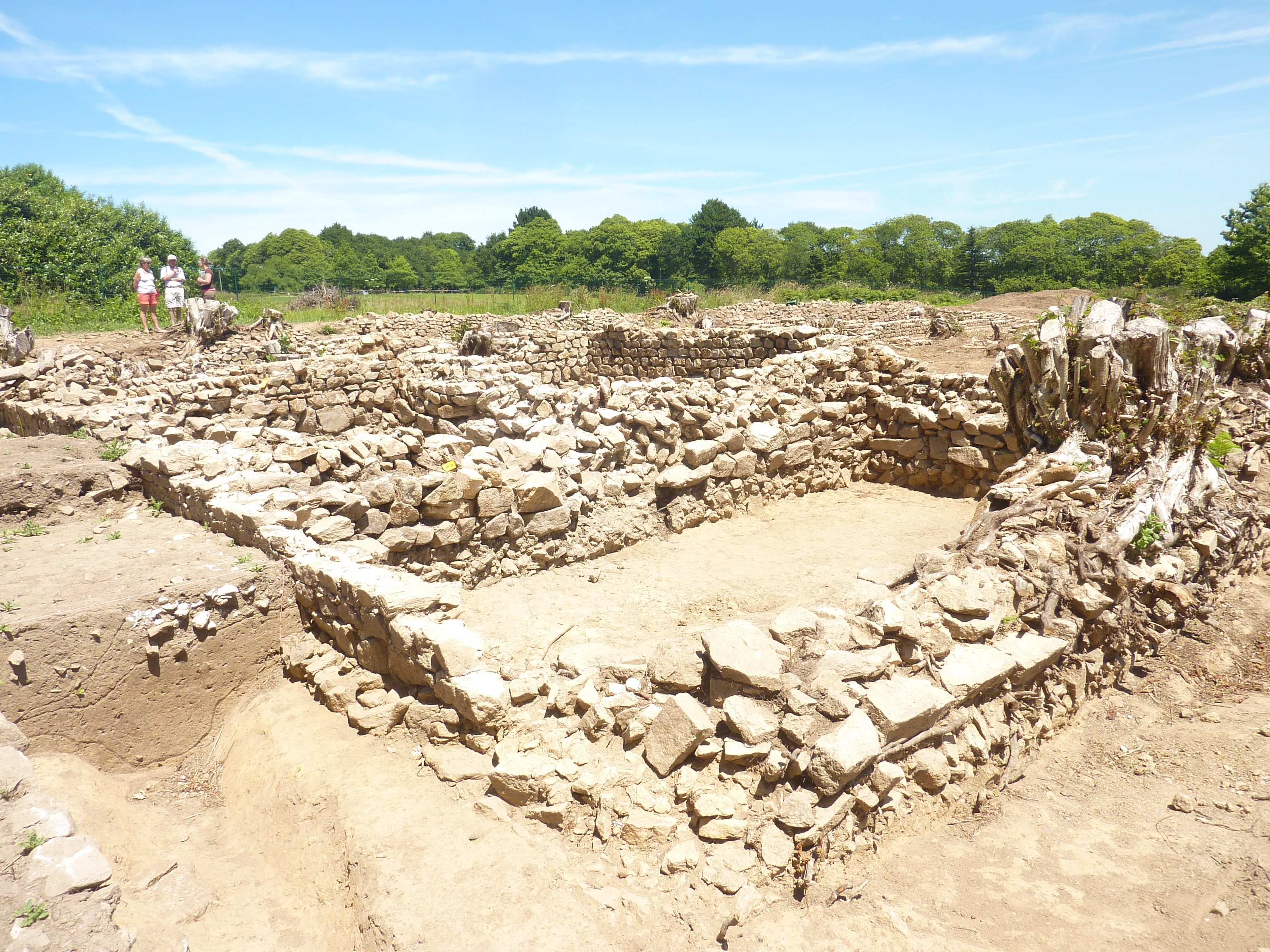
Les ruines de la villa gallo-romaine de Gorre Bodivit 1
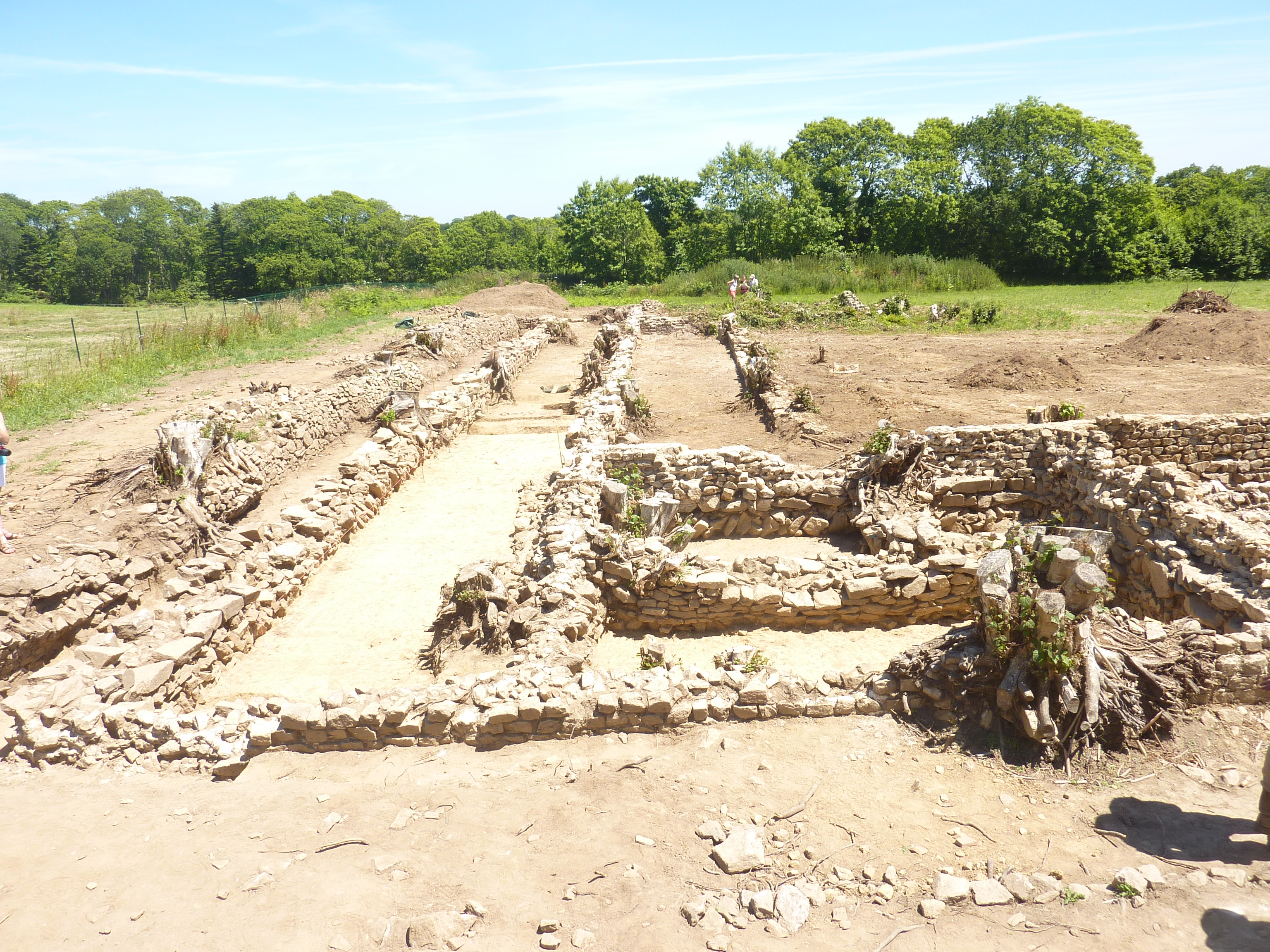
Les ruines de la villa gallo-romaine de Gorre Bodivit 2
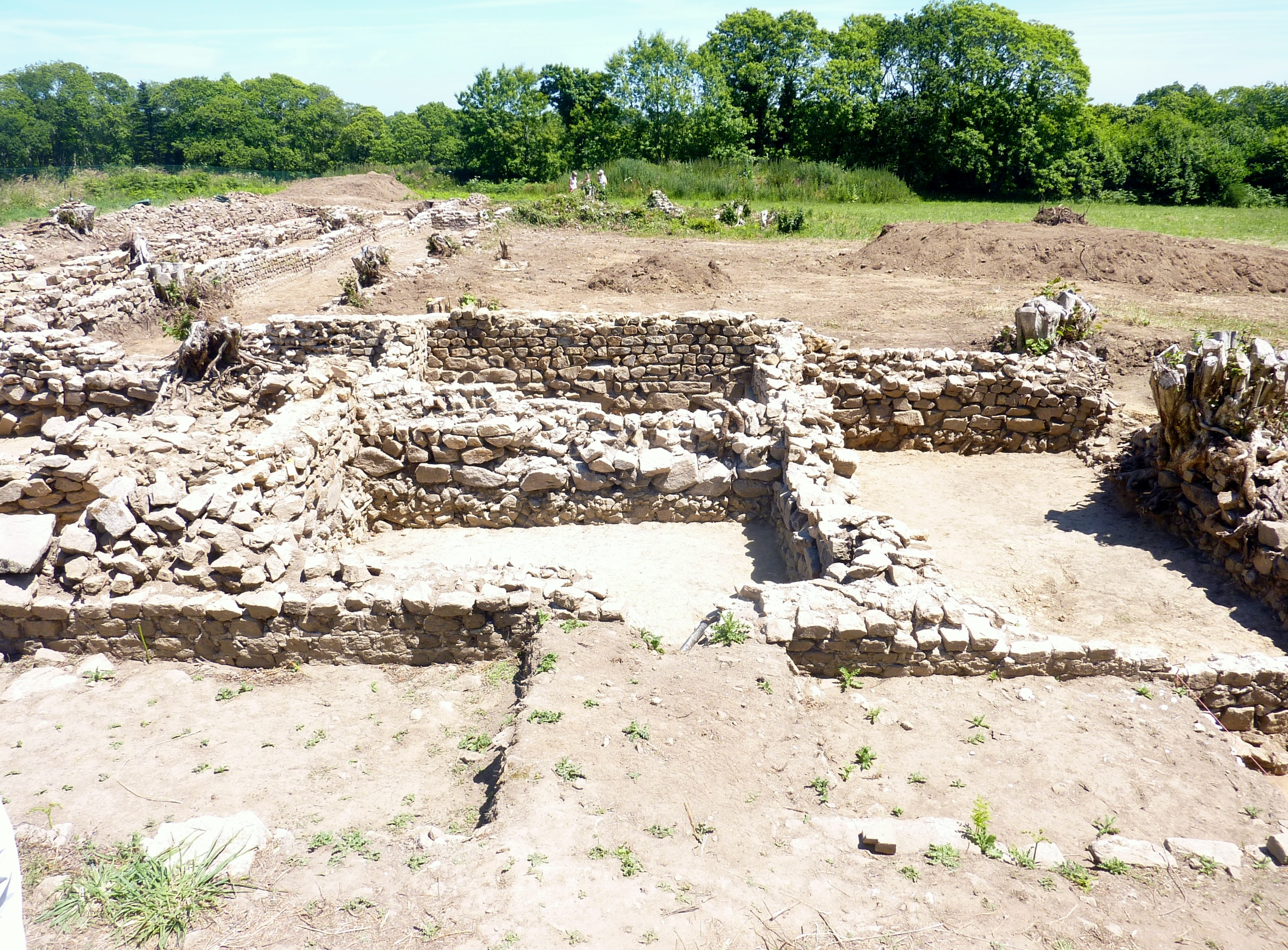
Les ruines de la villa gallo-romaine de Gorre Bodivit 3
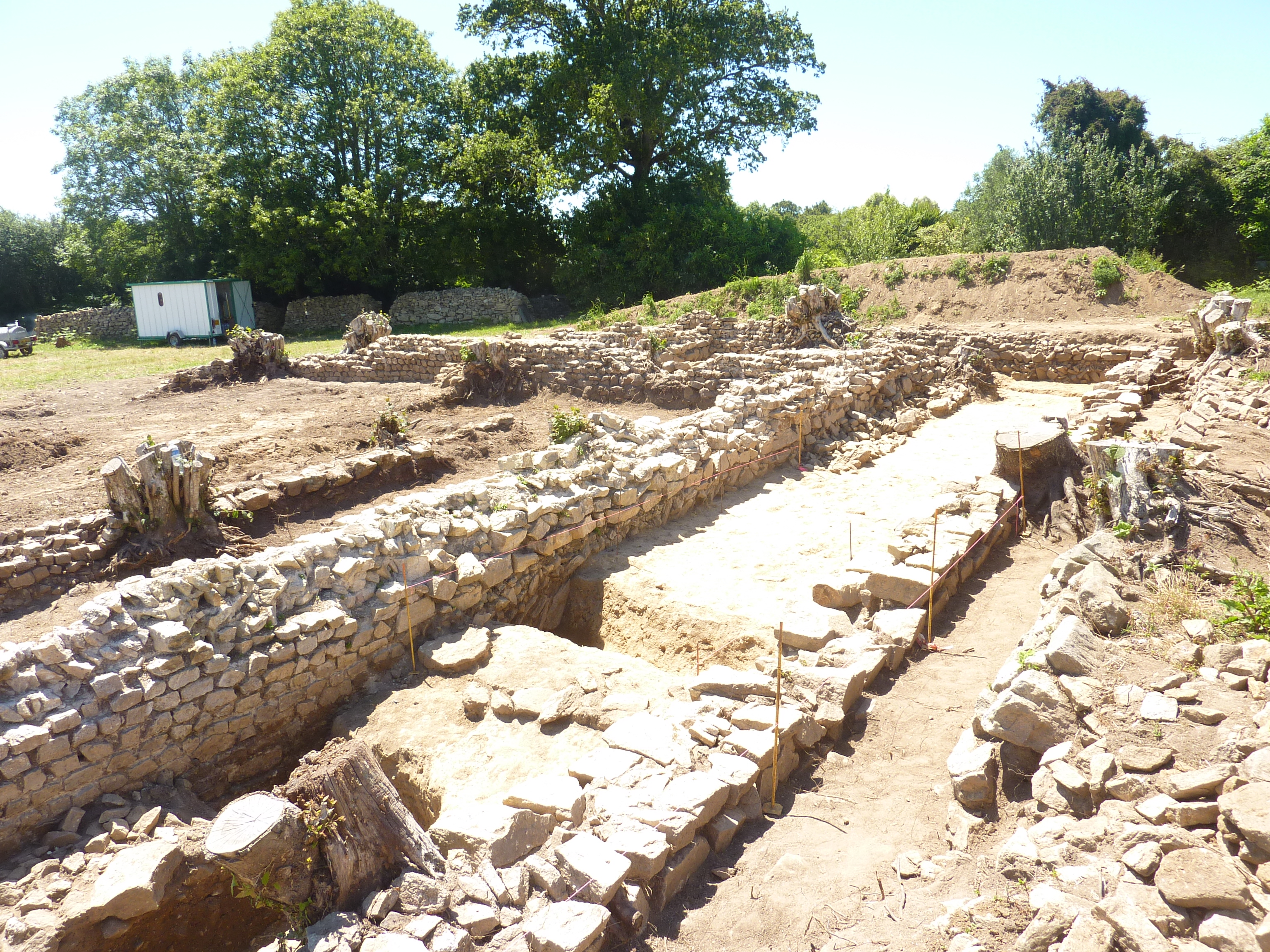
Les ruines de la villa gallo-romaine de Gorre Bodivit 4
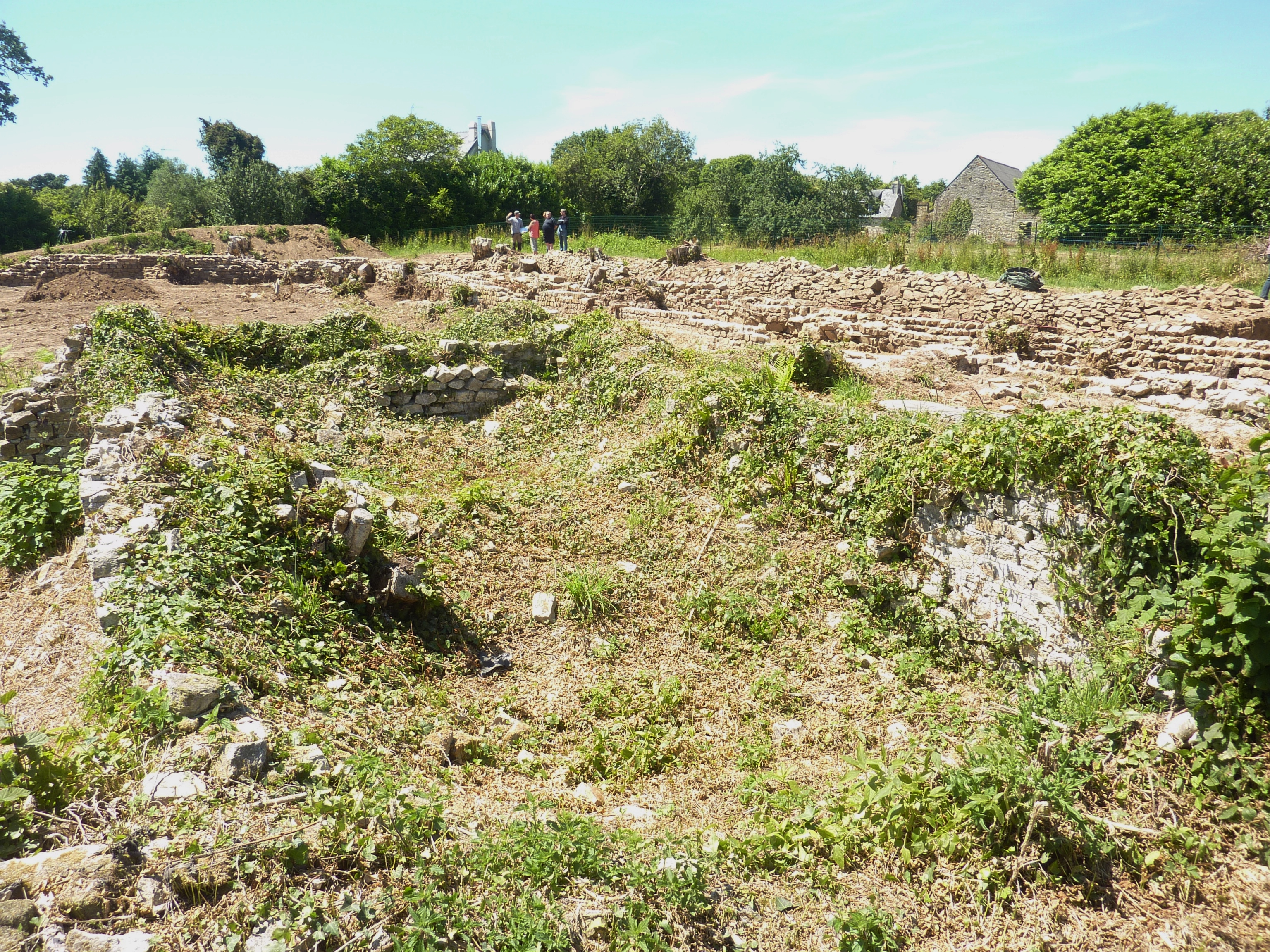
Les ruines de la villa gallo-romaine de Gorre Bodivit 5

La campagne de fouilles de 2020 a permis d'étudier les niveaux gaulois antérieurs à la villa romaine, et de découvrir notamment 16 trous de poteaux monumentaux révélant la présence de quatre greniers à grains, ainsi que des poteries. La partie résidentielle de la villa est constituée d'un bâtiment en "U", autour d'une cour centrale, mais les fouilles ont montré des traces d'une occupation gauloise antérieure. Un fanum a été mis au jour lors de la campagne de fouilles de 2023.
La statue d'un cavalier à l'anguipède, datant de l'époque gallo-romaine, trouvée près du manoir de Kerlot, se trouve dans le parc du château de Keraval.
La voie romaine allant de Civitas Aquilonia (Quimper) à Penmarch passait par Plomelin, un embranchement desservant la villa du Pérennou.

### Moyen Âge
Au Moyen Âge la paroisse de Plomelin faisait partie du Cap Caval.
Une motte féodale existe à Bossavarn ; c'est l'une des mieux conservée du Finistère.
La famille du Menguen étaient seigneurs du dit lieu, situé dans la paroisse de Tréogat, mais aussi de Kerozal dans celle de Plomelin ; elle est présente aux réformations et montres entre 1442 et 1536, elle se fondit ensuite par mariage dans la famille de Kerraoul. La famille Moreau, seigneurs de La Forest en Loctudy étaient aussi seigneurs de Keraval en Plomelin ; elle est présente aux réformations et montres entre 1426 et 1562. Un écusson aux armes d'Augustin Moreau et de son épouse Marie Lhonoré (parents du chanoine Jean Moreau), qui fut substitut à la cour de Quimper au milieu du XVIe siècle, est encastré dans le pignon de l'église paroissiale.
La maison noble de Kerdour appartenait en 1480 à Yves Le Torcol, sieur de Kerdour, aussi seigneur du Queffros en Plogonnec ; un écusson et le blason de la famille Le Torcol de Kerdour sont encastrés dans le pignon du bas du transept nord de l'église paroissiale. Une autre maison noble existait : le Trémeur.
La bataille de Dour Ru oppose des paysans révoltés du Poher, dirigés par Yann Plouyé qui, après avoir mis à sac Quimper le 30 juillet 1490, sont battus le 4 août 1490 à Penhars par une coalition regroupant des gentilhommes et bourgeois de Quimper aidés par des troupes ducales ; les insurgés en fuite sont écrasés et massacrés le 6 août 1490 au lieu-dit la Boixière en Pluguffan, surnommé depuis Dour Ru ("Eau rouge"), nom qui aurait pour origine l'eau rougie par le sang des révoltés. Un monument a été érigé en 1990 lors du 500e anniversaire de ce combat, juste à la limite communale avec Pluguffan.

### Époque moderne

#### La paroisse de Plomelin
Un écusson relevé au pignon de l'église de Plomelin présente les armes d'Augustin Moreau, substitut à la Cour de Quimper vers 1550 et de sa femme Marie Lhonoré, héritière de Keraval, qui furent les parents du chanoine Moreau, l'historien des Guerres de la Ligue en Bretagne.
René Mocam, sieur du Perennou, conseiller du roi, magistrat criminel au siège présidial de Quimper, fut pourvu de la charge de sénéchal de Quimper le 17 novembre 1617.
Pierre de Jégado, chevalier, seigneur de Kerollain, fonda le 26 mars 1652 l'abbaye Notre-Dame de Kerlot, appartenant à l'Ordre de Citeaux, dont sa sœur, Élisabeth, fut la première abbesse. Cette abbaye fut transférée à Quimper dès 1668 et les bâtiments de Plomelin furent rasés.
Julien Maunoir prêcha une mission à Plomelin en 1656.
En 1759, une ordonnance de Louis XV ordonne à la paroisse de Plomelin de fournir 9 hommes et de payer 59 livres pour « la dépense annuelle de la garde-côte de Bretagne ».
Jean-Baptiste Ogée décrit ainsi Plomelin en 1778 :

« Plomelin, dans un fond, sur la rivière d'Odet ; à une lieue un tiers au sud-sud-ouest de Quimper, son évêché, sa subdélégation et son ressort ; à 40 lieues de Rennes. On y compte 800 communiants : la cure est à l'alternative. (...) Ce territoire est un terrein [terrain] irrégulier, on y voit des terres en labeur et quelques petites landes. »

#### L'ancienne paroisse de Bodivit
L'ancienne paroisse de Bodivit, délimitée par l'Odet et l'Anse de Combrit, est citée pour la première fois en 1405 dans un acte du Saint-Siège. Son nom voudrait dire "résidence de saint David", connu aussi sous le nom de saint Dewi. L'église, qui date du XVe siècle, fut décrite en 1664 par Madame de Sévigné, dont la famille possédait le manoir voisin de Lestrémeur (anciennement "Lestrehentmeur", la "cour au-delà de la grande route" en breton) ; sa muraille est percée de meurtrières et un double portail de style gothique orne l'entrée : le colombier de Lestrémeur, construit au XVIe siècle ou XVIIe siècle, haut de 16,5 mètres et ayant 26 mètres de circonférence, pouvant abriter jusqu'à 1 000 pigeons (il comprend 998 boulins), porte les armes de la famille de Sévigné.
En 1759, une ordonnance de Louis XV ordonne à la paroisse de Bodivit de fournir 5 hommes et de payer 32 livres pour « la dépense annuelle de la garde-côte de Bretagne ».
Jean-Baptiste Ogée décrit ainsi Bodivit en 1778 :

« Bodivit, auprès de la rivière d'Odet ; à une lieue trois quarts au sud-sud-ouest de Quimper, son évêché, sa subdélégation et son ressort, à 39 lieues de Rennes. On y compte 300 communiants ; la cure est à l'Ordinaire. Son territoire est fertile en toutes sortes de grains ; on y voit la maison du Trémeur, avec moyenne justice, qui s'exerce à Quimper. »

Pierre Faroux représenta la paroisse de Bodivit à l'assemblée du tiers état de la sénéchaussée de Quimper en 1789.
Thomas-François Compagnon fut le dernier recteur de Bodivit ; il vécut dans le presbytère jusqu'en 1791, puis émigra en Espagne. En 1802, la paroisse est rattachée à celle de Plomelin. La même année, Louis Le Déan du Glascoët (né en 1708 à Quimper, décédé le 24 avril 1779 à Bodivit), receveur des fermes, acheta le manoir de Penanros, alors en paroisse de Bodivit ; un de ses fils Jean-François Le Déan fut maire de Plomelin entre 1800 et 1802 et avec un autre de ses fils François Jérôme Le Déan, tous deux rachètent l'église et le presbytère de Bodivit, transformant l'ancien presbytère, remanié et agrandi, en manoir ; l'ancienne église paroissiale, délaissée, tomba progressivement en ruine. Elle a été partiellement restaurée par les propriétaires actuels, des néerlandais.

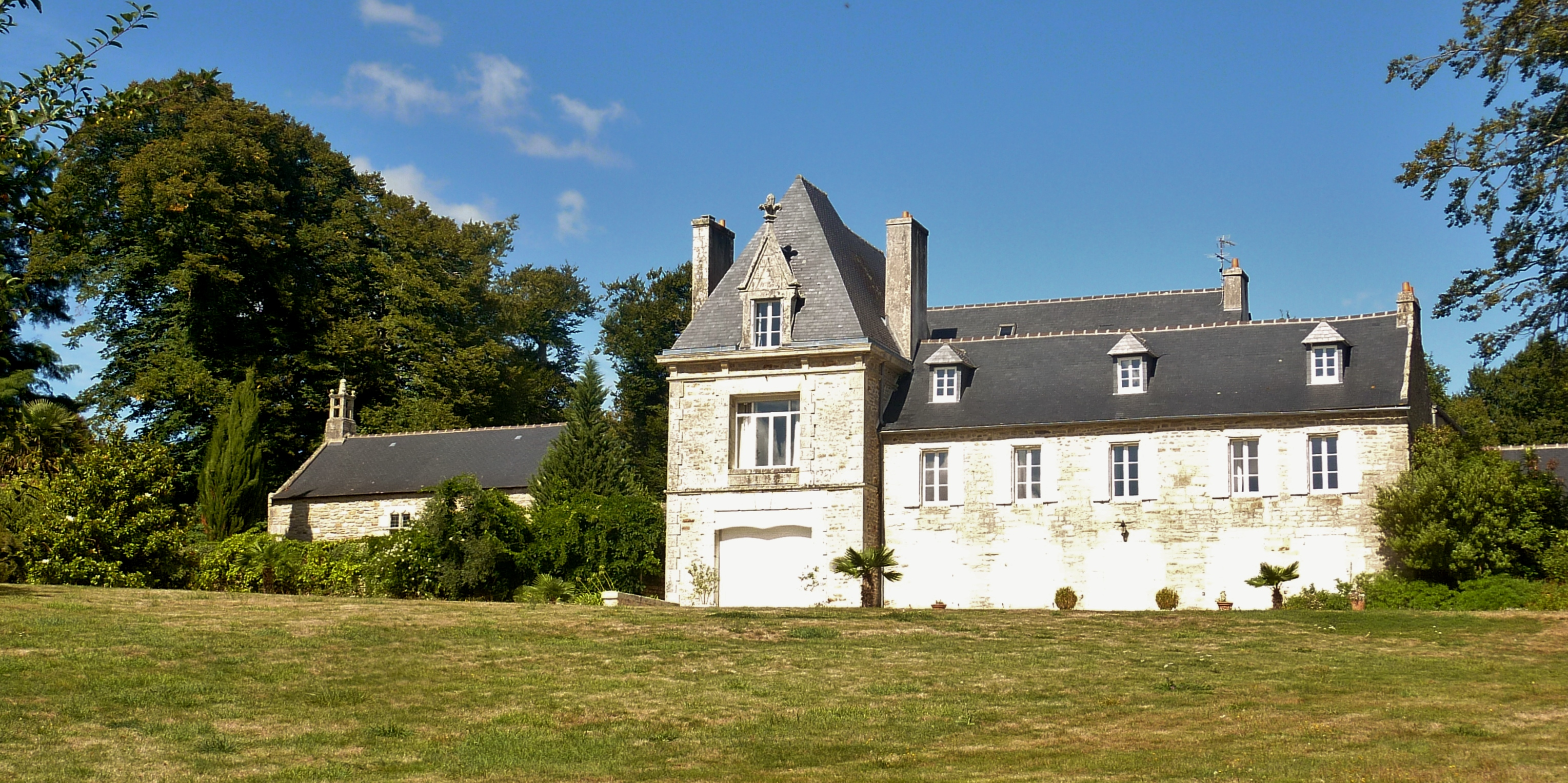
Le manoir et l'ancienne église paroissiale de Bodivit
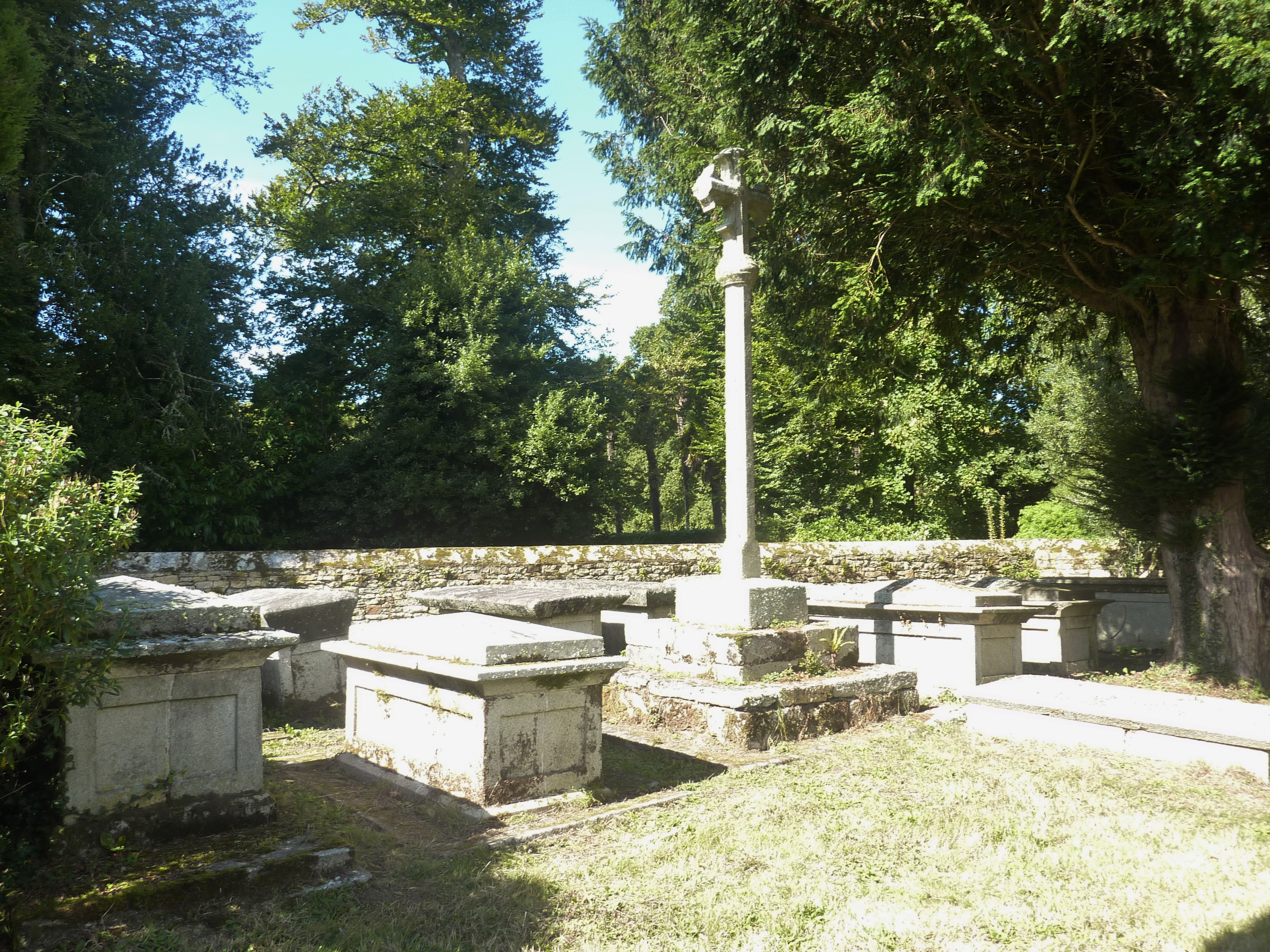
L'ancien cimetière de Bodivit
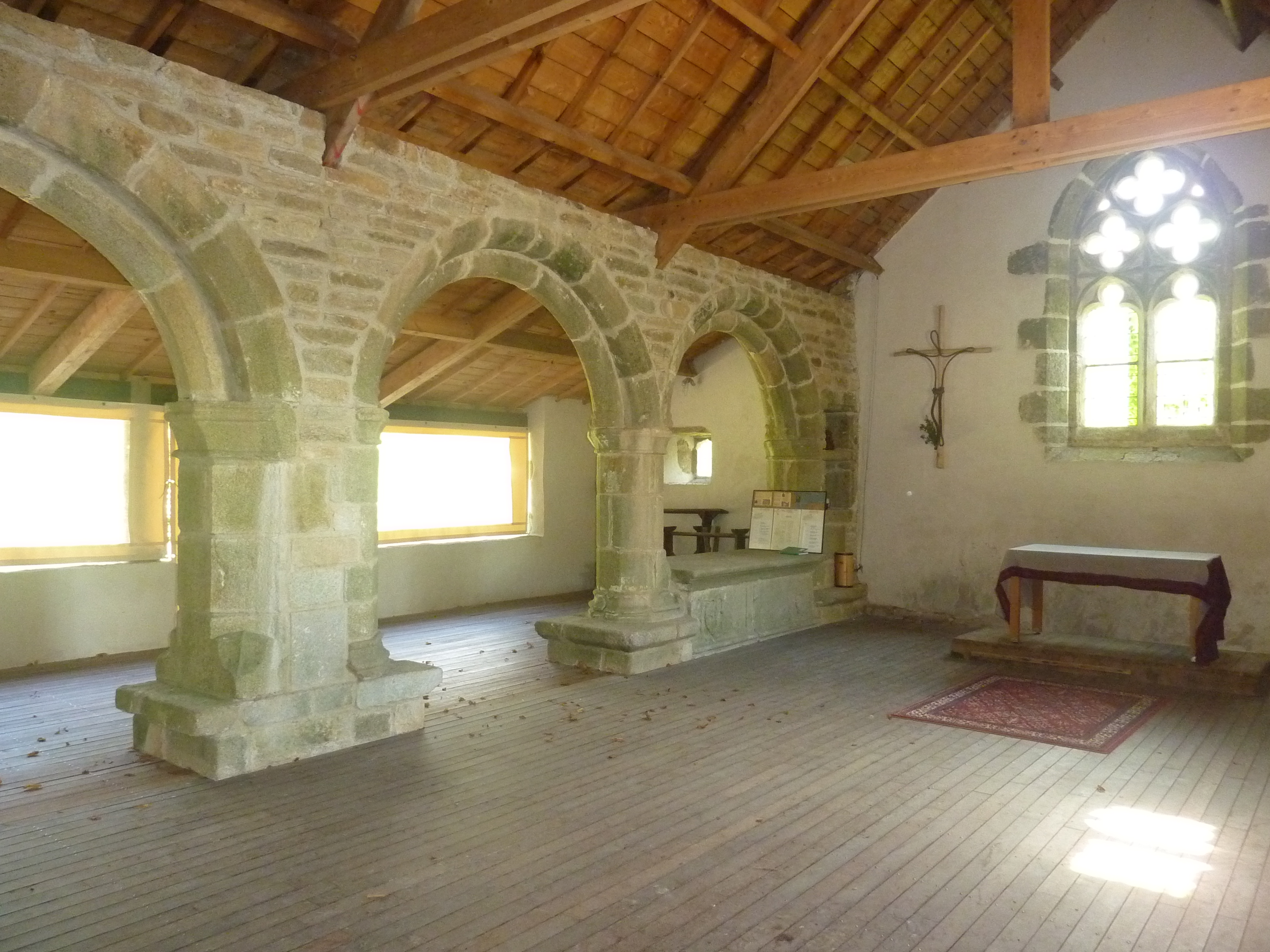
L'ancienne église paroissiale de Bodivit

Le cimetière de l'ancienne paroisse devint au XIXe siècle un cimetière privé où fut encore inhumé en 1894 Eugène Le Bastard de Kerguiffinec (né en 1820, décédé le 12 novembre 1894 à Quimper), fils de Jean-Marie Pierre Le Bastard de Kerguiffinec et d'Eugénie Félicité Françoise Le Déan (1781-1862), nièce de François Jérôme Le Déan ; une polémique et même un procès eurent lieu car le défunt, sur décision de sa sœur, Mme Gueysse, née Le Bastard, eut des obsèques religieuses à Plomelin bien qu'il eusse manifesté le désir d'avoir un enterrement civil. L'ensemble de la presse parisienne de l'époque évoqua cette affaire.

### Révolution française
La paroisse de Plomelin, qui comprenait alors 210 feux, élit trois délégués (Franços-Noël Souché de la Brémaudière, François-Louis Guitot, Yves Le Brusque), et celle de Bodivit, qui comprenait alors 45 feux, élit deux délégués (Pierre Farroux, Jacques Le Guillou) pour les représenter à l'assemblée du tiers état de la sénéchaussée de Quimper au printemps 1789.
Le recteur de Plomelin en 1790, Jean Lagadec, fut nommé trésorier de la municipalité de Plomelin et prêta le serment de fidélité à la Constitution civile du clergé et devint même membre du directoire du district de Quimper ; il fut emprisonné pendant la Terreur pour avoir donné asile à des Girondins en août 1792 ; libéré, il renonça le 15 floréal an II (4 mai 1794) aux fonctions de prêtre constitutionnel de Plomelin.
Le 21 août 1793, des Girondins en fuite embarquèrent la nuit de Rossulien (qui appartenait alors à Françpis-Noël Souché de la Brémaudière, qui commandait alors le bataillon des Fédérés du Finistère) afin de s'enfuir en direction de Bordeaux.
L'abbaye Notre-Dame de Kerlot servit de lieu de détention pendant la Révolution française. Elle a été démolie en 1972.

### LeXIXesiècle
Pendant la monarchie de Juillet, la municipalité de Plomelin refusa de voter les fonds nécessaires à la création d'une école en application de la loi Guizot, « attendu que le mauvais état des chemins et la distance des villages au lieu central ne permettent pas aux cultivateurs d'y envoyer leurs enfants qui passeraient plus de temps dans le voyage qu'à l'école même ».
A. Marteville et P. Varin, continuateurs d'Ogée, décrivent ainsi Plomelin en 1845 :

« Plomelin (sous l'invocation de saint Mellon, évêque de Rouen au XIe siècle et breton) : commune formée de l'ancienne paroisse du même nom, aujourd'hui succursale (...). Principaux villages : Kerhuel, Combren, Kerguen,le Rest, Kerlenn, Leheuré, Kerguinou, Kerguel, Kergrenn. Manoirs de Keraval, Kerdour, du Pérennou, de Rossulein [Rossulien], de Bodivit, de Kerouzim. Superficie totale 2608 hectares dont (...) terres labourables 965 ha,  prés et pâtures 122 ha, bois 206 ha, vergers et jardins 69 ha, landes et incultes 1173 ha (...). Moulins : 9 (de Corrouac'h, en mer ; de Kerann, Kerdour, Rossulein [Rossulien], Kerun, Kergorantin, Boissarvan, à eau) (...). La route de Quimper à Pont-l'Abbé traverse la commune de Plomelin, du nord-est au sud-ouest. (...) Géologie : constitution granitique. On parle le breton. »

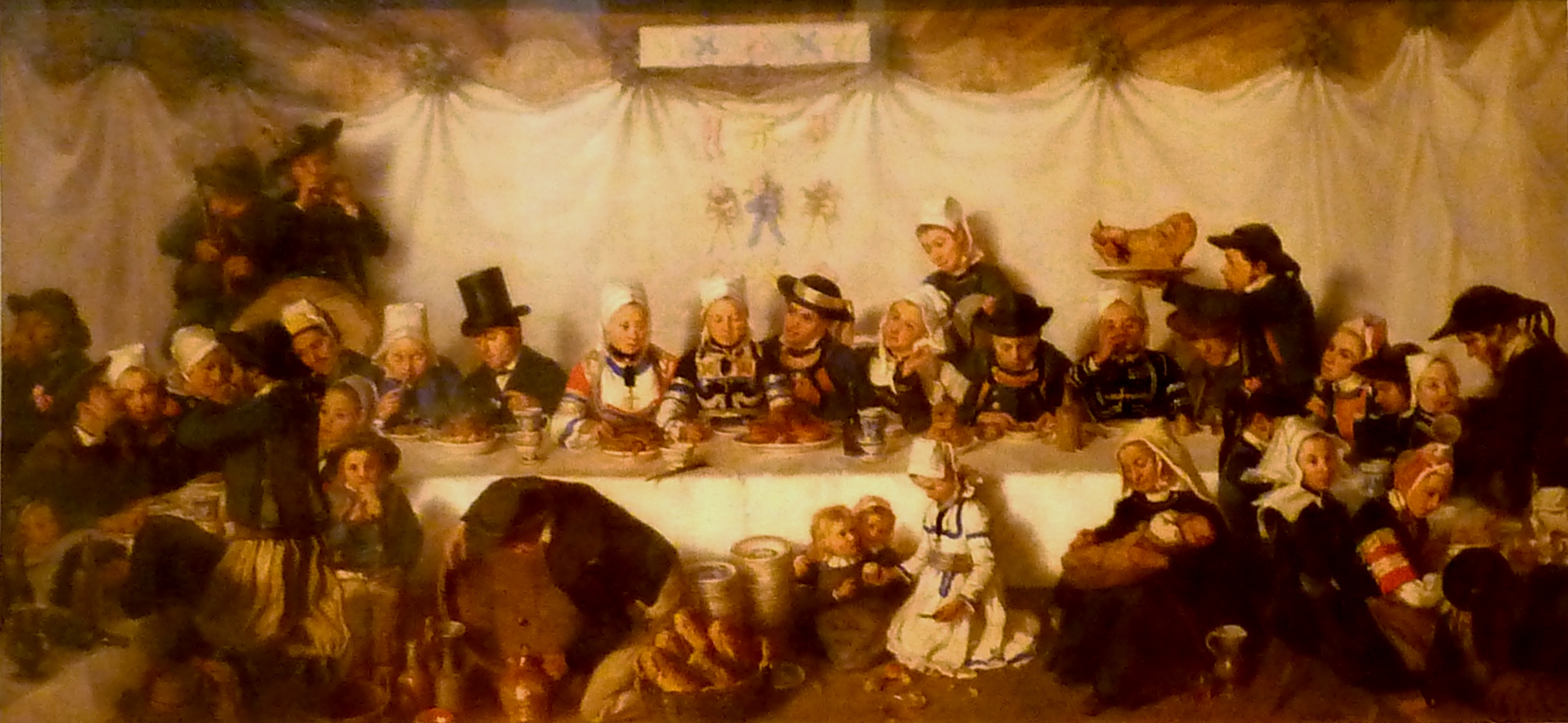
Victor Roussin : Les noces de Corentin Le Guerveur et d'Anne-Marie Kerinvel (1880, musée des beaux-arts de Quimper)

Le peintre Victor Roussin (né le 3 mars 1812 à Quimper, décédé en 1903 à Plomelin), avocat (son père Jean-François Roussin fut brièvement député du Finistère entre 1816 et 1820), époux de Sophie-Catherine Adamson, fille adoptive du général Cambronne, habita à partir de 1880 le château de Keraval en Plomelin. Il a peint toute sa vie de nombreux tableaux représentant la vie paysanne en Bretagne. Son tableau le plus célèbre, Les noces de Corentin Le Guerveur et d'Anne-Marie Kerinvel représente le mariage de son fermier qui ont lieu dans un hangar recouvert d'une tenture improvisée. On reconnait des faïences de Quimper et deux sonneurs animent la fête. Le seul homme en habits sur le tableau pourrait être un autoportrait du peintre.

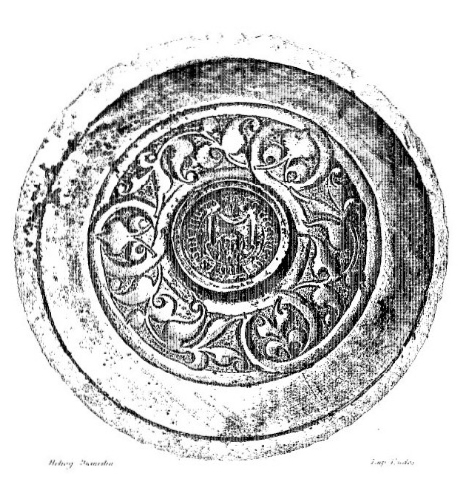
Le vase trouvé à Plomelin en 1875 (photographie de Paul du Chatellier)

La propriété du Perennou appartint à partir du milieu du XVIIIe siècle à la famille du Marhallac'h : Jean-Félix du Marhallac'h, puis son fils Auguste du Marhallac'h, aménagèrent le parc. Le beau-frère de ce dernier, Louis de Carné, époux de Caroline de Marhallac'h, député du Finistère, en hérita ensuite.
La cale de Rozulien, sur l'Odet, construite en 1883, rendit « de très grands services aux agriculteurs des communes voisines pour le dépôt des engrais marins ».
Gustave Flaubert décrit ainsi Plomelin en 1886 dans "Par les champs et par les grèves" :

« Un clocher est sorti d'entre les arbres (...), deux ou trois maisons ont paru : c'était le village de Plomelin. Un sentier fait la rue ; quelques maisons, séparées entre elles par des cours plantées, composent le village. Quel calme ! quel abandon plutôt ! les seuils sont vides, les cours sont désertes. (...) L'église est pauvre et d'une nudité sans pareille. Pas de beaux saints peinturlurés, pas de toiles aux murs, ni, au plafond, de lampe suspendue au bout de sa longue corde étroite. (...) Des piliers ronds supportent la voûte de bois dont la couleur bleue est déteinte. Par les fenêtres à vitrail blanc arrive le grand jour des champs verdi par le feuillage des arbres d'alentour qui recouvrent le toit de l'église. La porte (une petite porte en bois que l'on ferme avec un loquet) était ouverte ; une volée d'oiseaux est entrée, voletant, caquetant, se cognant aux murs ; ils ont tourbillonné sous la voûte, sont allés se jouer autour de l'autel. Deux ou trois se sont abattus sur le bord du bénitier, y ont trempé leur bec, et puis, tous, comme ils étaient venus, sont repartis ensemble. (...) »

En 1875, on déterra à Plomelin, entre les racines d'un chêne séculaire, une coupe en argent de 0,20 m de diamètre et 0,50 mètre de profondeur, en forme de vasque, soigneusement protégée par un pot de grès renversé ; au milieu de la vasque se trouve un bouton à la surface duquel on distingue un suaire entouré d'une légende latine en caractères du quatorzième siècle ; la légende dit (en traduction française): « Voici la face auguste et sainte ». Autour du bouton serpente un rinceau obtenu au repoussoir et d'un style qui rappelle l'orfèvrerie orientale. Au revers de la coupe sont gravés ces mots : « Rion ar druvil le vieu », indiquant peut-être le nom du dernier propriétaire de l'objet. Les archéologues ont sans hésiter reconnu ce vase pour avoir servi, dans le culte catholique, à donner la communion sous l'espèce du vin. Ce rite fut aboli par le concile de Constance en 1414, mais il subsista assez longtemps dans certaines contrées.

### LeXXesiècle

#### Alexandre Massé, Kerbernez et la fondation Massé-Trévidy

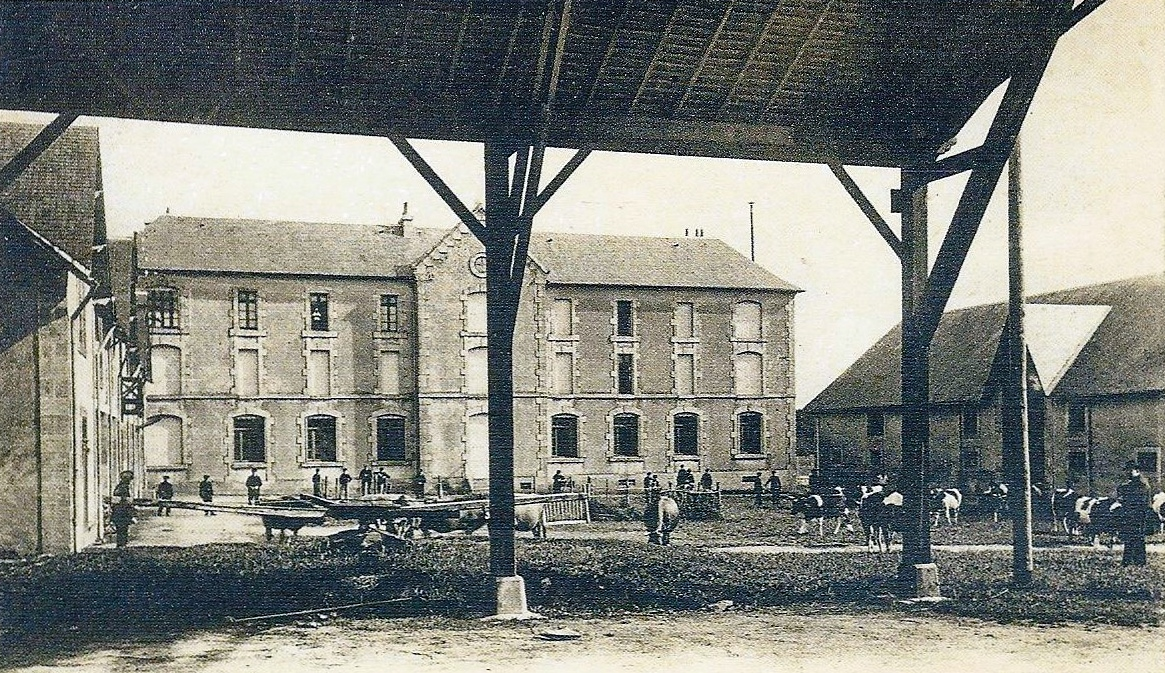
L'orphelinat agricole et horticole de Kerbernès [Kerbernez] vers 1910 (carte postale Villard).

Alexandre Massé, un philanthrope quimpérois, achète en 1884 un domaine de 210 ha sur les rives de l'Odet ; il fait construire en 1899 un orphelinat agricole et horticole, qui fonctionne à partir de 1901 (en 1911, il accueille 35 orphelins « instruits en agriculture et jardinage »), mais les bâtiments sont achevés en 1913 par l'architecte Charles Chaussepied. Devenu "Fondation de Kerbernez" en 1910 à la suite du legs effectué par Alexandre Massé, l'établissement est alors reconnu d'utilité publique. Il est devenu en 1984 le Lycée de l'Horticulture et du Paysage de Kerbernez.
Parallèlement, la Congrégation des Sœurs de l'Adoration Perpétuelle du Saint Sacrement, responsable d'un orphelinat pour jeunes filles à Quimper depuis 1821, est à l'origine de la création en 1946 de l'association de Trévidy qui a fusionné en 2004 avec la fondation Massé pour former la Fondation Massé-Trévidy

#### La Belle Époque
La société de chasse Le Pic de Plomelin, qui « compte parmi ses membres les meilleurs fusils du Finistère » (dont le comte Charles de Carné et d'autres notables de la région) inaugura un coquet et luxueux pavillon de chasse à Kerpic dans les Montagnes Noires (par exemple, un tableau de chasse de 180 perdreaux, 30 lièvres, 27 grouses est évoqué pour une journée début octobre 1902), y élevant notamment des grouses.
Le 6 septembre 1902, l'école publique de Plomelin, jusqu'alors tenue par les Sœurs de la congrégation des Filles du Saint-Esprit est laïcisée par décret du préfet du Finistère par application de la Loi sur les congrégations.
En mars 1903, le maire de Plomelin fut suspendu pendant un mois par le préfet du Finistère « pour avoir refusé d'assister au tirage au sort des jeunes gens de la commune ».
L'inventaire des biens d'église à Plomelin en 1906 fut dans un premier temps empêché par une manifestation assez violente : 

« Dans la petite commune de Plomelin, voisine de Quimper, administrée par M. Roussin, maire, et où habitent plusieurs châtelains (MM. de Broc, de Carné, le marquis de Plœuc, etc.), deux gendarmes sans plus étaient chargés du service d'ordre. Ils avaient contre eux 500 personnes résolues à empêcher à tout prix l'inventaire, et qui, en effet, y ont réussi. M. Vavasseur, percepteur à Quimper, chargé de l'opération, a été fort malmené ; voiture et cheval ont été enlevés de terre ; le cheval a été dételé, les harnais coupés, la capote trouée à coups de couteau ; et c'est grâce au sang-froid de Mme Vavasseur, qui accompagnait son mari, que celui-ci put se tirer des mains des paysans. »

Trois jeunes valets de ferme, Germain Levenes, Jean Yeurch et Guénolé Le Nours furent condamnés en mars 1906 à des peines d'amende, et pour les deux derniers cités à 10 jours de prison, pour « violences aux agents et voies de faits envers des particuliers » lors des manifestations pour tenter d'empêcher l'inventaire des biens d'église à Plomelin.

#### La Première Guerre mondiale

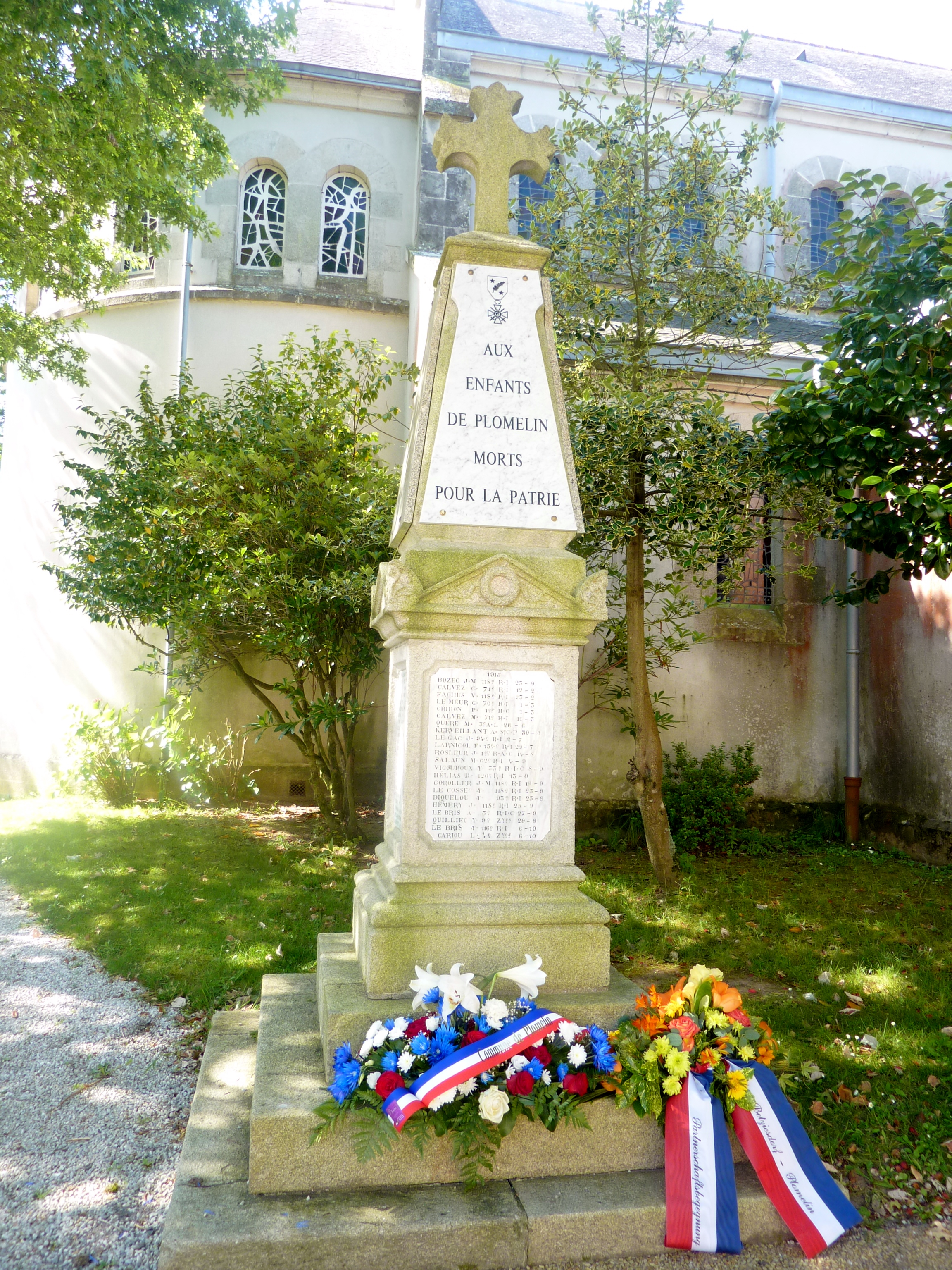
Le monument aux morts de Plomelin

Le monument aux morts de Plomelin porte les noms de 104 soldats morts pour la France pendant la Première Guerre mondiale (soit plus de 5% de la population communale en 1911) ; parmi eux sept (Corentin Dénès (qui fut le premier mort plomelinois de la guerre), Alain Gestin, Vincent Hélias, Guillaume Lamy, Jean Pochet, Jacques Quiniou, Jean Tanneau) sont morts sur le front belge dès 1914, un (Michel Quéré) est décédé en captivité en Allemagne, un (François Droval) est disparu en mer en 1918, la plupart des autres sont décédés sur le sol français dont René Trochu, décoré de la Médaille militaire et de la Croix de guerre. Quinze soldats plomelinois sont morts à Verdun et ses environs en 1916 et 1917, sept pendant la Bataille de la Somme, huit lors de l'offensive du Chemin des Dames. Comme on estime qu'entre 400 et 450 plomelinois ont été mobilisés, environ un sur quatre a été victime de la guerre.

#### L'Entre-deux-guerres
L'adjudication des travaux de construction de la nouvelle mairie a lieu le 19 août 1928.

#### La Seconde Guerre mondiale
Le monument aux morts de Plomelin porte les noms de 5 personnes (M. Audren de Kerdrel, A. Berrou, Bertrand Kerbrat, Germain Le Quéau, M. Le Quéau) mortes pour la France pendant la Seconde Guerre mondiale.

#### L'après Seconde Guerre mondiale
Trois soldats originaires de Plomelin (Corentin Corai, Corentin Le Gall, P. Le Yeuc'h) sont morts pendant la Guerre d'Indochine.

## Tourisme

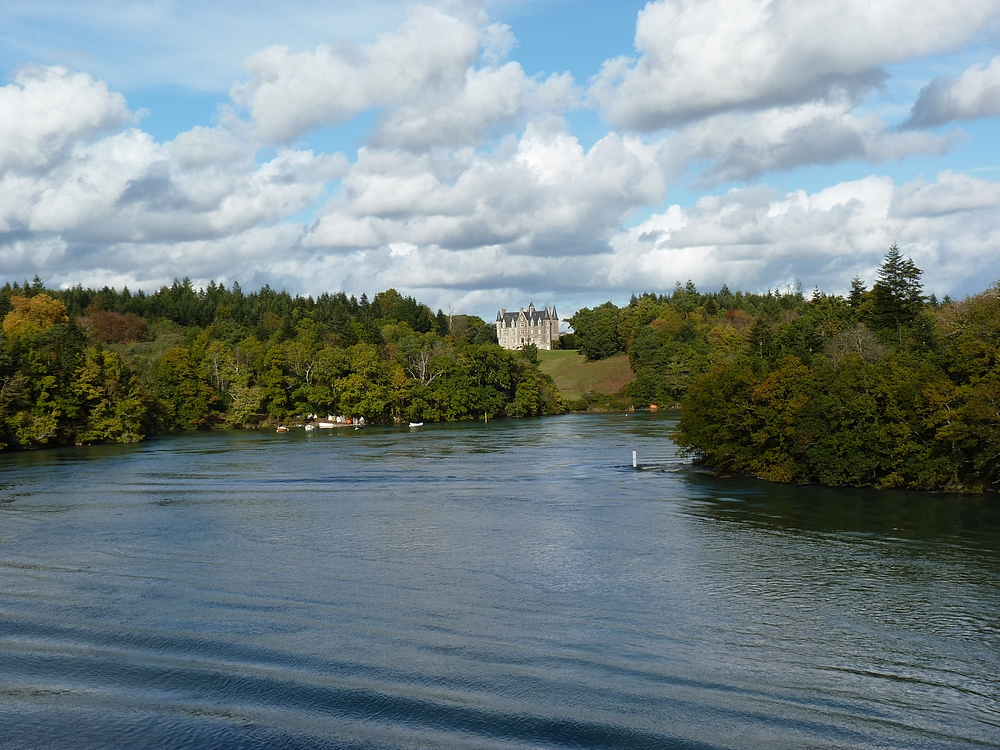
Plomelin : le château de Kerambleiz dominant la rive de l'Odet.

Plomelin possède plus de 40 km de sentiers piétonniers. L’étendue de la commune permet aux promeneurs de découvrir un patrimoine naturel très varié : rives de l’Odet que l’on atteint par de petits sentiers aménagés en sous-bois, faune et flore des bois communaux, paysages de bocages dans la campagne. Les amateurs peuvent effectuer tout un circuit sur plusieurs kilomètres sans emprunter les voies communales. Près de l'anse de Combrit, une construction en bois permet quotidiennement d'observer les oiseaux en quête de nourriture, .

## Économie
Plomelin est devenue une cité-dortoir de l'agglomération quimpéroise. elle dispose cependant de quelques entreprises, dont :
- la distillerie des Menhirs, qui transforme le blé noir et les pommes à cidre en une large gamme d’eaux-de-vie et de whiskies de grande qualité. Dès 1986, la famille Le Lay oriente sa production vers la création d’un whisky très original à base de blé noir et non de malt d’orge, vendu sous la marque Eddu. La distillerie propose des visites organisées, à l’issue desquelles une dégustation est proposée[89]. Un livre publié en 2021 raconte les cent années de la distillerie avec les 5 générations successives de la famille Le Lay qui se sont succédé à la tête de l'entreprise[90] ;
- l'entreprise Le Pape ("Le Pape TP" , "Le Pape environnement" (recyclage de matériaux) et "Ouest enrobés") existe depuis 1945[91]. L'entreprise a ouvert en avril 2024 sur son site de Ti-Koad une centrale photovoltaïque d'une capacité de 7,7 MW qui est lors de son inauguration la deuxième en importance dans le département du Finistère après celle de Laz[92].

## Politique et administration

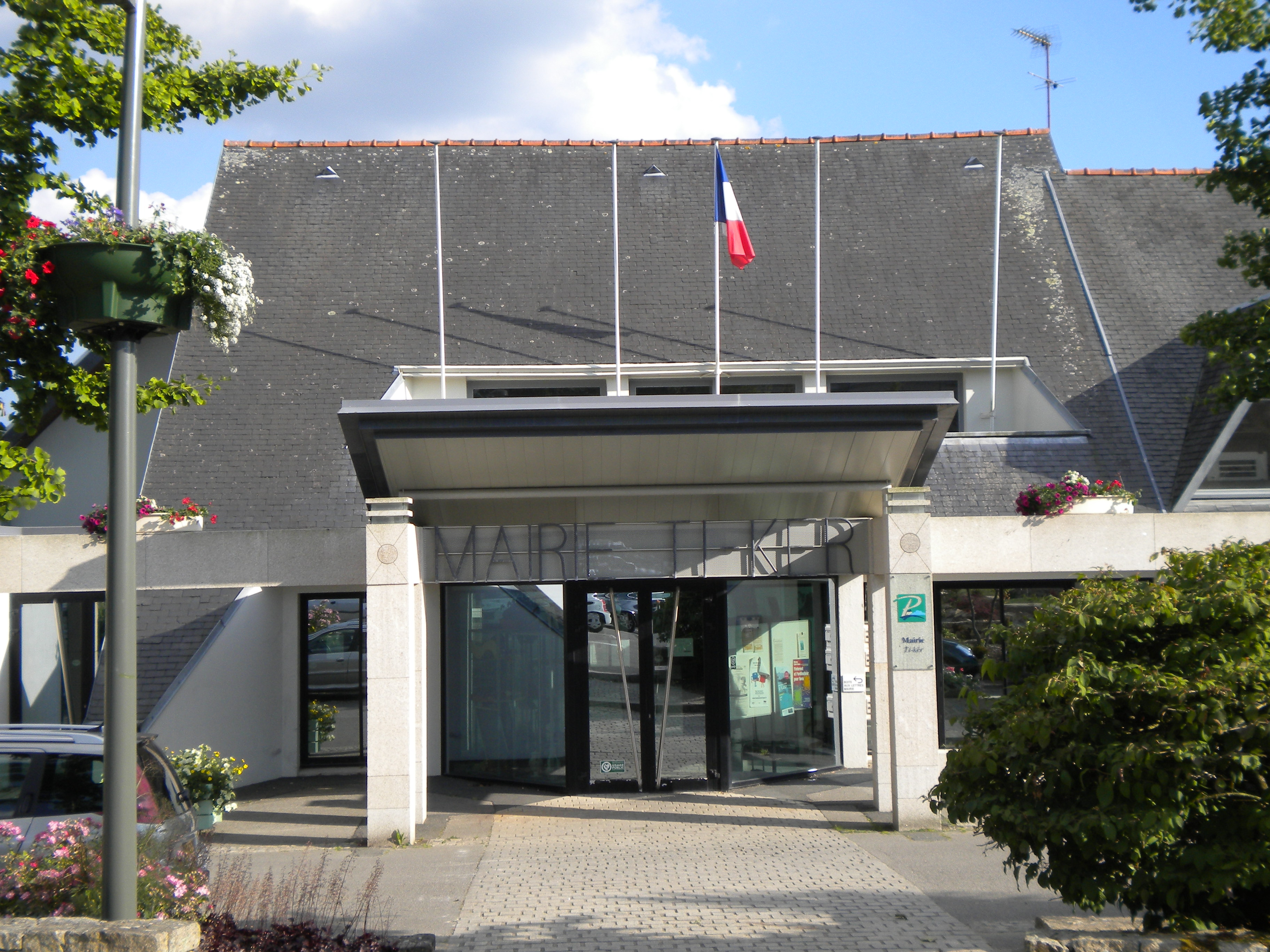
La mairie (Ti-Ker) de Plomelin

### Liste des maires
| Période     | Période     | Identité                              | Étiquette    | Qualité |
| ----------- | ----------- | ------------------------------------- | ------------ | --- |
| 1790        | 1792        | Yves Le Brusque                       |              | Cultivateur |
| 1792        | 1795        | Alain Daniel                          |              | Cultivateur |
| 1795        | 1798        | François Guitot                       |              | Cultivateur |
| 1798        | 1798        | Yves Le Brusque                       |              | Cultivateur. Déjà maire entre 1790 et 1792.                                                                                     |
| 1799        | 1800        | Alain Daniel                          |              | Cultivateur. Déjà maire entre 1792 et 1795.                                                                                     |
| 1800        | 1802        | Jean-François Le Déan                 |              | Receveur des fouages. Acheta le château de Lanroz où il acclimata la pomme de terre et Bodivit.                                 |
| 1802        | 1806        | Yves Le Cloarec                       |              | Cultivateur |
| 1806        | 1830        | Jean-Félix du Marhallac'h             |              | Châtelain du Perennou |
| 1830        | 1840        | Pierre Daniel                         |              | Cultivateur. Fils d'Alain Daniel, maire entre 1792 et 1795 et entre 1799 et 1800.                                               |
| 1841        | 1850        | Yves Le Cloarec                       |              | Cultivateur. Fils d'Yves Le Cloarec, maire entre 1802 et 1806.                                                                  |
| 1850        | 1859        | Jérôme Le Brusque                     |              | Cultivateur. Petit-fils d'Yves Le Brusque, maire entre 1790 et 1792 et en 1798.                                                 |
| 1859        | 1876        | René-Jean Daniel                      |              | Cultivateur. Conseiller d'arrondissement.                                                                                       |
| 1876        | 1882        | Édouard-Olivier de Rodellec du Porzic |              | Châtelain du Perennou. Ancien officier                                                                                          |
| 1882        | 1887        | Étienne Roussin                       | Conservateur | Ingénieur de l'École Centrale, dirigea l'usine de machines à vapeur de Yokohama (Japon), fit construire le manoir de Kerambleiz |
| 1887        | 1888        | René-Jean Daniel                      |              | Cultivateur. Déjà maire entre 1859 et 1876.                                                                                     |
| 1888        | 1912        | Étienne Roussin                       | Conservateur | Ingénieur. Déjà maire entre 1882 et 1887 et député entre 1885 et 1889.                                                          |
| 1912        | 1925        | Charles de Carné-Marcein              |              | Châtelain du Perennou. Comte.                                                                                                   |
| 1925        | 1945        | Jacques Prigent de Kerallain          |              | Propriétaire. Il habitait le manoir de Lestrémeur.                                                                              |
| avril 1945  | 1965        | Pierre Larhant                        |              | Cultivateur |
| mars 1965   | 1995        | Robert Omnes                          | SE           | Professeur |
| mars 1995   | 2008        | Yves Rohou                            | DVD          | Ingénieur |
| mars 2008   | mars 2014   | Franck Pichon                         | DVD          | Professeur |
| mars 2014   | 25 mai 2020 | Jean-Paul Le Dantec                   | PS           | Policier |
| 25 mai 2020 | En cours    | Dominique Le Roux                     | DVD          | Retraité de l'Armée de l'air |

## Démographie
L'évolution du nombre d'habitants est connue à travers les recensements de la population effectués dans la commune depuis 1793. Pour les communes de moins de 10 000 habitants, une enquête de recensement portant sur toute la population est réalisée tous les cinq ans, les populations de référence des années intermédiaires étant quant à elles estimées par interpolation ou extrapolation. Pour la commune, le premier recensement exhaustif entrant dans le cadre du nouveau dispositif a été réalisé en 2005.
En 2022, la commune comptait 4 216 habitants, en évolution de +0,69 % par rapport à 2016 (Finistère : +2,16 %, France hors Mayotte : +2,11 %).
| 1793  | 1800  | 1806  | 1821  | 1831  | 1836  | 1841  | 1846  | 1851  |
| ----- | ----- | ----- | ----- | ----- | ----- | ----- | ----- | ----- |
| 1 047 | 1 096 | 1 038 | 1 126 | 1 234 | 1 272 | 1 233 | 1 310 | 1 316 |

| 1856  | 1861  | 1866  | 1872  | 1876  | 1881  | 1886  | 1891  | 1896  |
| ----- | ----- | ----- | ----- | ----- | ----- | ----- | ----- | ----- |
| 1 341 | 1 401 | 1 500 | 1 501 | 1 523 | 1 696 | 1 779 | 1 934 | 1 913 |

| 1901  | 1906  | 1911  | 1921  | 1926  | 1931  | 1936  | 1946  | 1954  |
| ----- | ----- | ----- | ----- | ----- | ----- | ----- | ----- | ----- |
| 2 008 | 2 079 | 2 024 | 1 938 | 1 816 | 1 643 | 1 520 | 1 502 | 1 380 |

| 1962  | 1968  | 1975  | 1982  | 1990  | 1999  | 2005  | 2006  | 2010  |
| ----- | ----- | ----- | ----- | ----- | ----- | ----- | ----- | ----- |
| 1 278 | 1 321 | 2 052 | 3 041 | 3 870 | 3 938 | 4 053 | 4 065 | 4 113 |

| 2015  | 2020  | 2022  | - | - | - | - | - | - |
| ----- | ----- | ----- | - | - | - | - | - | - |
| 4 202 | 4 195 | 4 216 | - | - | - | - | - | - |

## Langue bretonne et jeux bretons
En breton la ville se nomme Ploveilh.
La commune a signé la charte Ya d'ar brezhoneg le 11 décembre 2008. Le 25 novembre 2011 a été remis à la commune le label Ya d'ar brezhoneg de niveau 2, puis le 20 décembre 2018 le label de niveau 3.
Le jeu de galoche bretonne serait pratiqué dans la commune depuis au moins 1925. Le club "La Galoche plomelinoise" fut créé en 1980 et organise chaque année un tournoi : "La Galoche d'or".

## Lieux et monuments
- Les menhirs de Tingoff sont classés au titre des monuments historiques par décret du 2 août 1978[116].
- L'église Saint-Mellon (saint Mellon[20] fut le premier évêque de Rouen) ; son nom s'est substitué à celui de saint Mérin (sant Viloin en breton)[117], un disciple de saint Tugdual, probablement au XVe siècle ou XVIe siècle)[118] ; cette église est de style néo-roman, édifiée en 1892-1893 (la flèche ne fut achevée qu'en 1896[37]) selon les plans de Jean-Marie Abgrall et est en forme de basilique latine[18].
- La chapelle Saint-Philibert, dédiée à saint Philibert, située à Kernavenn, en forme de croix latine, a été construite entre 1621 et 1684[89]. Une association créée en 1987 "La sauvegarde de Saint-Philibert" s'est occupée de la restauration de la chapelle jusqu'à sa dissolution en 2014[119].
- La chapelle Saint-Roch, qui date du XVIe siècle, ancienne dépendance de Bodivit, renferme les sépultures de la famille Prigent de Kerallain. Un pardon y est organisé chaque année au mois d'août[120].

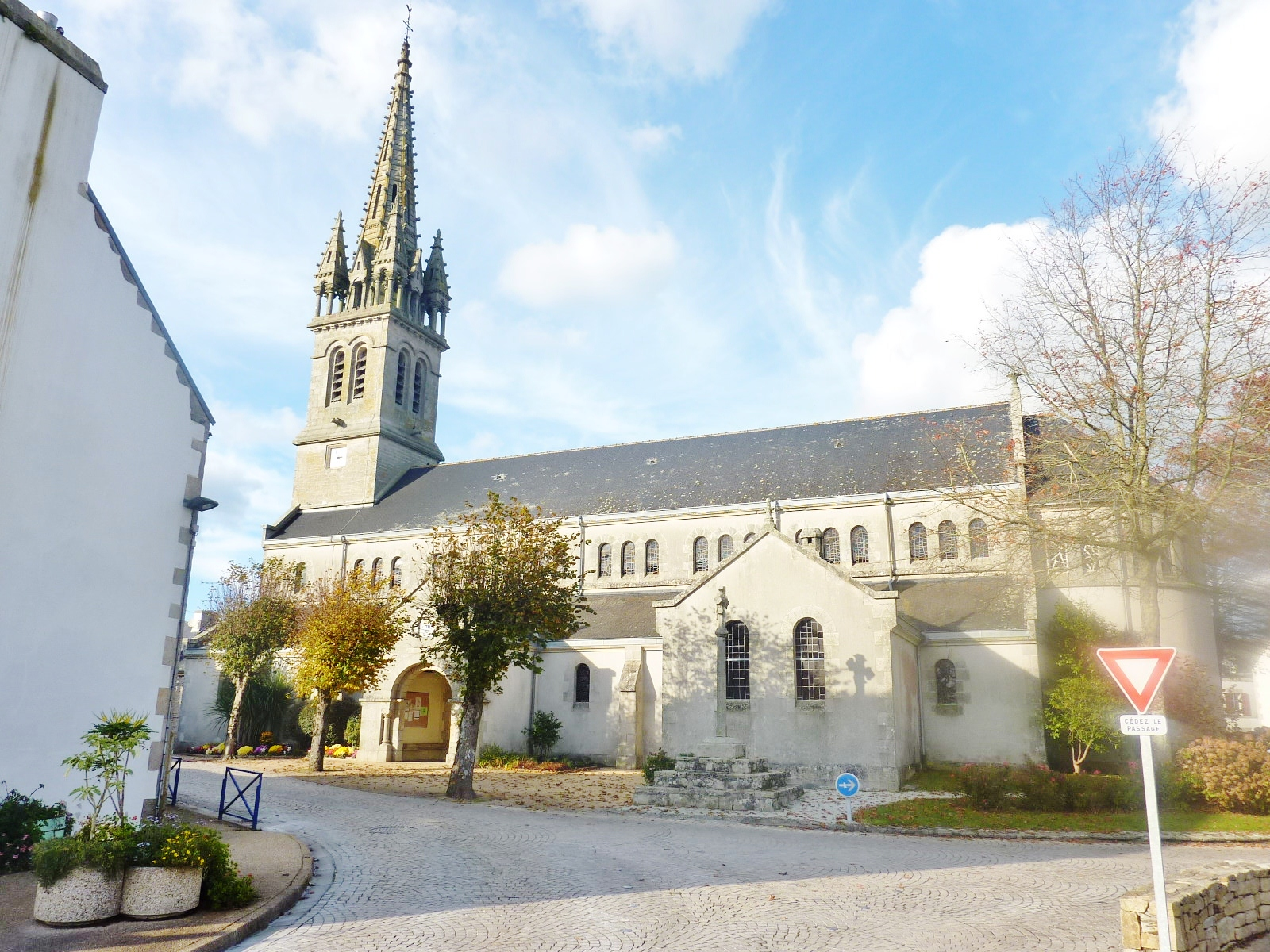
Plomelin : l'église paroissiale Saint-Mellon, côté sud
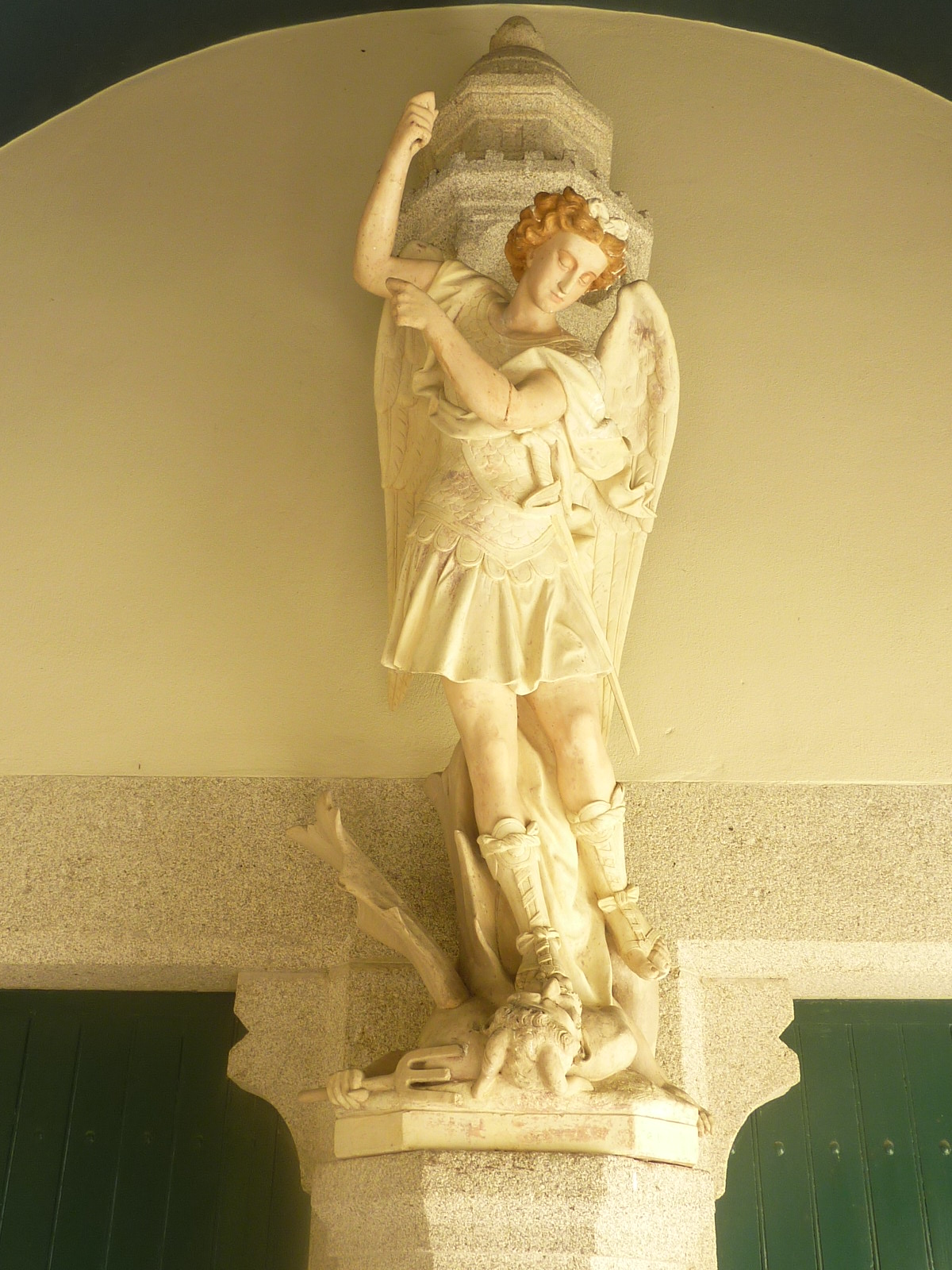
Plomelin : l'église paroissiale Saint-Mellon, statue du porche
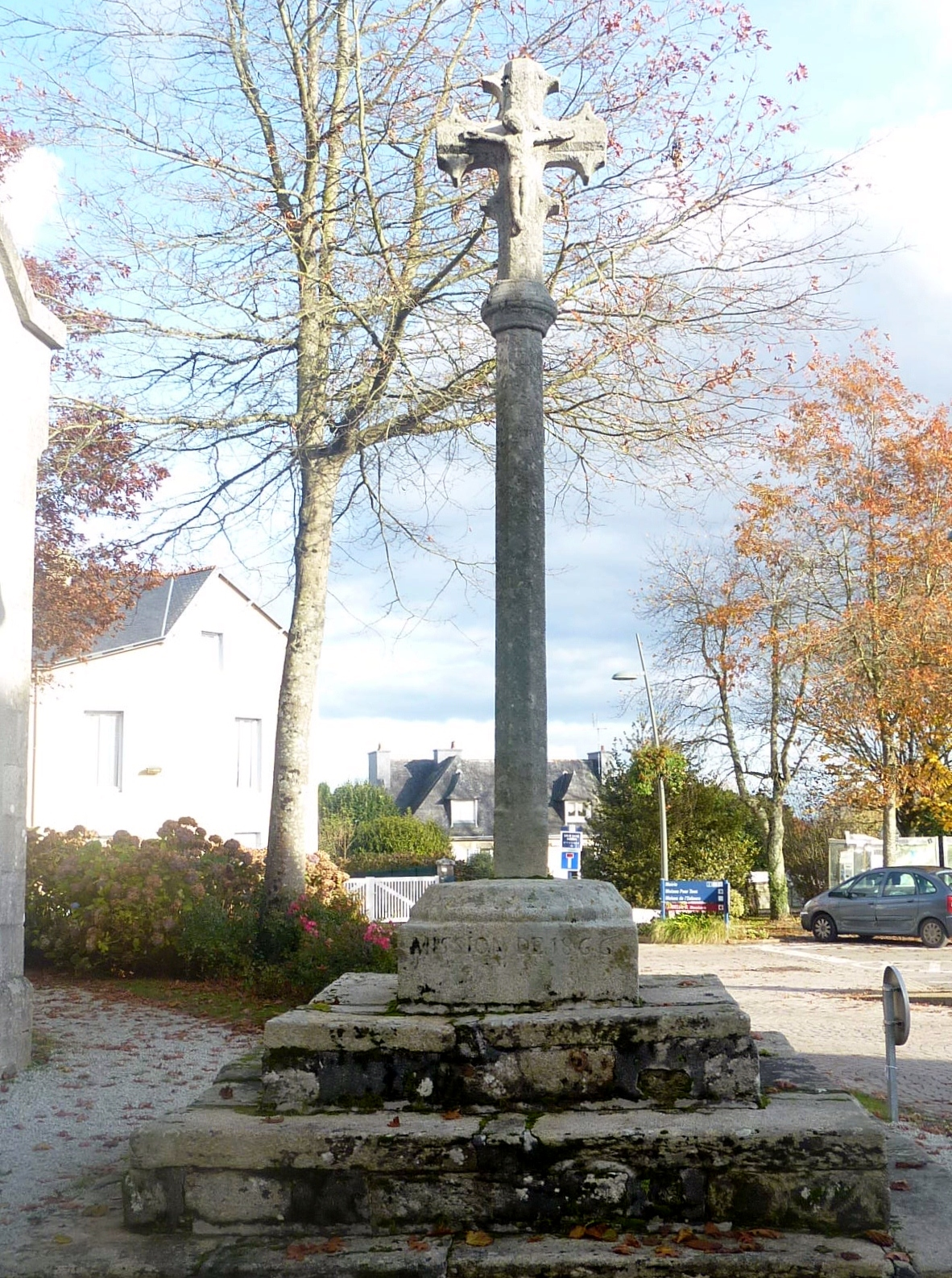
Le calvaire érigé lors de la mission paroissiale de 1866
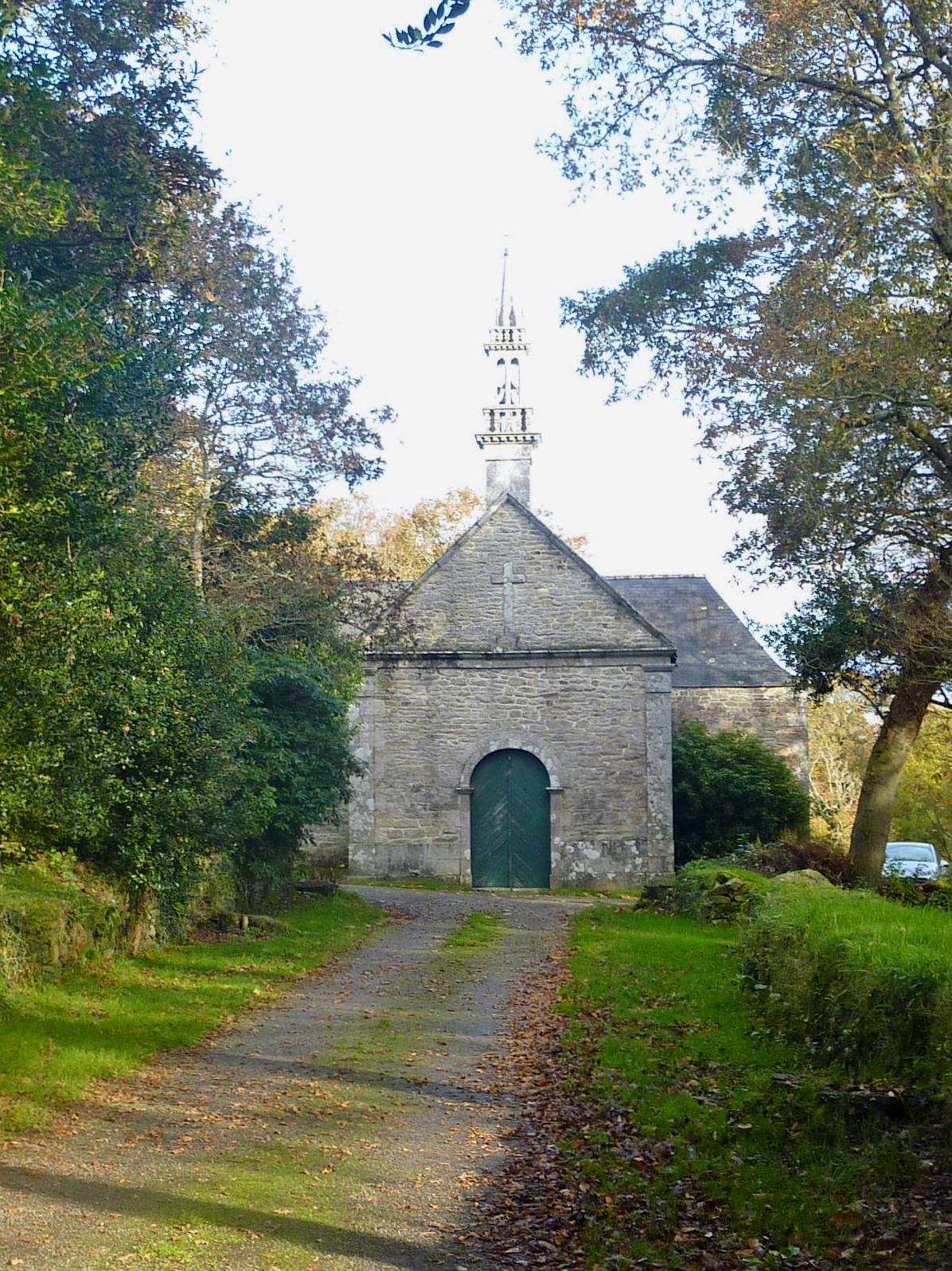
Plomelin : la chapelle Saint-Philibert, la façade
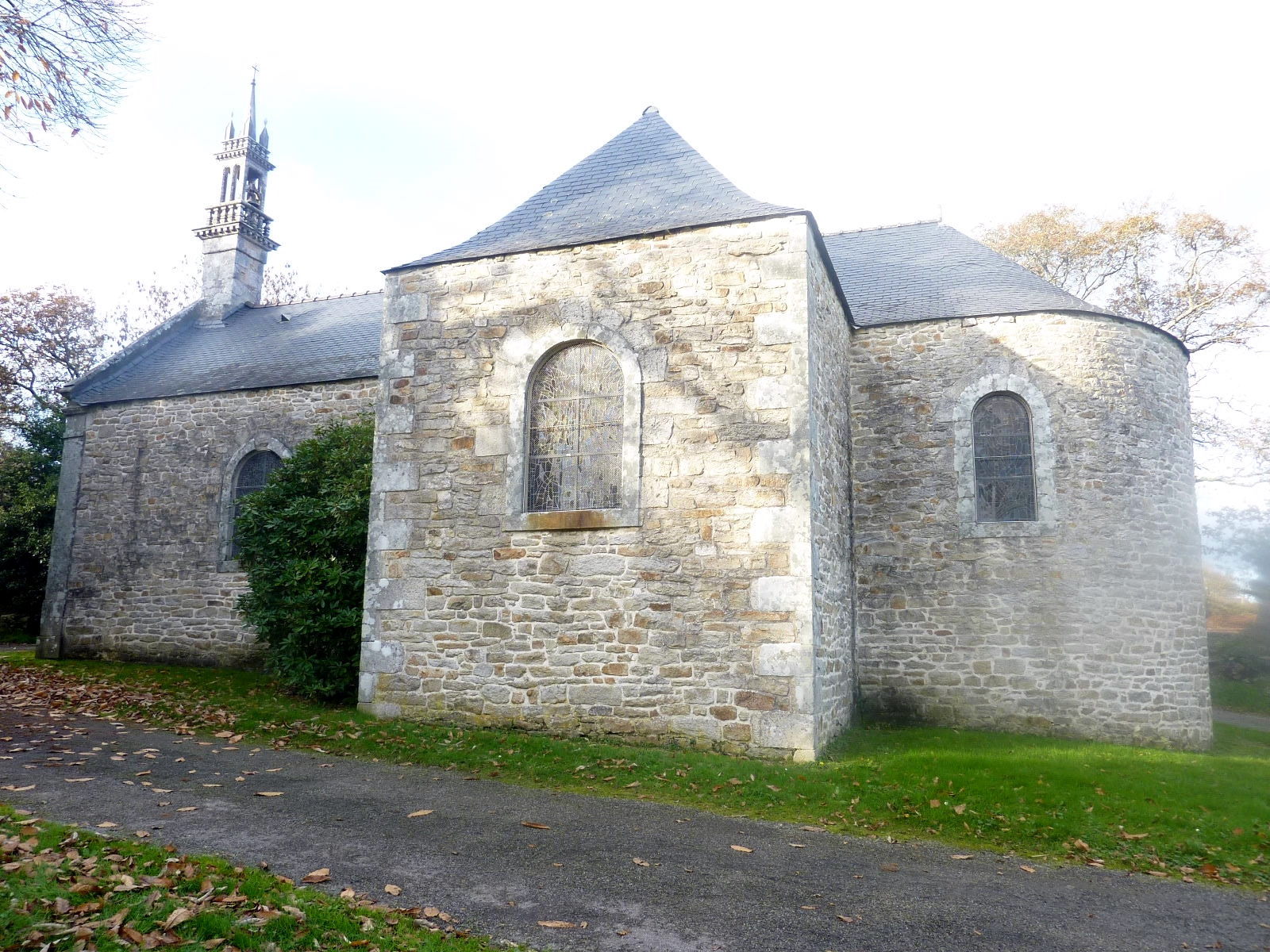
Plomelin : la chapelle Saint-Philibert, flanc sud
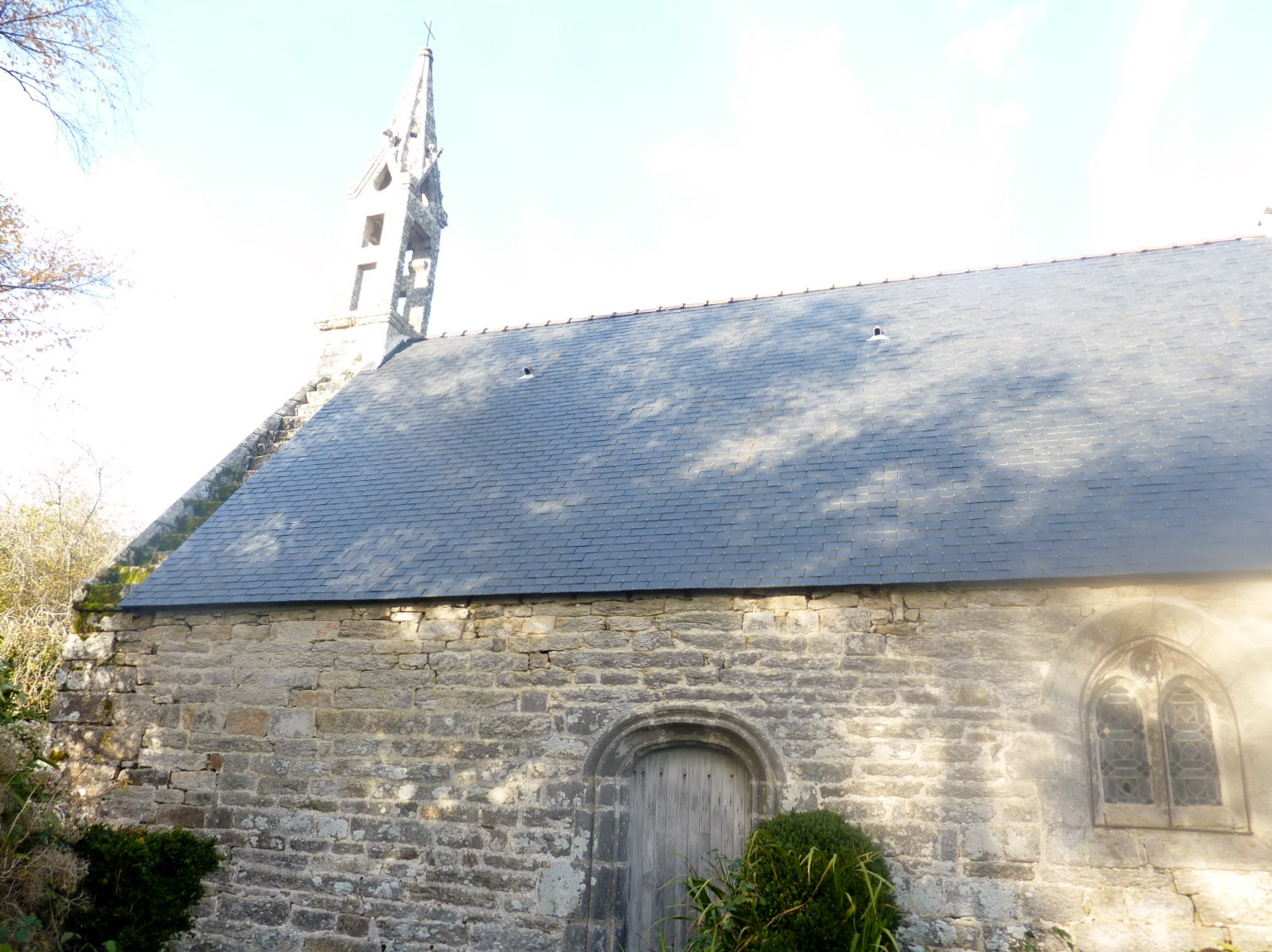
Plomelin : la chapelle Saint-Roch

- D'autres chapelles ayant existé ont désormais disparu : la chapelle Saint-Nic, la chapelle Saint-Connec (dite aussi Saint-Conogan), la chapelle Saint-Tudy, la chapelle du Perennou[18].
- La cale et le Moulin à eau de Rossulien [Rozulien] :
  - La cale, bâtie en 1883, permettait le déchargement des sables et engrais marins. Aujourd'hui elle est essentiellement utilisée par les plaisanciers.
  - Le moulin, quant à lui existait bien avant (il date du XVIIe siècle) et compte parmi les 8 moulins recensés sur la commune ; Le moulin à eau est toujours en ruine au bord du ruisseau et n'a plus fonctionné depuis le début du XXe siècle. La partie habitée jusqu'après la Seconde Guerre mondiale, a été restaurée en 1997. Une roue à aubes avait été installée pour avoir de l'électricité après la guerre. Rossulien est un des sites touristiques les plus fréquentés sur la commune. Une association, "Les meuniers de Rossulien", soutenue financièrement par la société Krampouz, a entrepris depuis 2016 la restauration du moulin, l'achèvement des travaux étant effectif à l'automne 2020[121],[122].

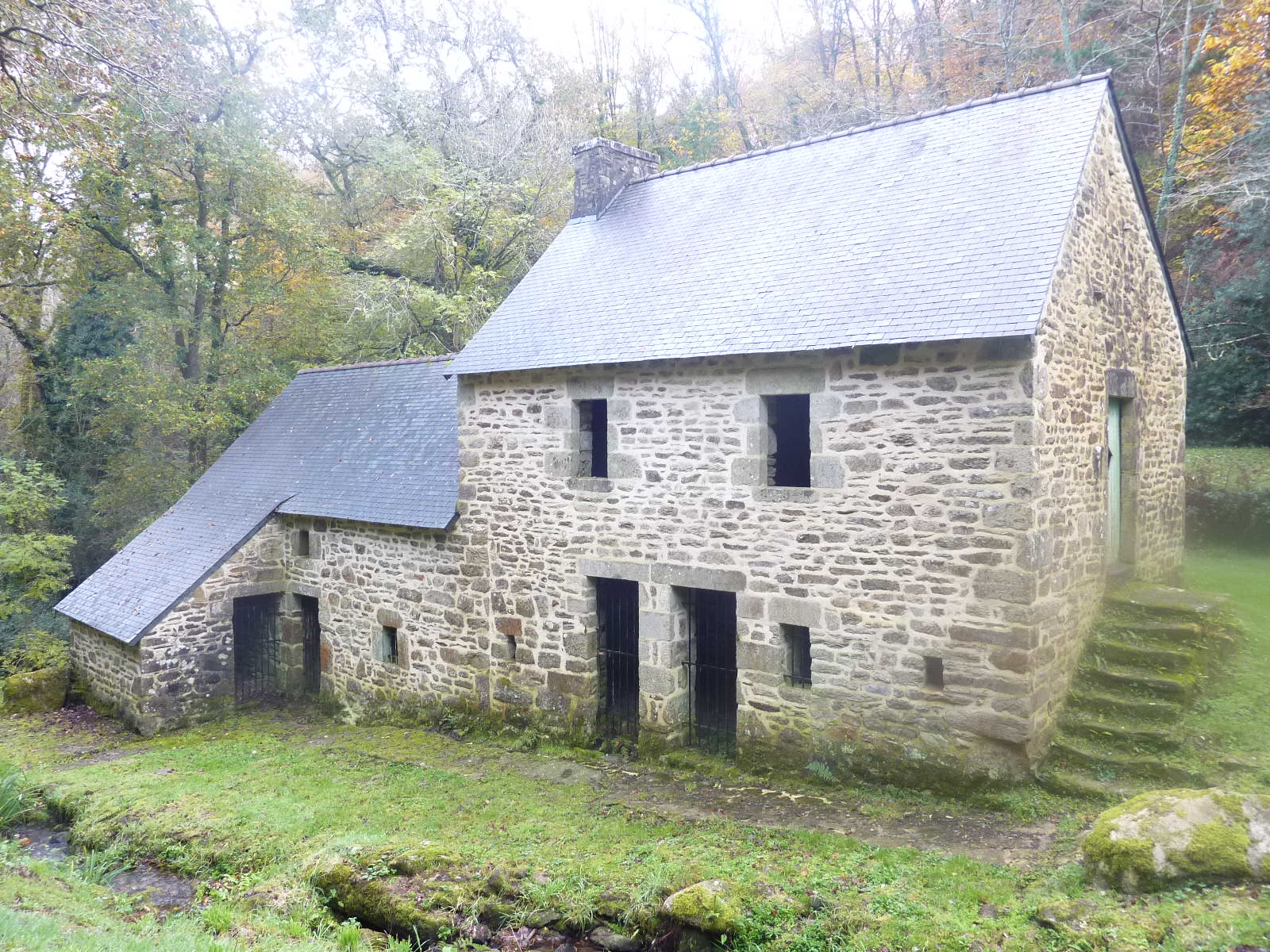
Le moulin de Rossulien 1
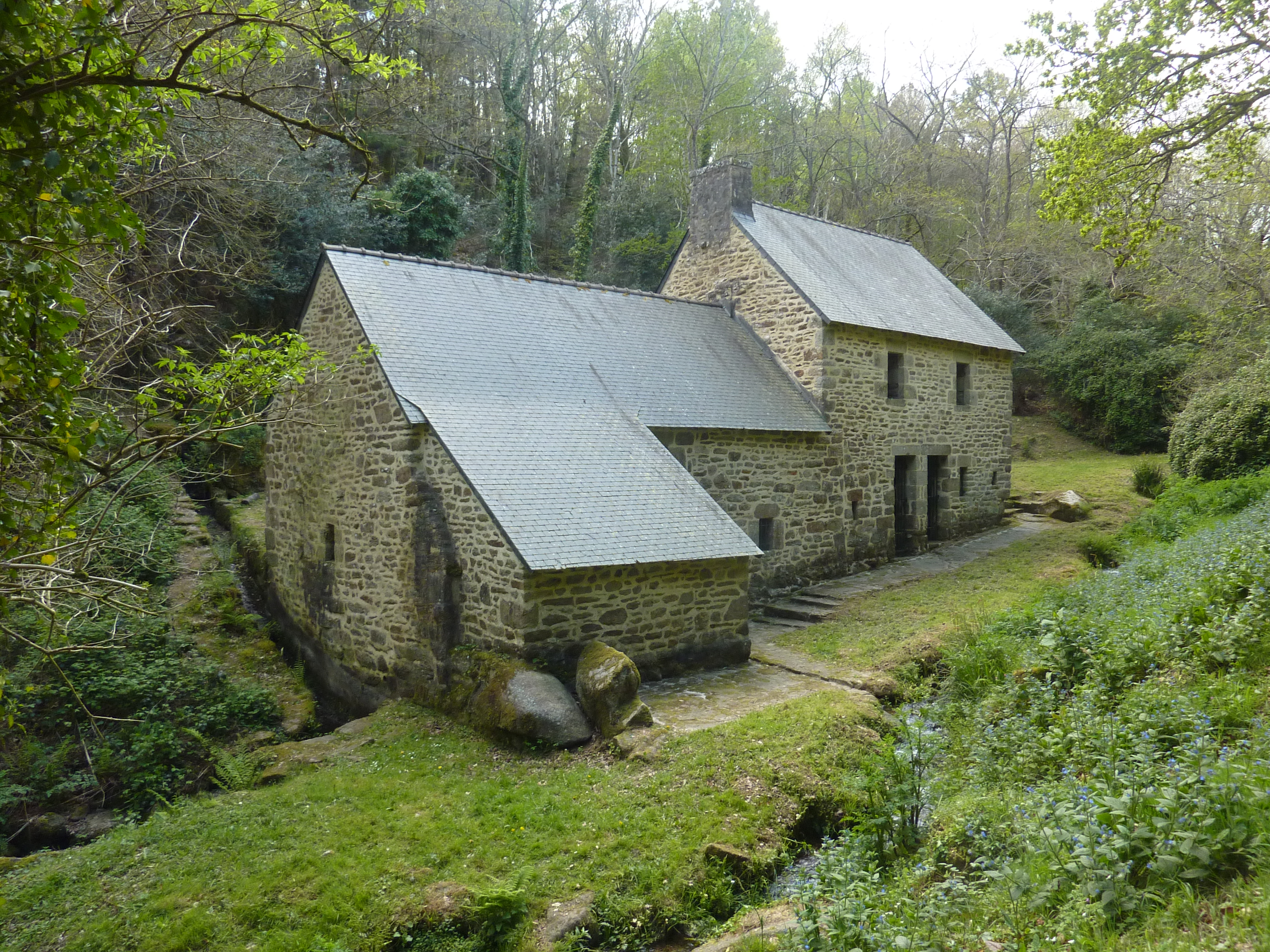
Le moulin de Rossulien 2
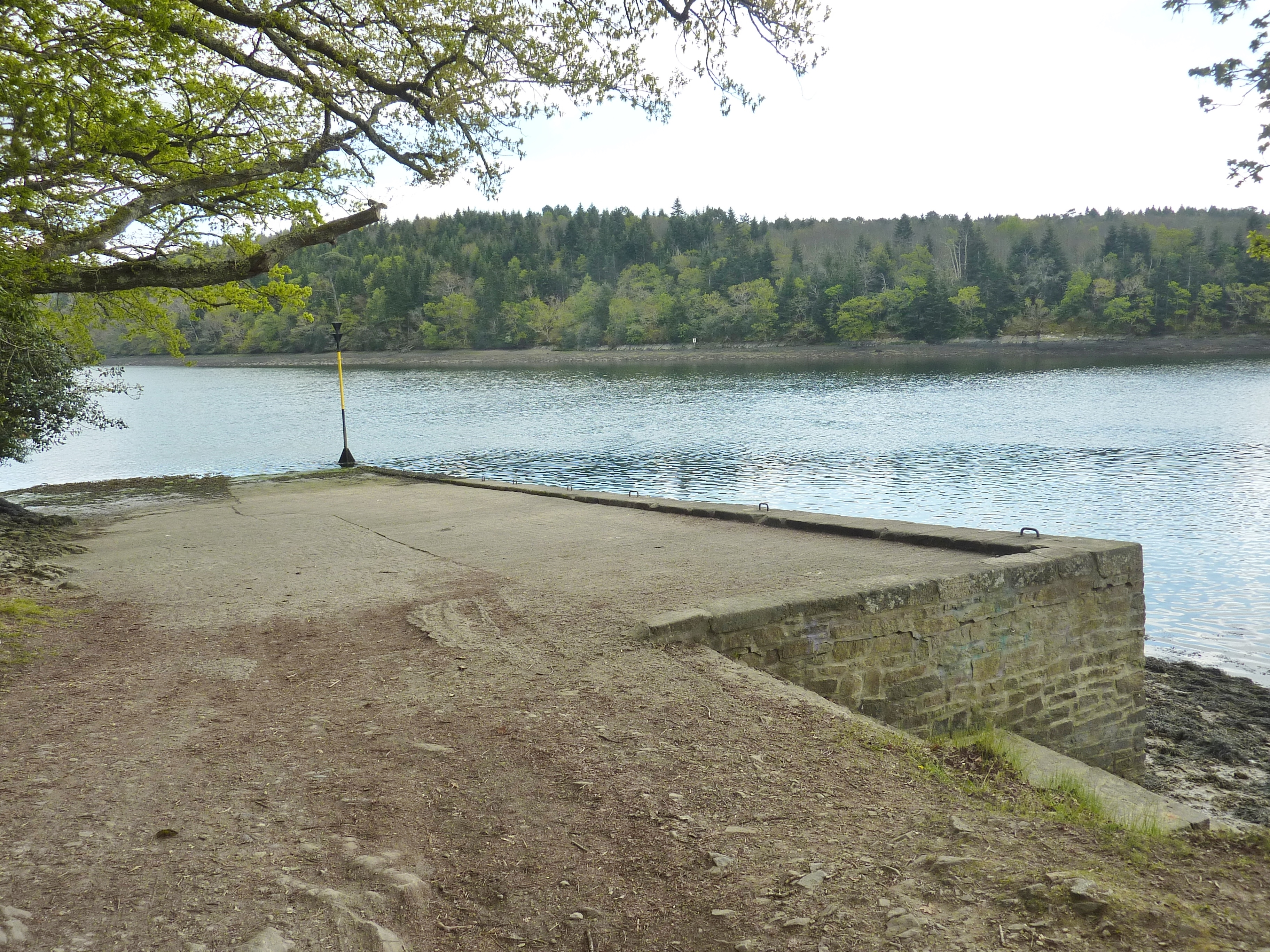
La cale de Rossulien (Rozulien) sur l'Odet (le port de Plomelin)

- Le moulin de Rossulien en 2020 après sa rénovation.

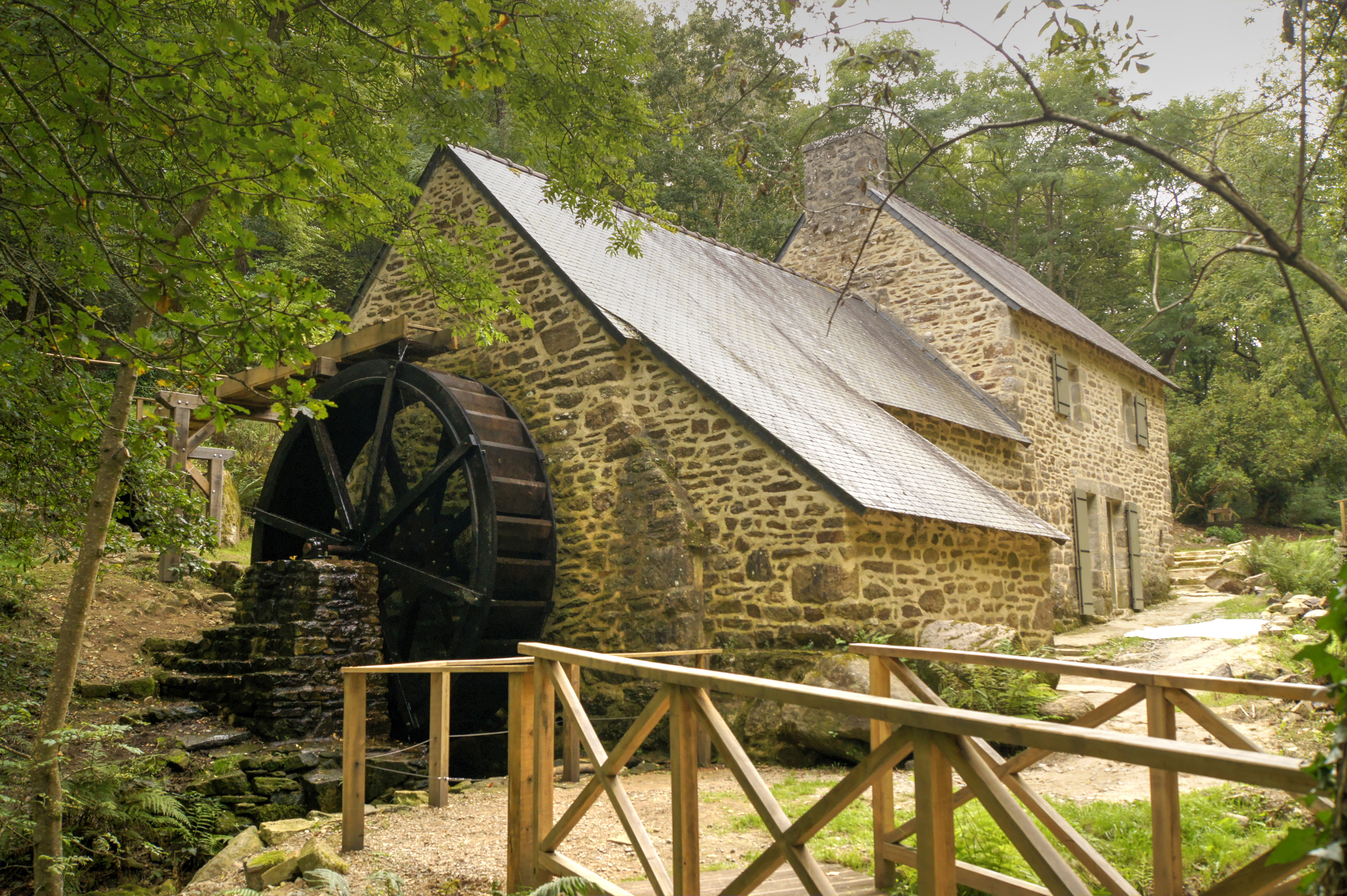
Moulin de Rossulien et sa roue "par dessus"
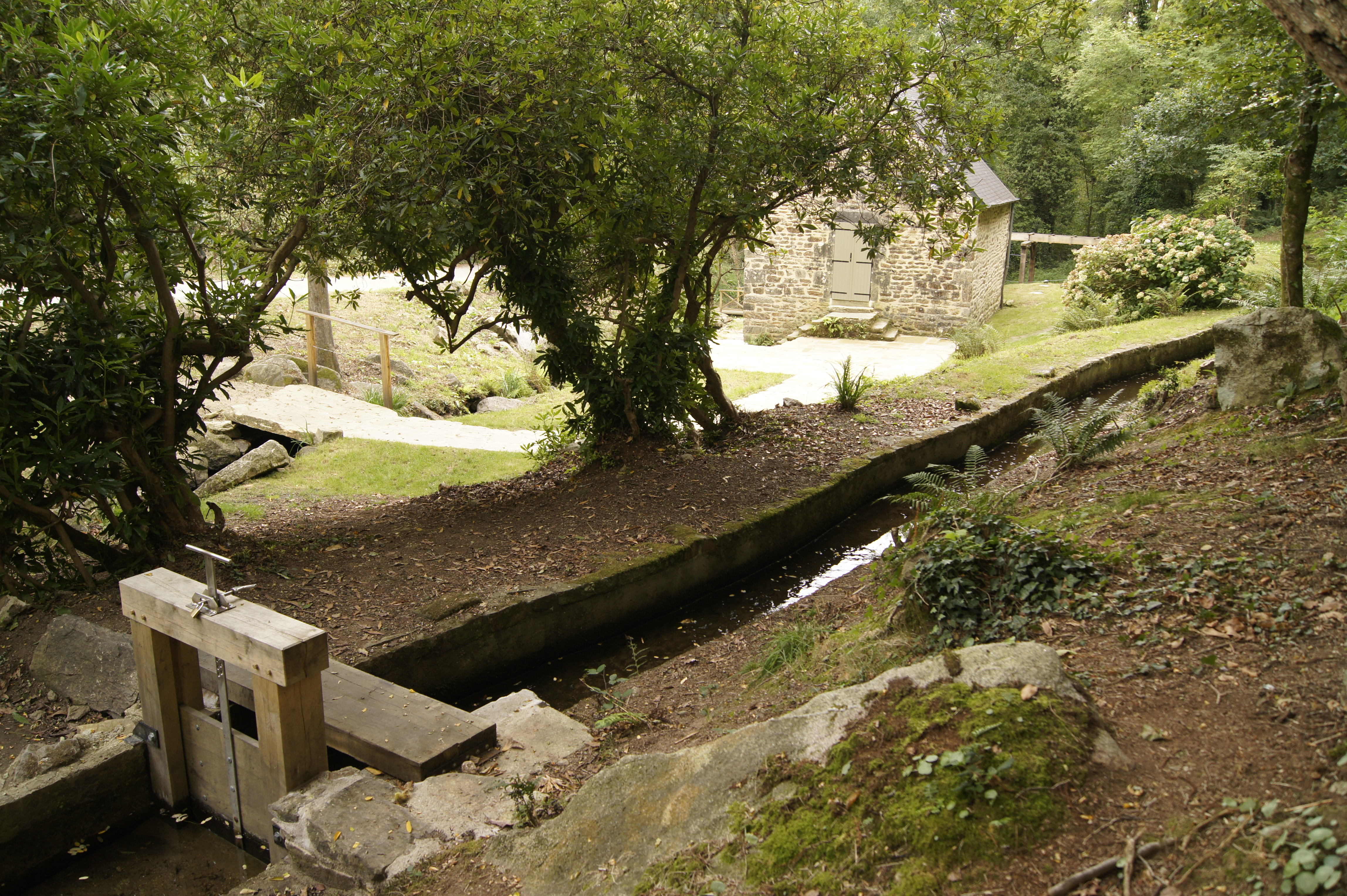
Canal d'amenée du moulin de Rossulien
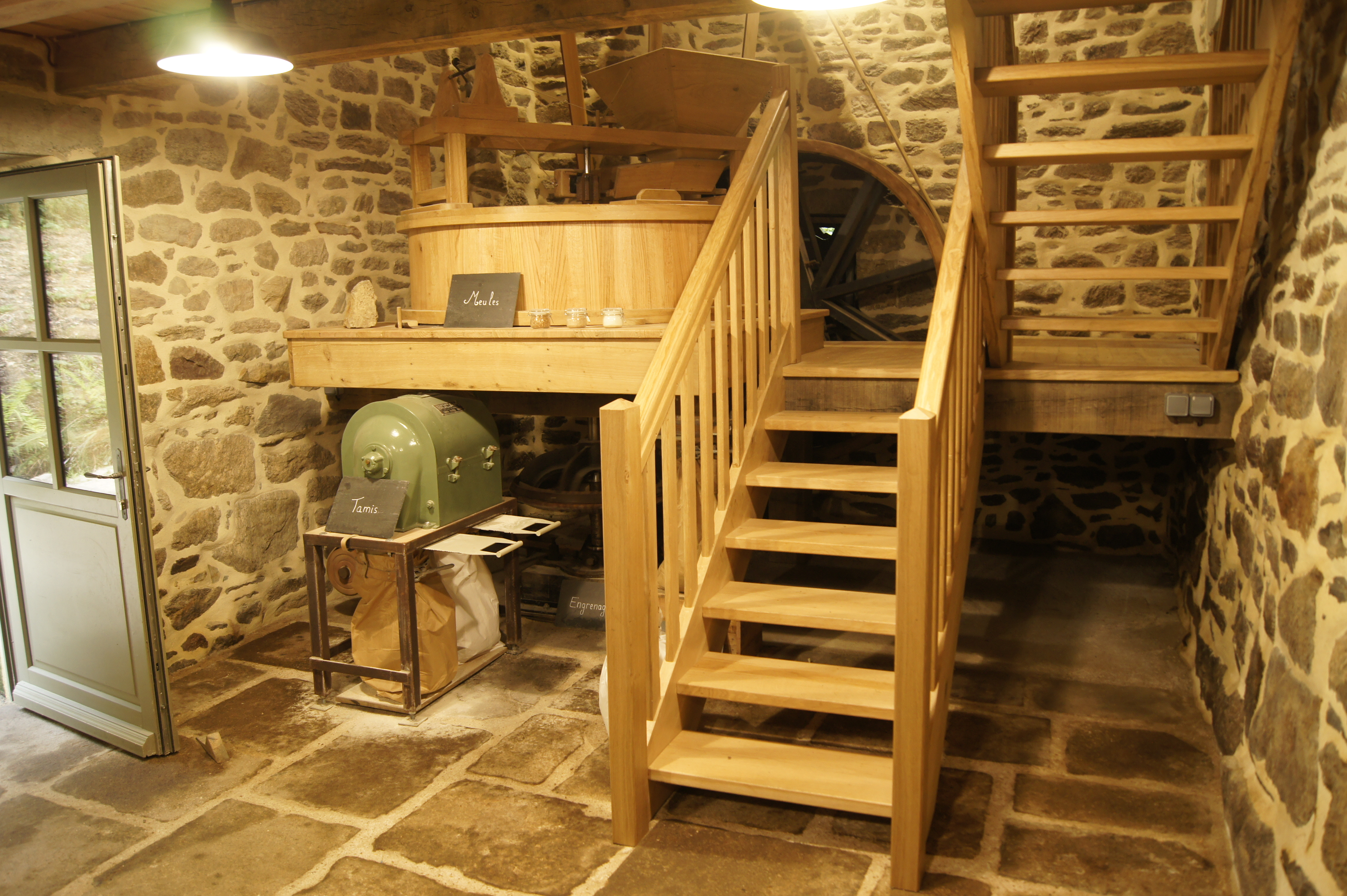
Meule du moulin de Rossulien

- Les châteaux des rives de l'Odet :
  - Le château de Kerambleiz (son nom signifie en breton "la maison du loup"), de style néo-gothique, construit par Étienne Roussin, ingénieur des Arts et Manufactures, fils de Victor-Marie Roussin, peintre et châtelain de Keraval et ami du grand collectionneur nantais Thomas Dobrée[123]. Étienne Roussin fut dessiner autour de son castel un parc paysager romantique d'une superficie d'une vingtaine d'ha dominant l'Odet, agrémenté d'un temple, d'un bassin, de rochers et desservi par un débarcadère ; des traces d'occupation romaine du site furent découvertes lors de l'aménagement du parc[124]. Devenu maire de Plomelin de 1882 à 1912 (sauf en 1887-1888), il fut aussi député du Finistère entre 1885 et 1889. Il vécut avec son épouse et ses 8 enfants à Kerambleiz jusqu'en 1901, année où il vendit Kerambleiz au marquis René Alexandre de Plœuc pour s'installer au château de Kerdour. Kerambleiz fut revendu après la Première Guerre mondiale à la famille Audren de Kerdrel. Pendant la Seconde Guerre mondiale, le château abrita des activités clandestines du réseau Johnny. En 1980 Kerambleiz fut acheté par la famille Alterio qui y organise des réceptions et loue des gîtes meublés. Le parc a beaucoup souffert lors de la tempête d'octobre 1987.

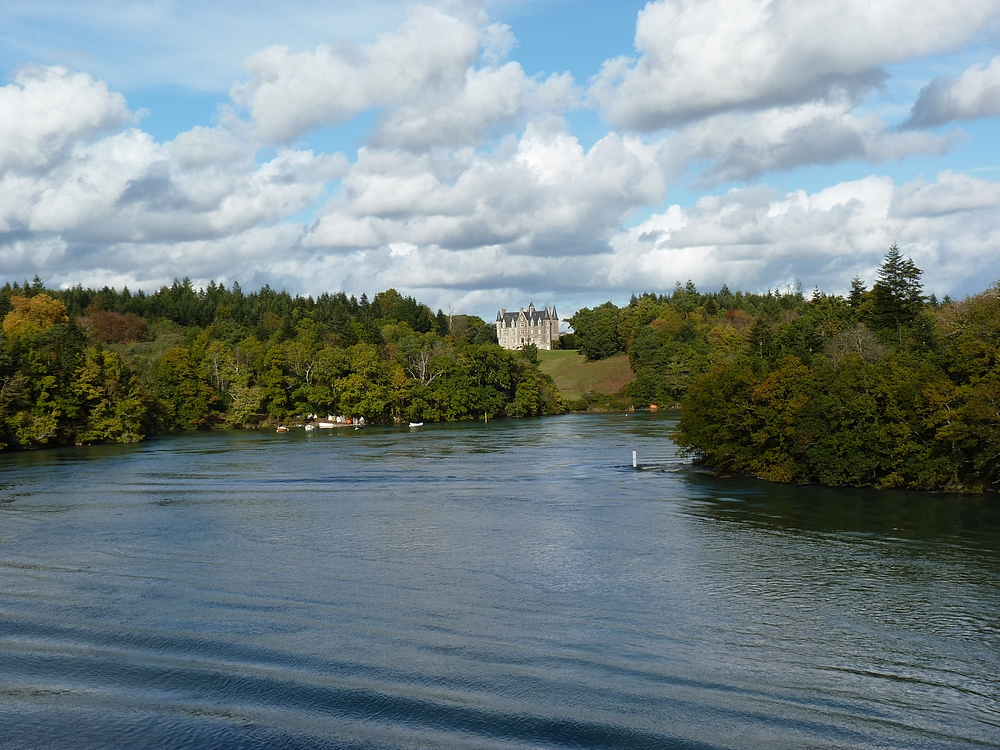
Plomelin : le château de Kerambleiz dominant la rive de l'Odet
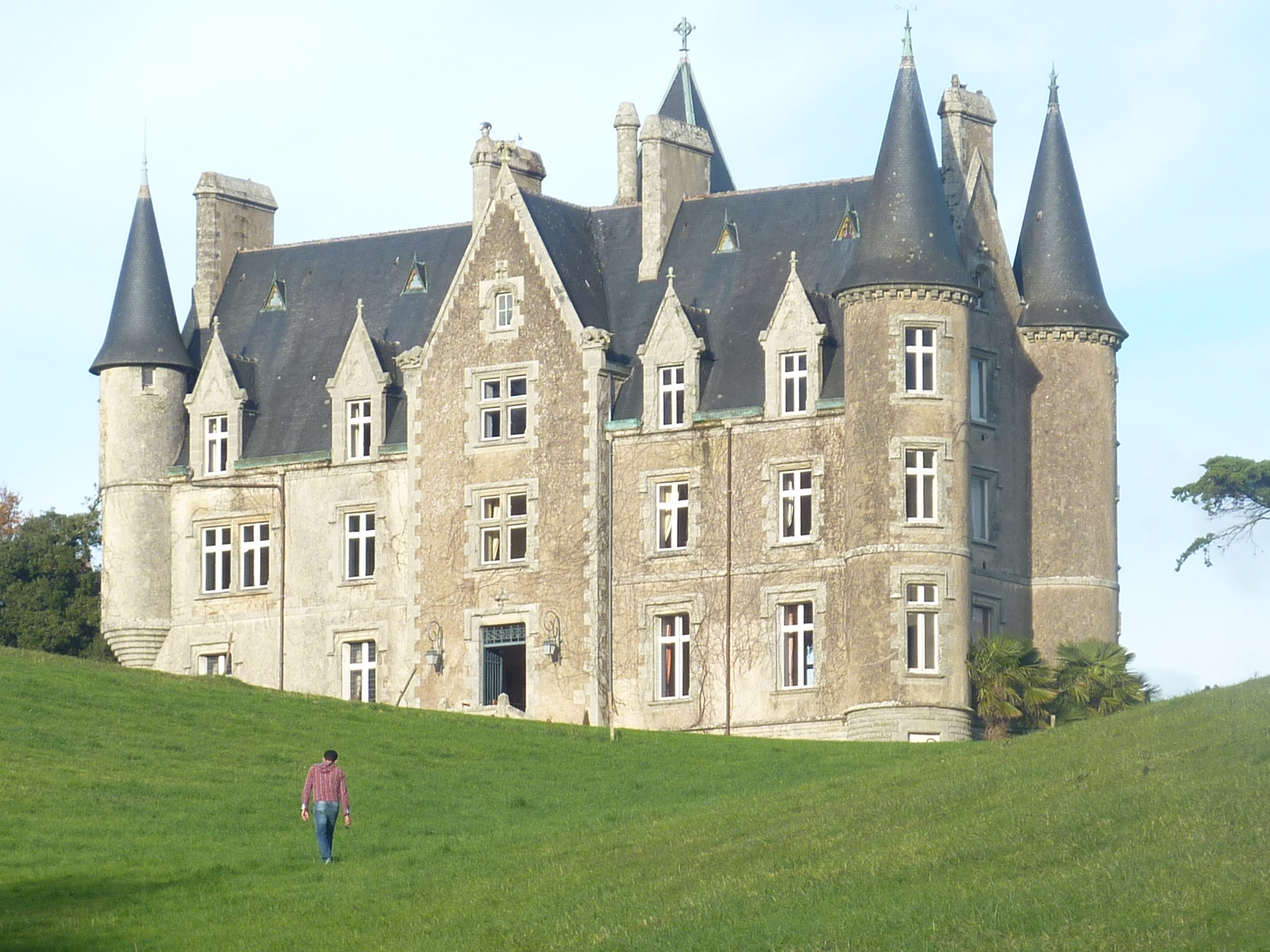
Le château de Kerambleiz
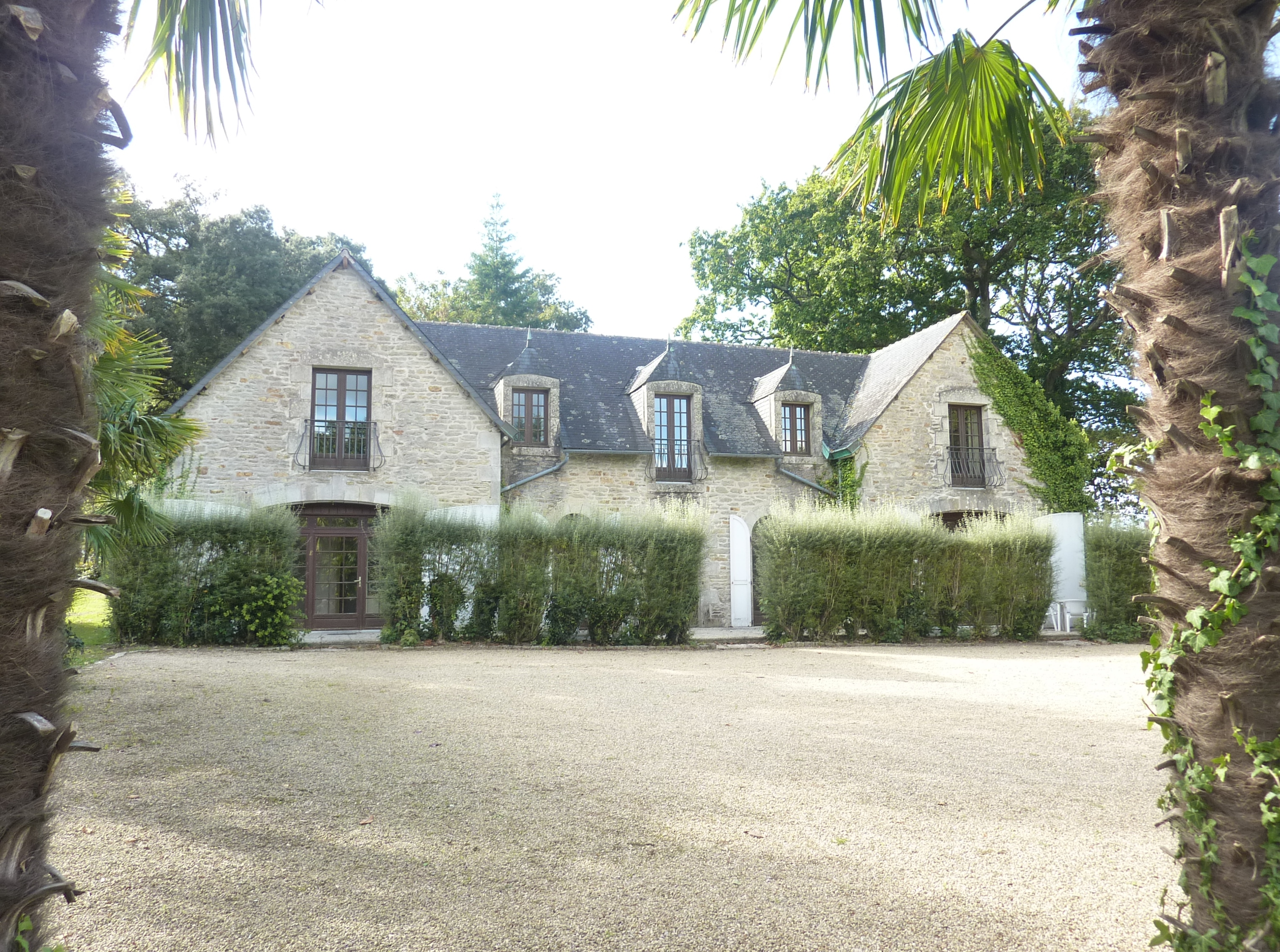
La ferme près du château de Kerambleiz
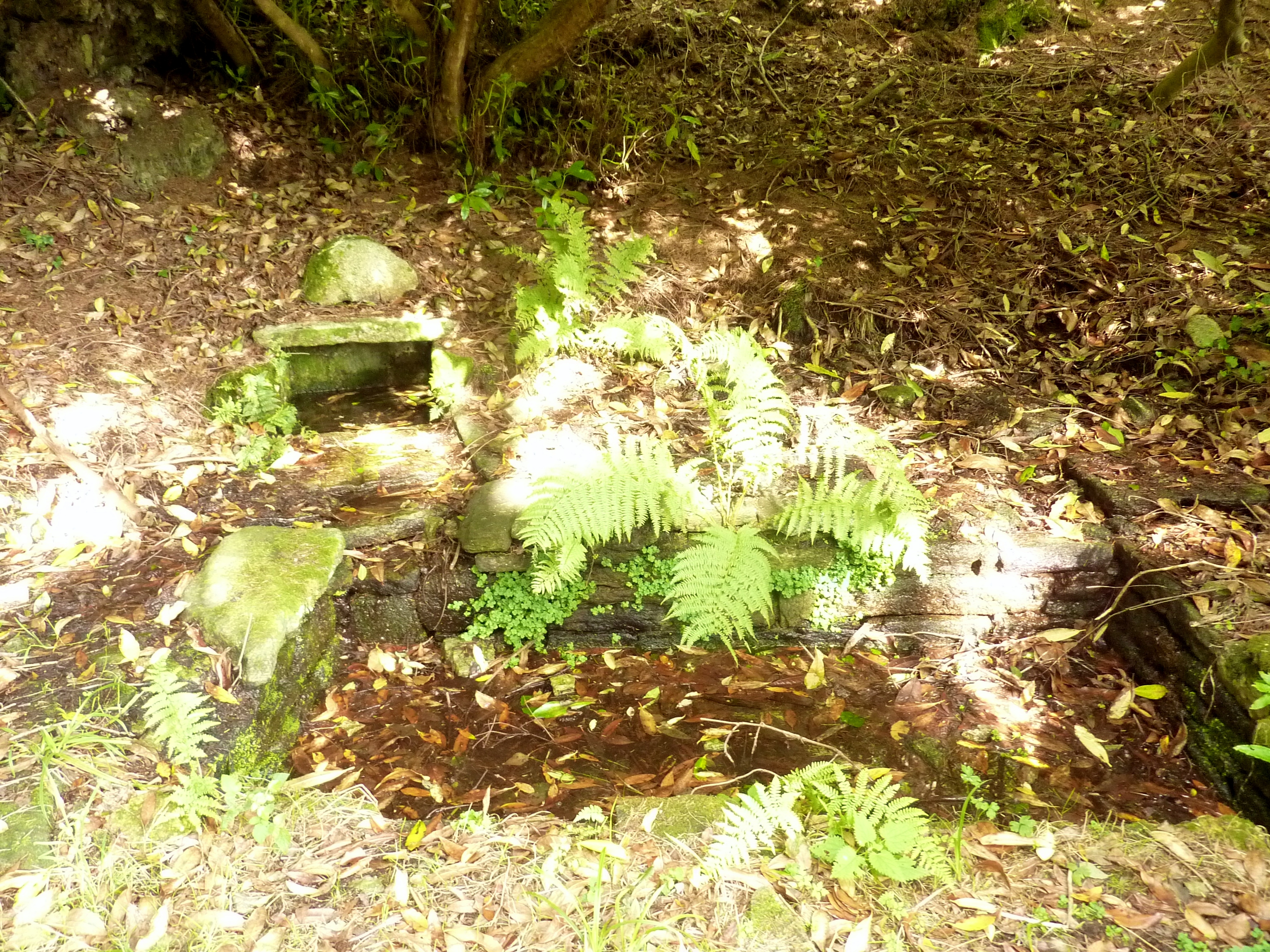
Fontaine dans le parc du château de Kerambleiz
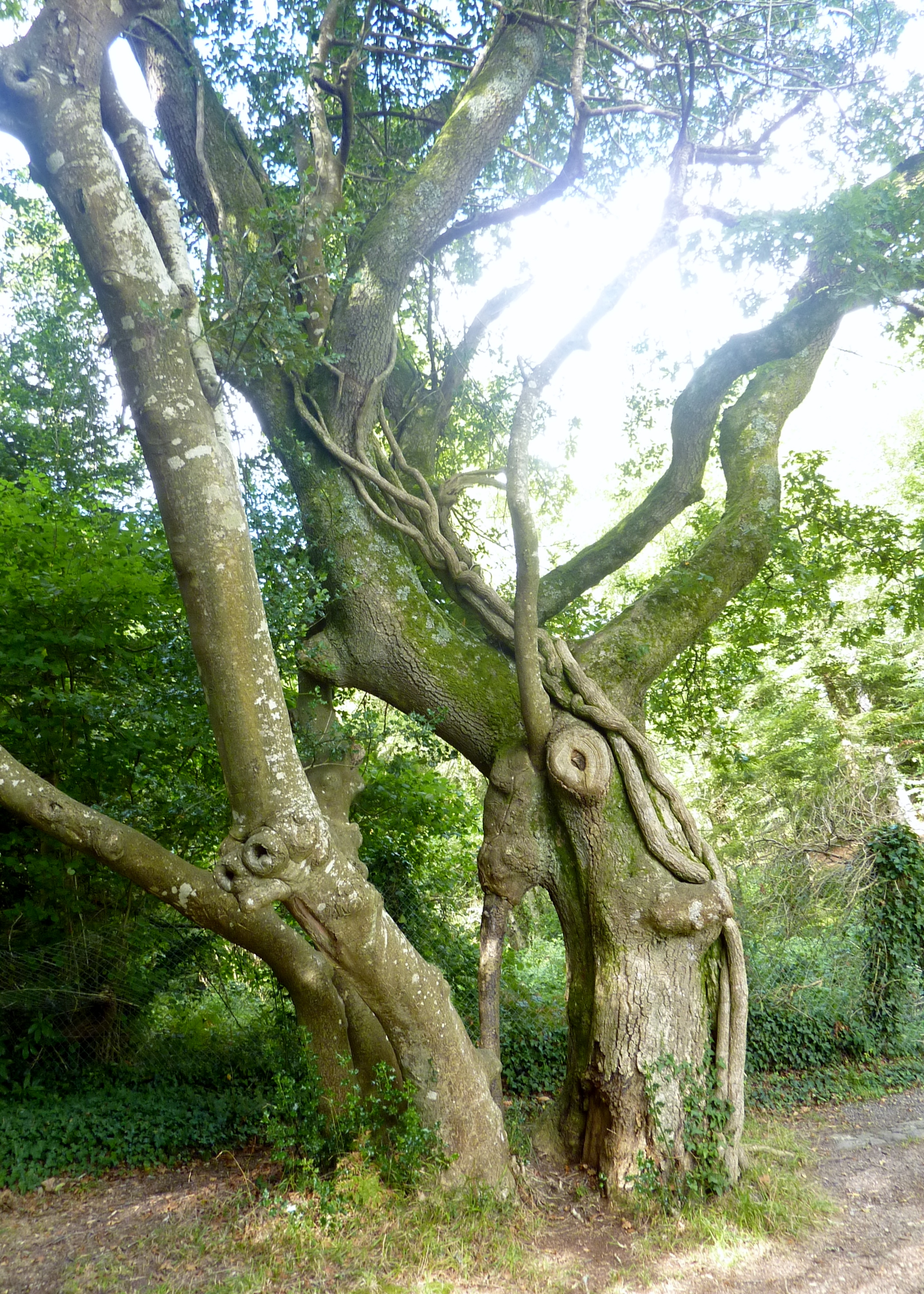
Arbre aux formes curieuses (ressemblant à un éléphant) sur les rives de l'Odet près du château de Kerambleiz

- - Le château de Kerdour[125] (en Plomelin) date pour partie du milieu du XIXe siècle et pour le reste de l'extrême fin du XIXe siècle et du tout début du XXe siècle; son style est très éclectique.
  - Le château de Kerouzien (en Plomelin) dont le parc est classé par les Monuments historiques (Référence base Mérimée : IA29000340). Des salles du château sont louées pour des mariages ou autres évènements festifs[126].

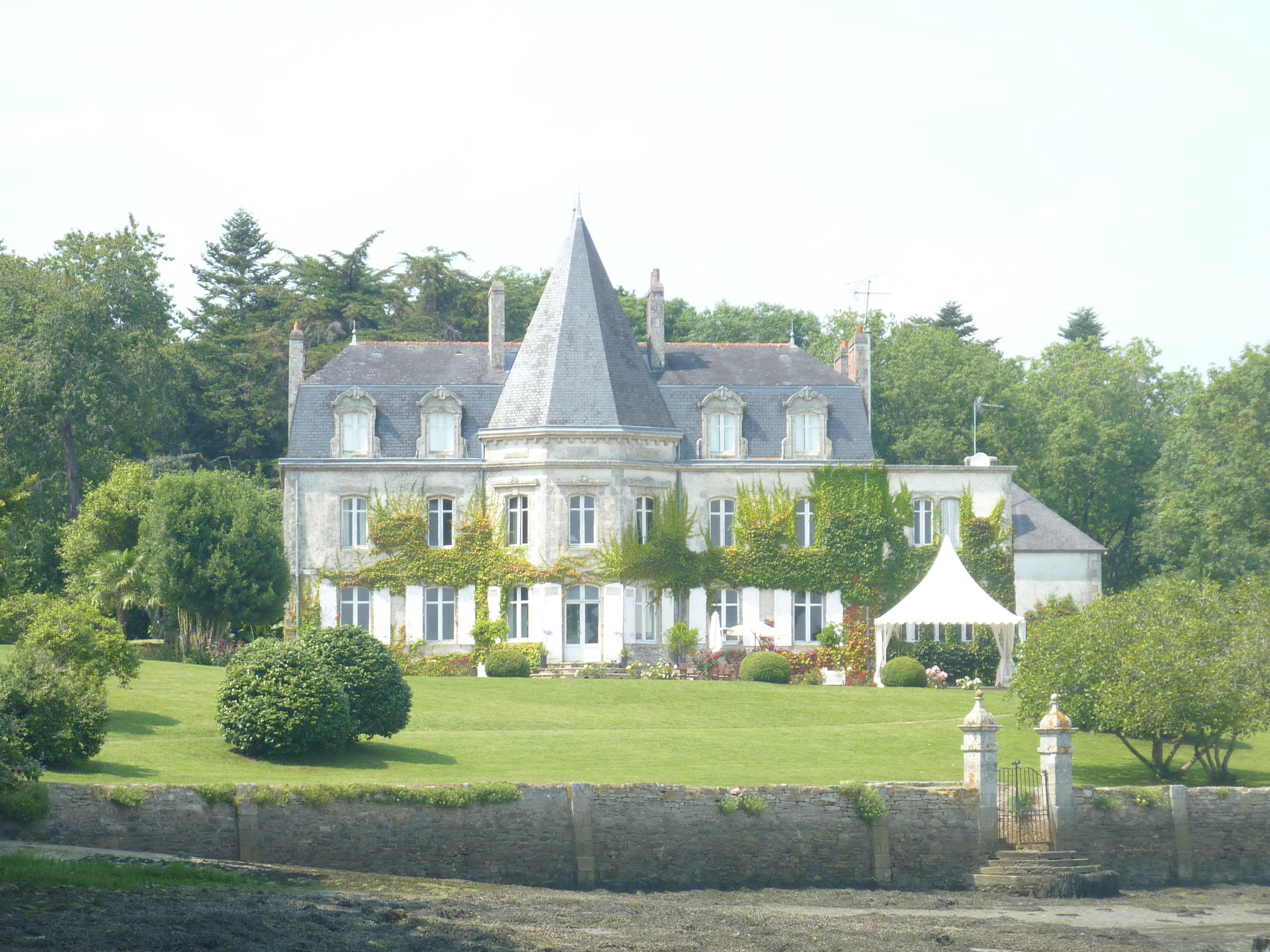
Plomelin : le château de Kerouzien sur la rive droite de l'Odet 1.
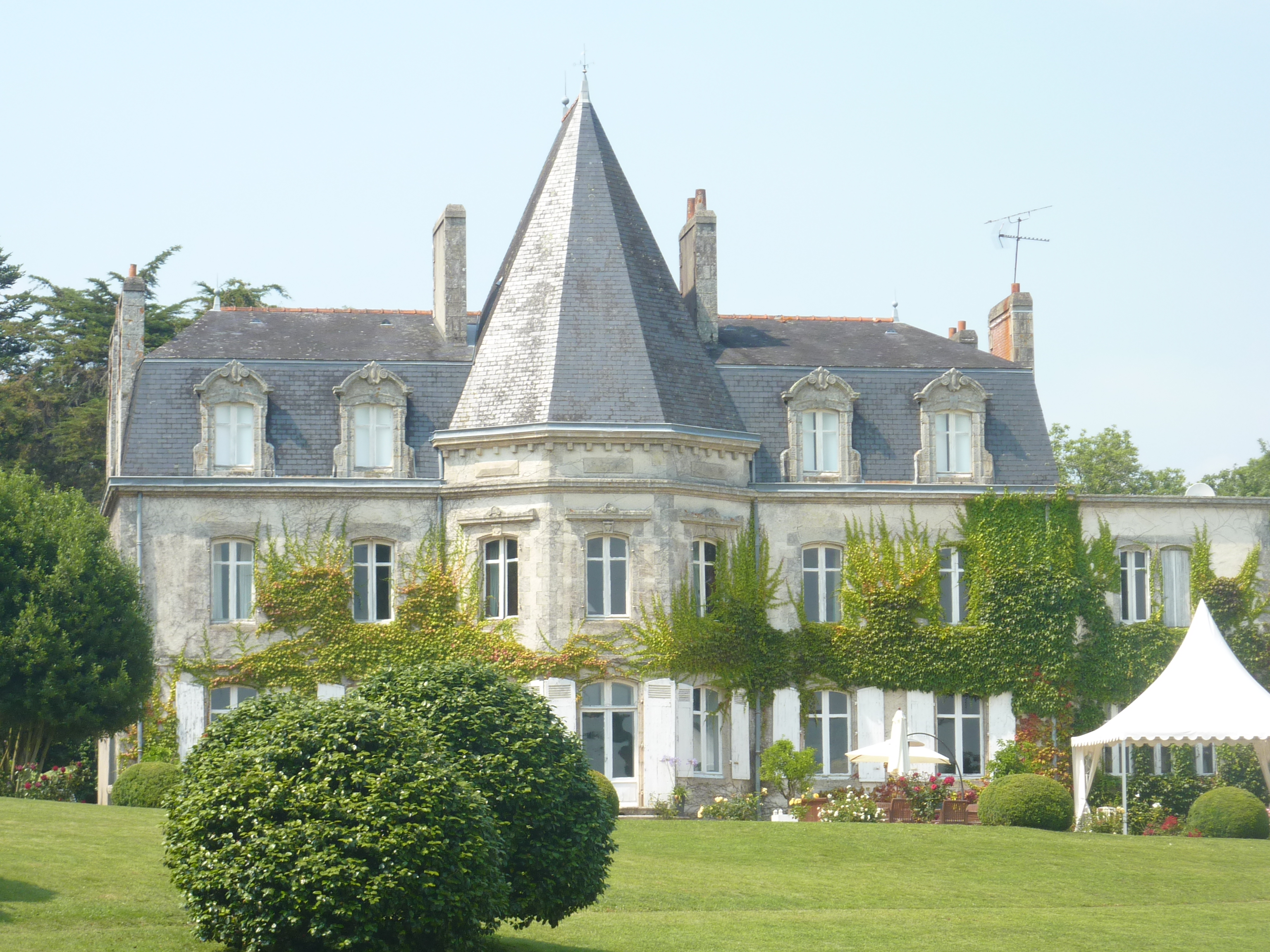
Plomelin : le château de Kerouzien sur la rive droite de l'Odet 2.
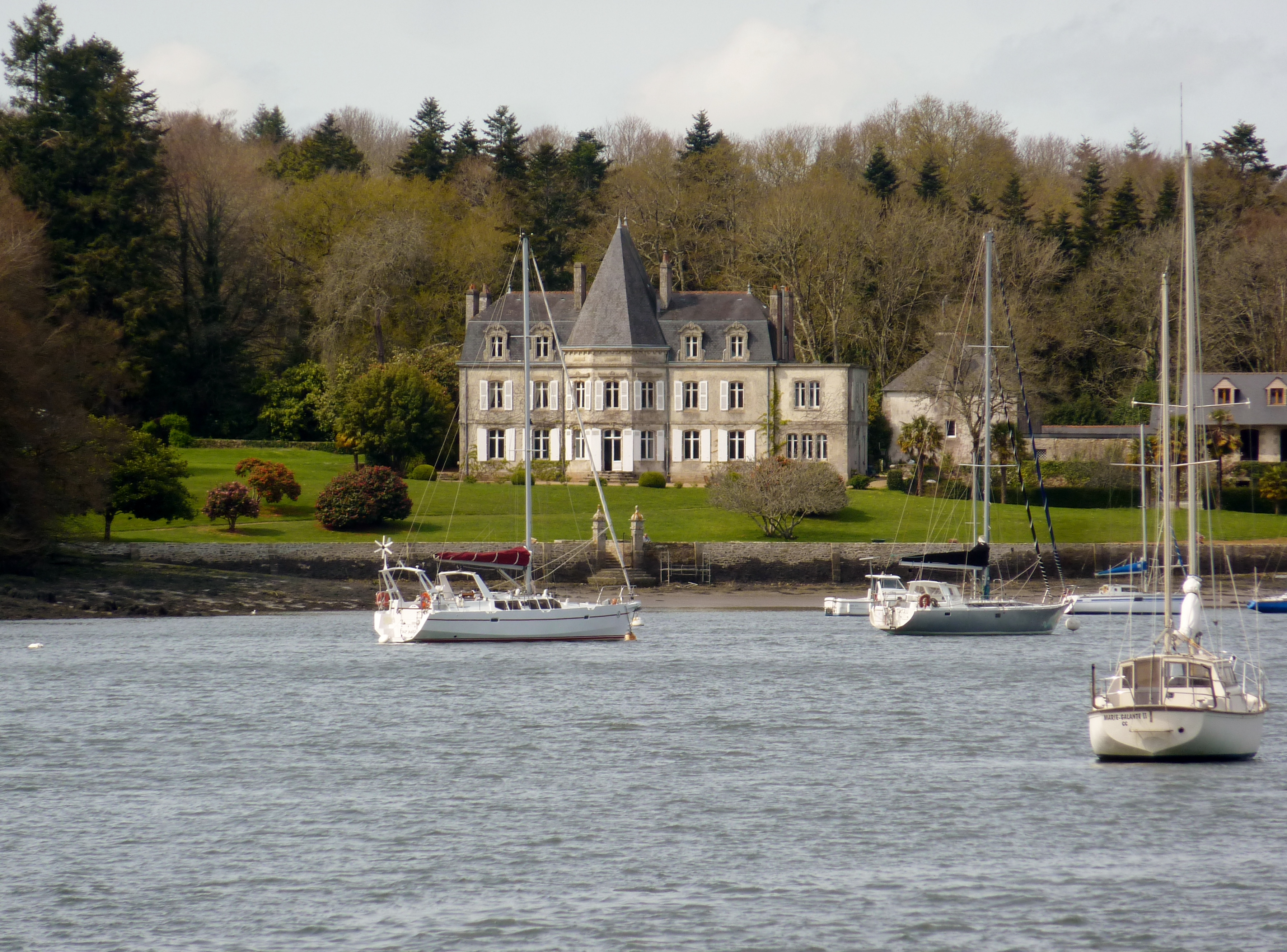
Le château de Kerouzien en Plomelin vu de Pors Keraign en Gouesnach

- - Le manoir de Kerbernez (en Plomelin), désormais lycée horticole.
  - le château du Pérennou[127], en Plomelin, fut largement rénové en 1812. Il appartient à la famille du navigateur Bertrand de Broc depuis le mariage en 1891 à Plomelin de Marie de Carné-Marcein (1871-1919) avec le comte Adolphe de Broc[128] (1867-1914), lequel fit transformer le Pérennou en demeure néo-gothique de style troubadour par l'ajout de quatre tours circulaires aux quatre angles, d'un avant-corps polygonal devant la façade avant, d'une chapelle domestique à l'arrière et d'un donjon crénelé en encorbellement. Ce château, qui date du XIXe siècle, domine la vallée de l'Odet, et son parc des cinq continents qui fut aménagé par Félix du Marhallac'h, est dénommé ainsi à cause des espèces de plantes qui s'y trouvent[129] dont des séquoias parmi les plus hauts de Bretagne, des magnolias et un ginkgo biloba. Le jardin fut dessiné dans la décennie 1840 par Denis Bülher, grand créateur de parcs en France au XIXe siècle. Le château, de style classique à l'origine, fut profondément transformé entre 1893 et 1899 en château de style néogothique. Un monument mégalithique (trois dolmens) et des vestiges de bains romains datant du Ier siècle apr. J.-C. se trouvent sur le domaine, ainsi qu'une glacière datant du XVIIIe siècle. En 2008, le Conseil général du Finistère a acheté deux ha situés en contrebas du château du Pérennou incluant les vestiges des thermes romains, qui firent l'objet de fouilles en 1833, puis en 1889 et à nouveau en 2012[130]. Une partie du contenu de ces fouilles (dont des mosaïques) se trouve au Musée départemental breton de Quimper.

« Long de 16 m et large de 7 m, le balneum se divisait en six pièces : un vestibule, le fomix (chaufferie), le caldarium (salle chaude), le tepidarium (salle froide) et l' apodyterium (vestiaire et salle des onguents). Les fondations et le reste de l' hypocauste (système de chauffage par en dessous utilisé par les Romains) qui sont encore visibles ont été restaurés. Les salles froides et chaudes étaient décorées de pavements de marbres de quinze origines différentes et de couleurs variées ainsi que de peintures murales. (...) Une photo aérienne du site a par ailleurs permis de retrouver les traces d'un chemin menant à une villa romaine située à 450 mètres au-dessus, une « villa à portique en "U" ». »

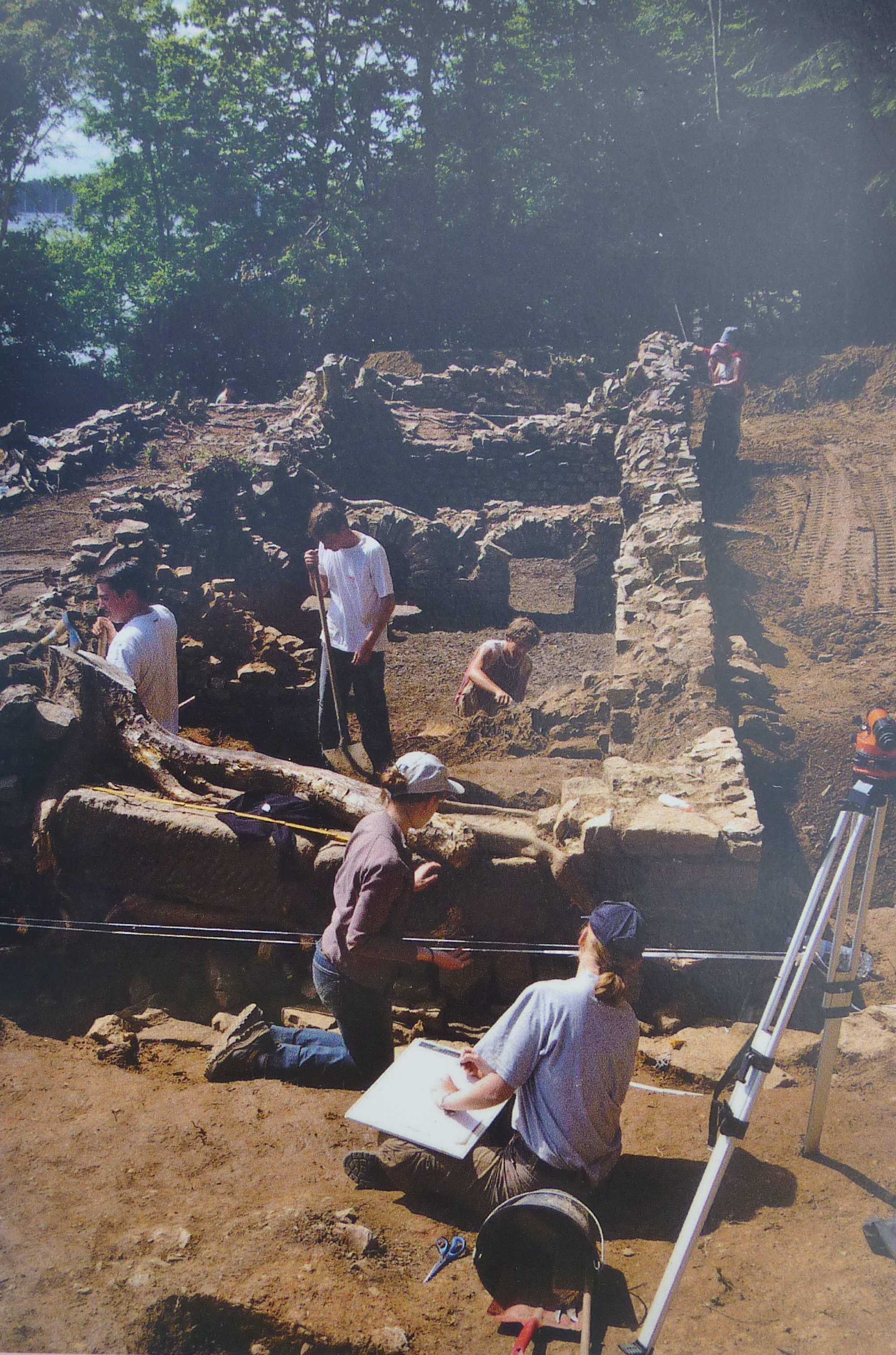
Plomelin : le chantier des fouilles des thermes de Perennou en 2008.
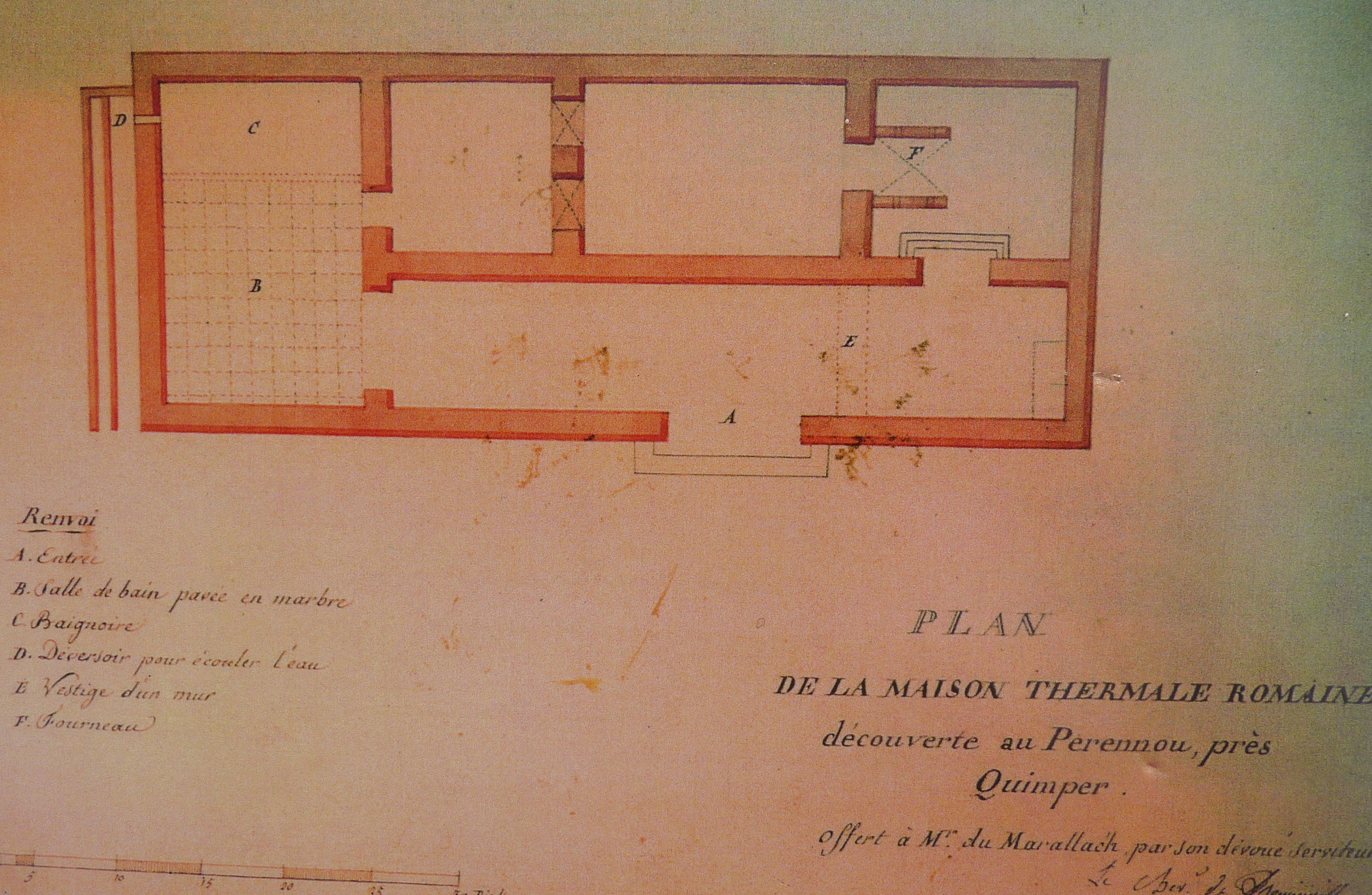
Plomelin : le plan des thermes romains de Perennou.
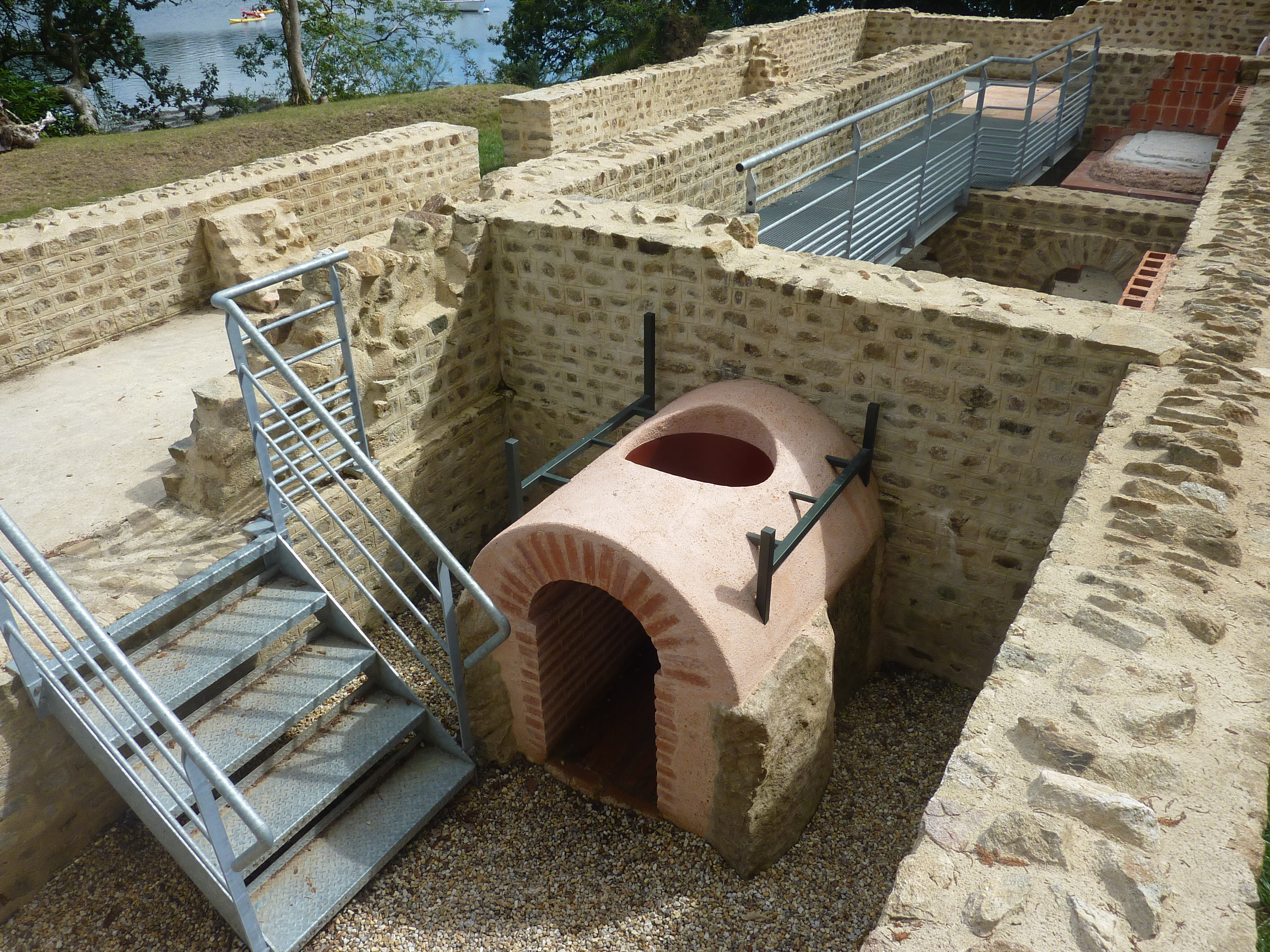
Plomelin : les thermes de la villa gallo-romaine de Perennou (état actuel après restauration).
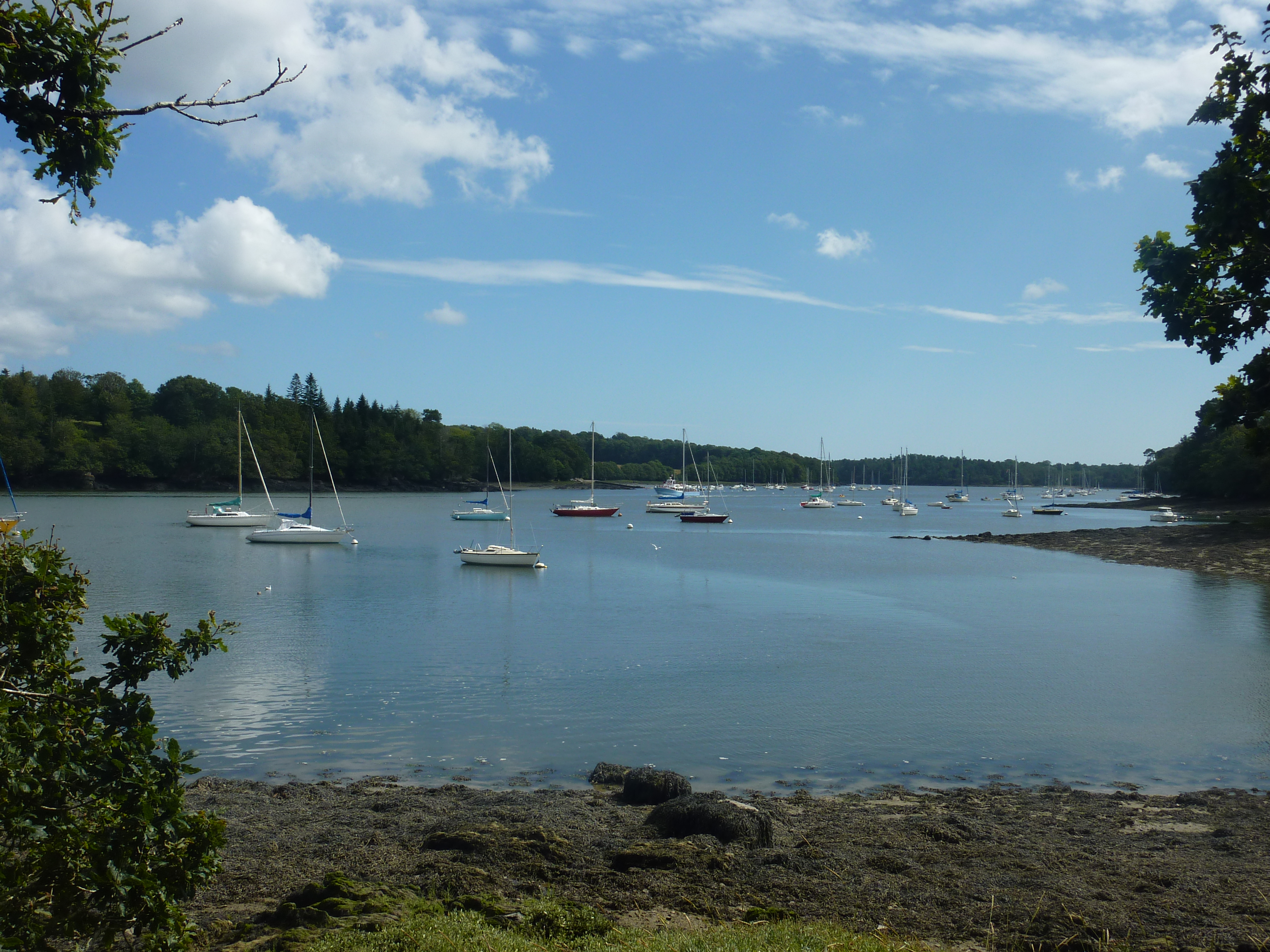
Plomelin : l'Odet vu des thermes de Perennou.

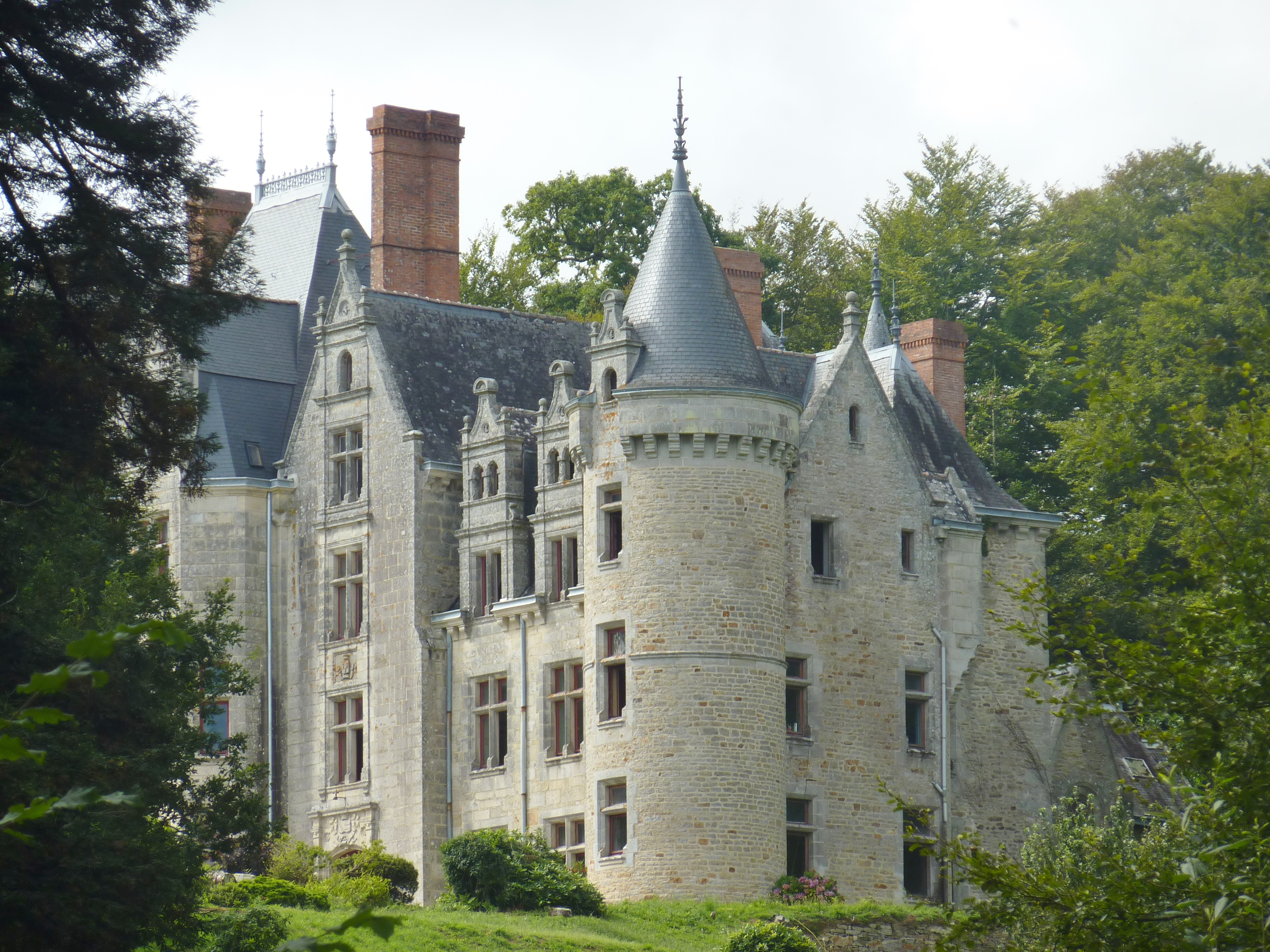
Plomelin : le château du Perennou vu de la rive droite de l'Odet
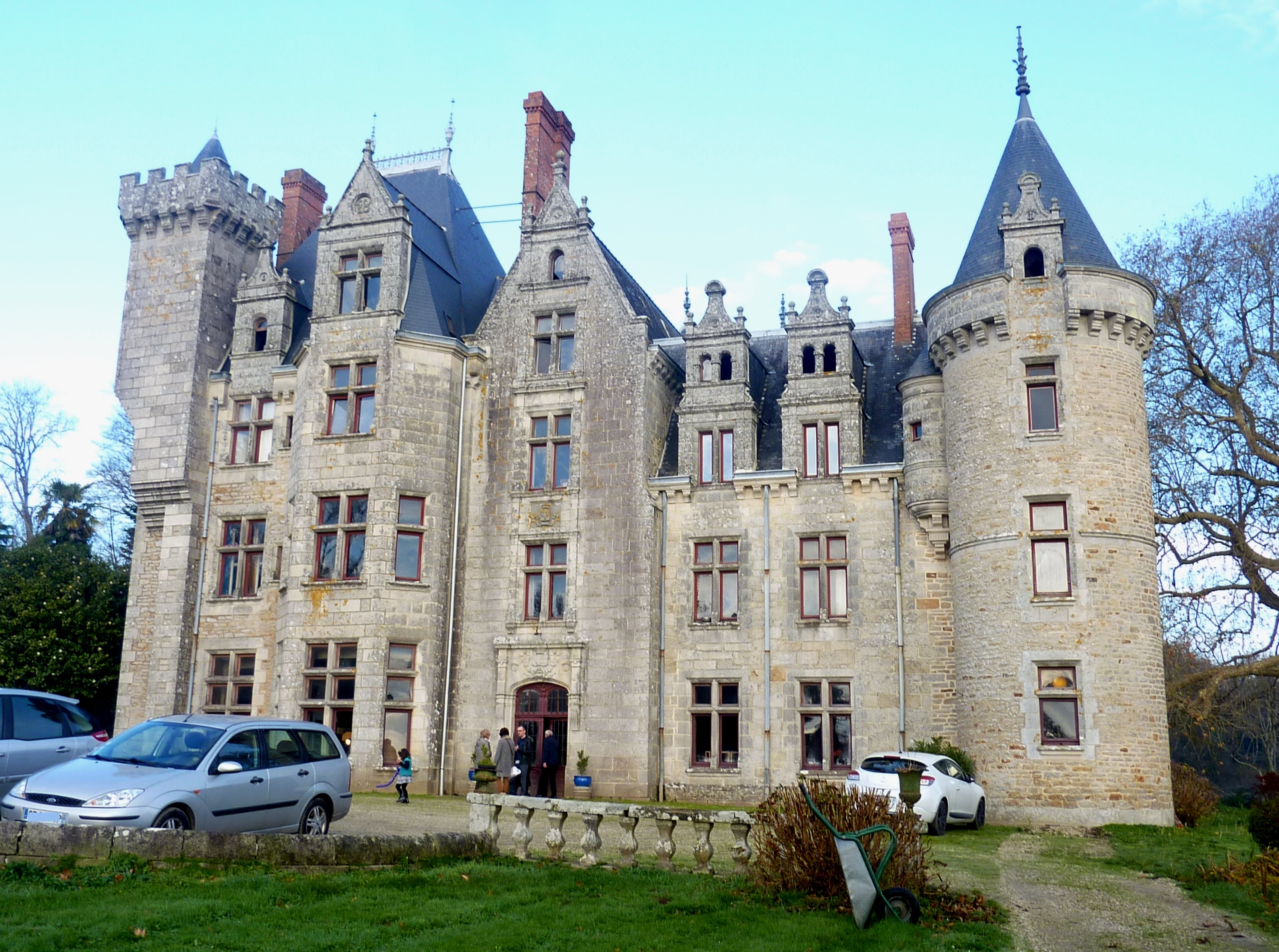
Plomelin : le château du Perennou sur la rive droite de l'Odet
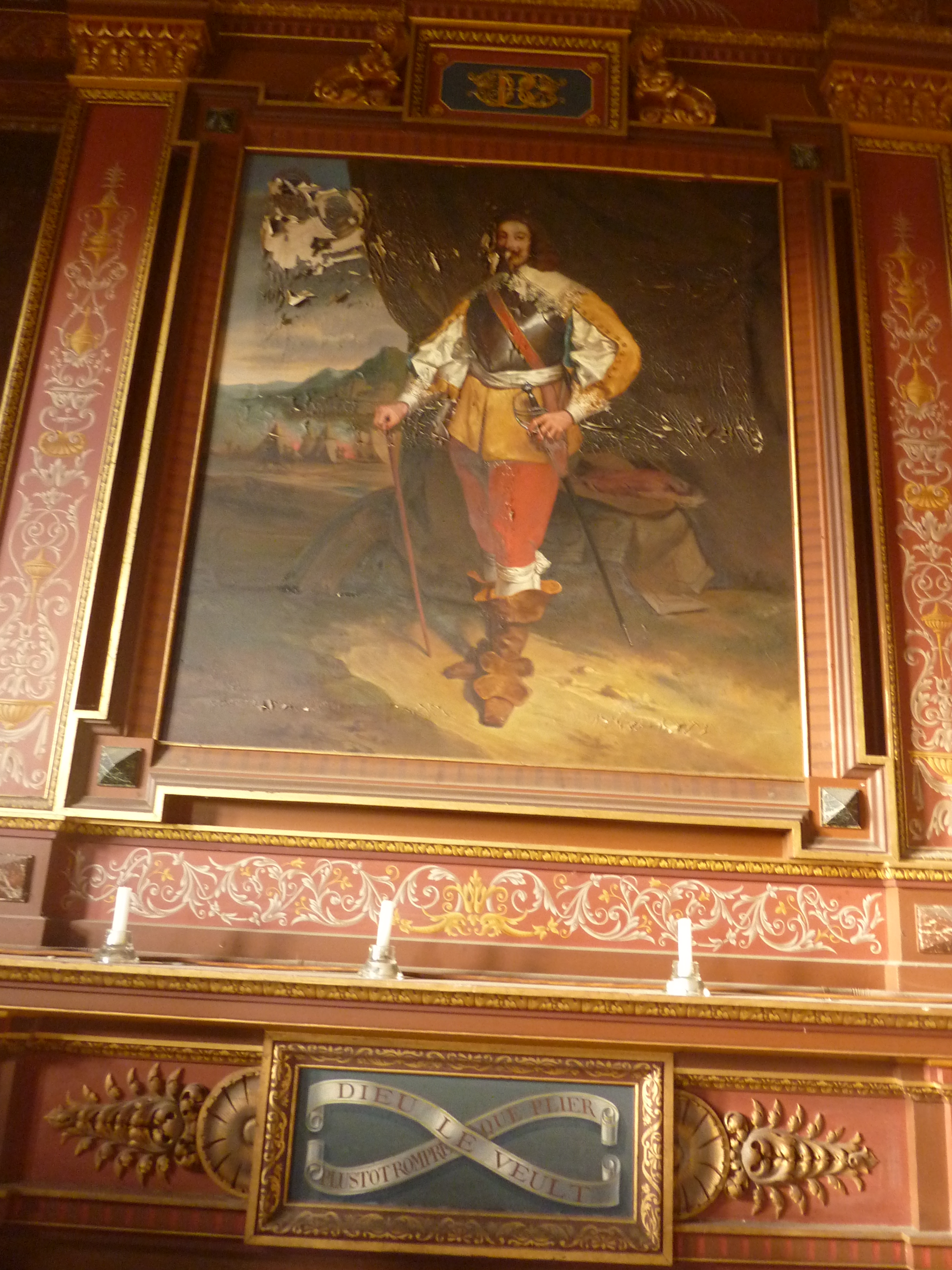
Plomelin : décor intérieur d'une des salles du château du Perennou
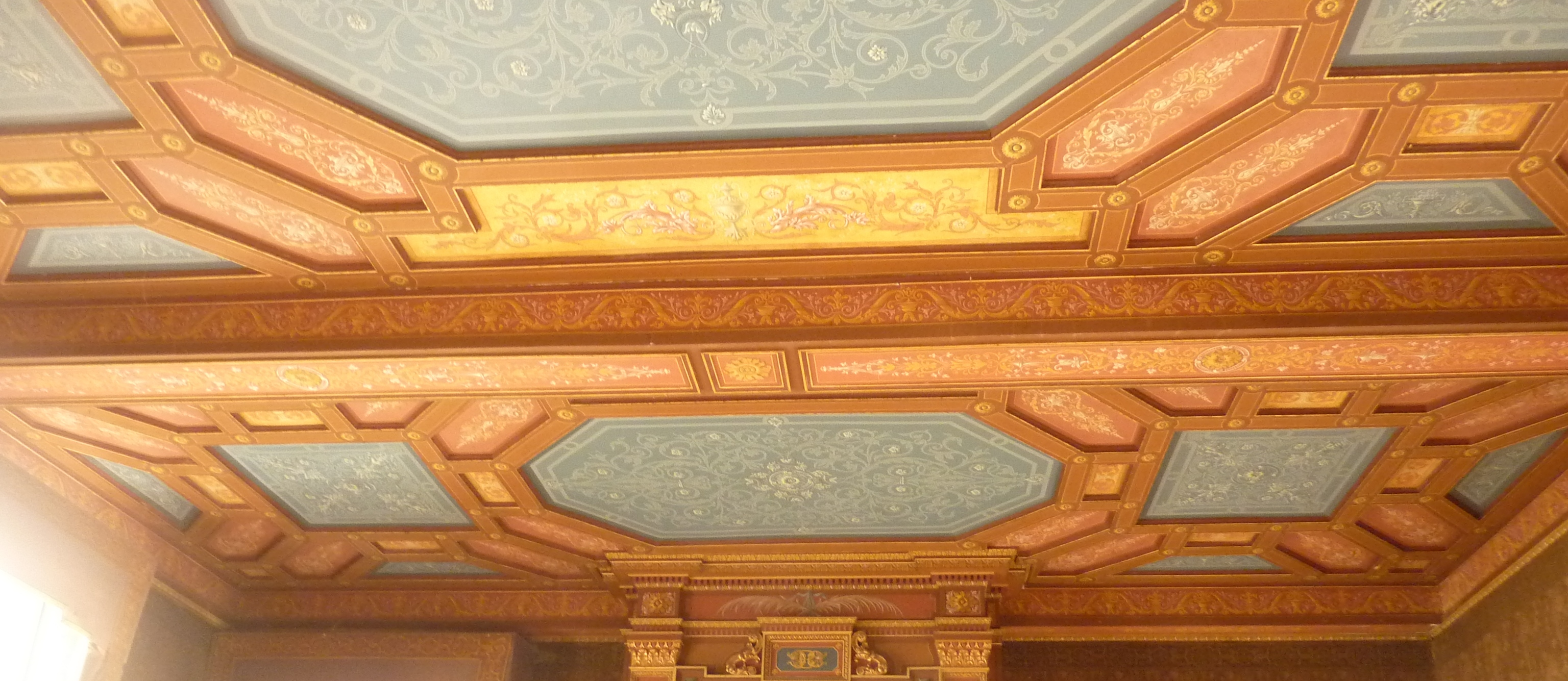
Plomelin : décor du plafond d'une des salles du château du Perennou
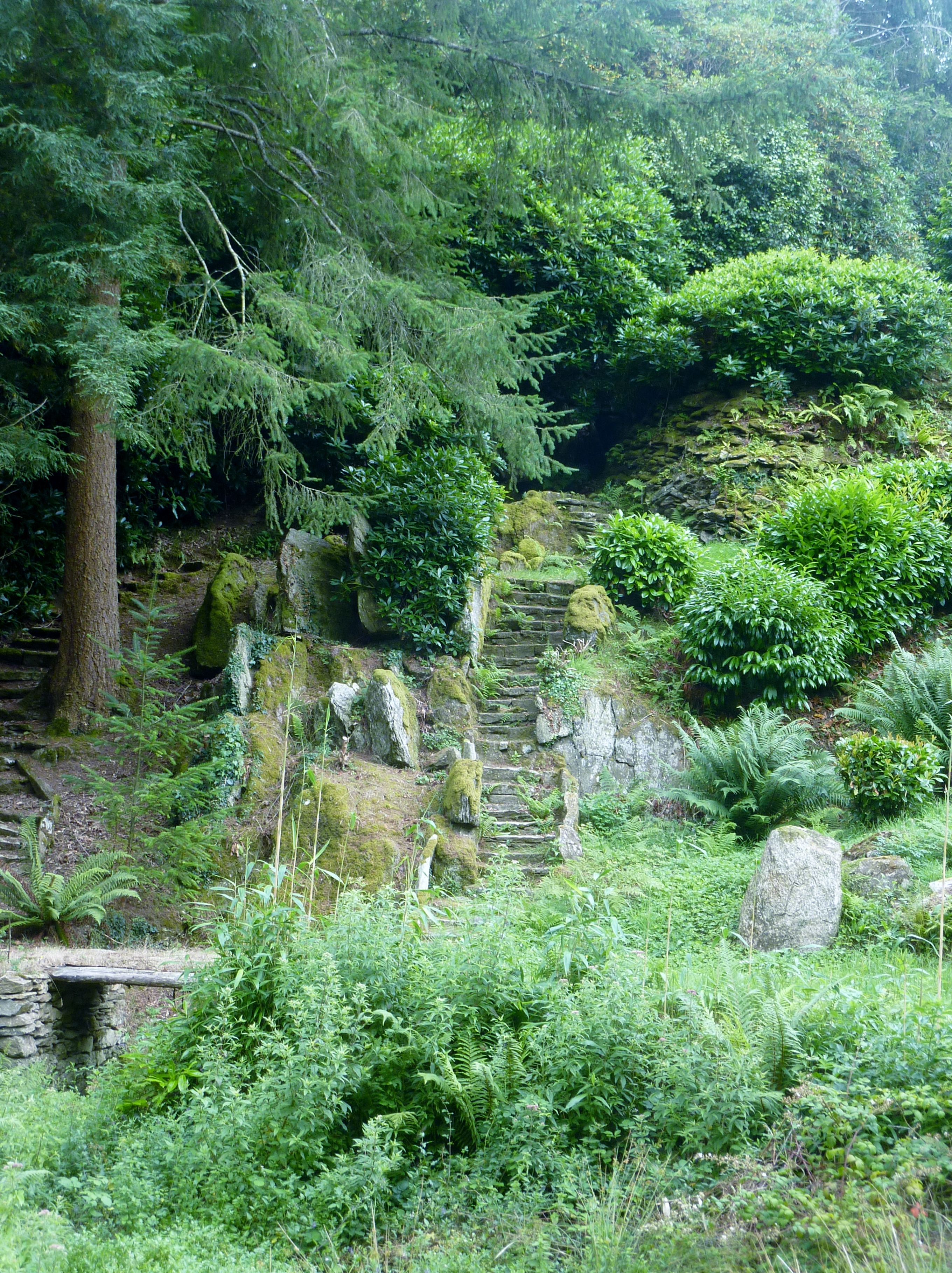
Plomelin : le parc du château du Perennou, vue partielle
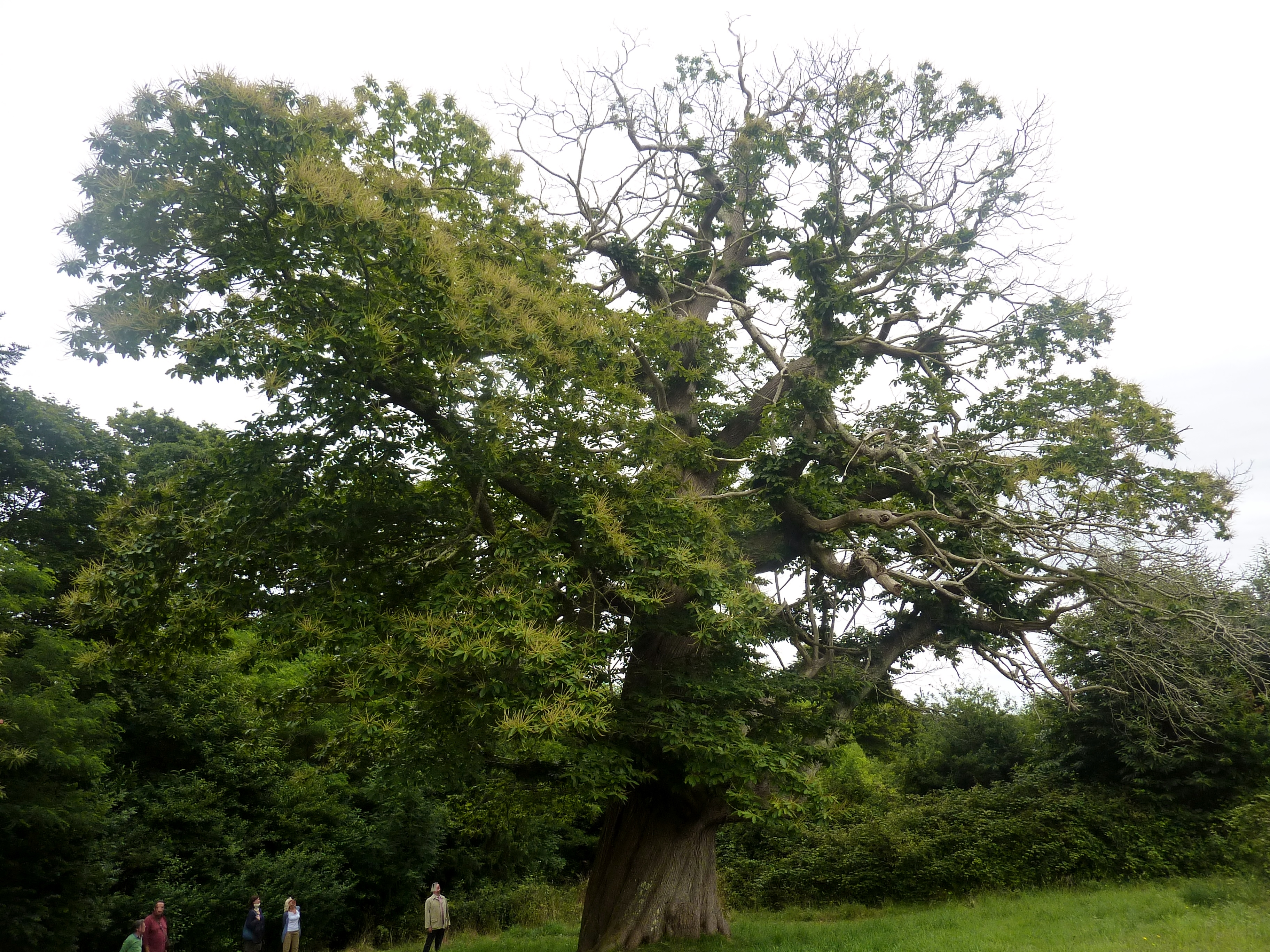
Plomelin : châtaignier séculaire dans le parc du château du Perennou
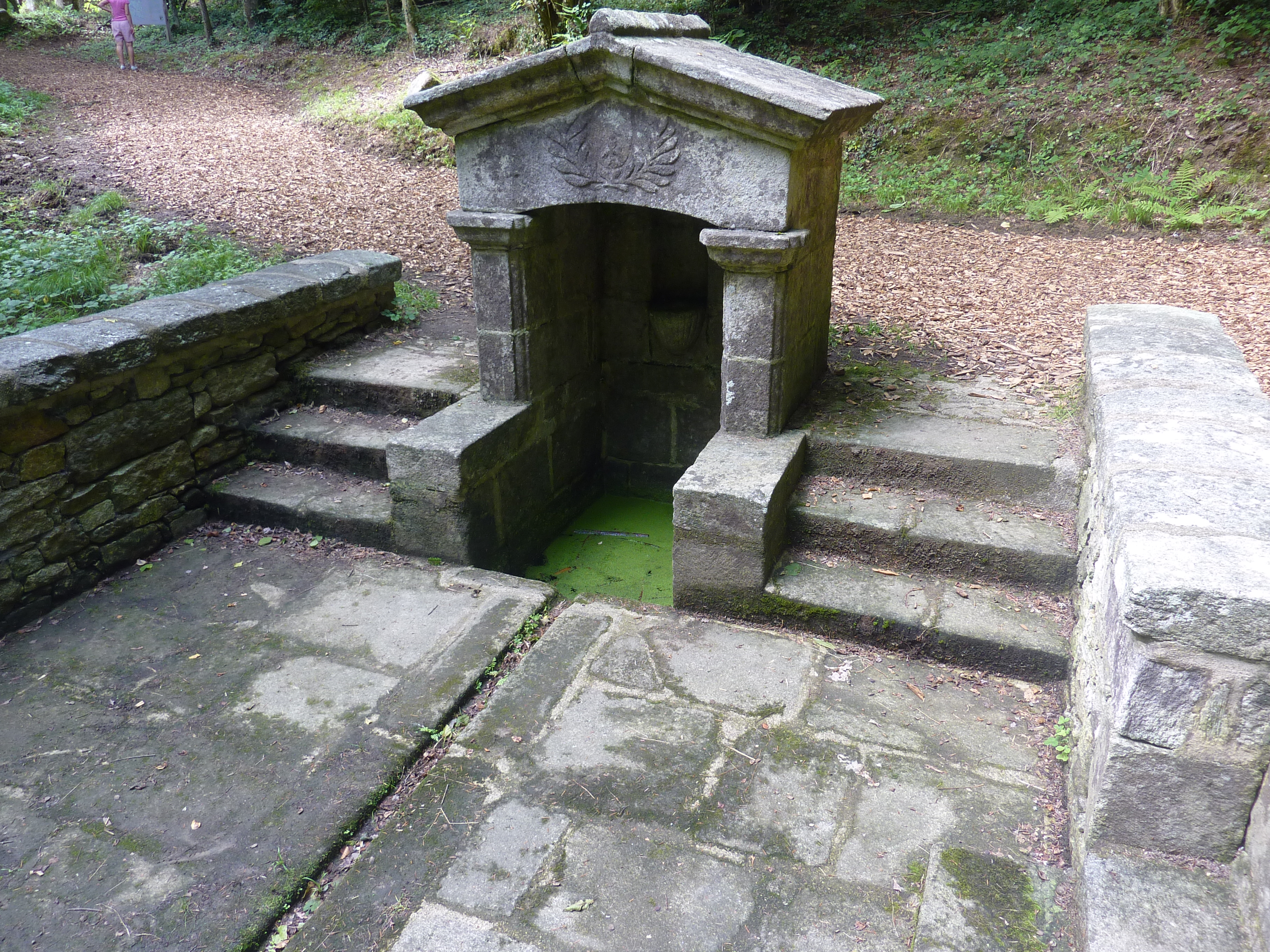
Plomelin : l'ancienne fontaine de Perennou

Le châtaignier géant du parc de Pérennou mesurait en 1977 7 mètres de circonférence à 1 mètre du sol. Depuis 1984 Christian de Broc, oncle du navigateur Bertrand de Broc, possède et entretient le Pérennou.
- - Le château de Keraval (date en partie des XVIe siècle, construit initialement par Guillaume Moreau, et XVIIe siècle)[134]. Il a été remanié au XIXe siècle et possède désormais des parties de style néo-gothique. Il est situé dans la commune de Plomelin et domine l'anse de Kerogan. Le peintre Victor Roussin l'a possédé au XIXe siècle.
  - Le manoir de Lestremeur (en Plomelin) a appartenu successivement à Guy de Keraldanet (décédé en 1628 ou 1629), seigneur de Rossulien et époux de Marguerite de Coëtnempren (née vers 1599, décédée le 18 juillet 1662 à Rennes) ; puis à la famille de Sévigné (en raison du mariage de Marguerite de Coëtnempren avec Charles de Sévigné (1598-1635). Il fut vendu en 1713 à René Le Prestre (1656-1724), seigneur de Lézonnet et de Châteaugiron, qui fut notamment président à mortier du Parlement de Bretagne[18].

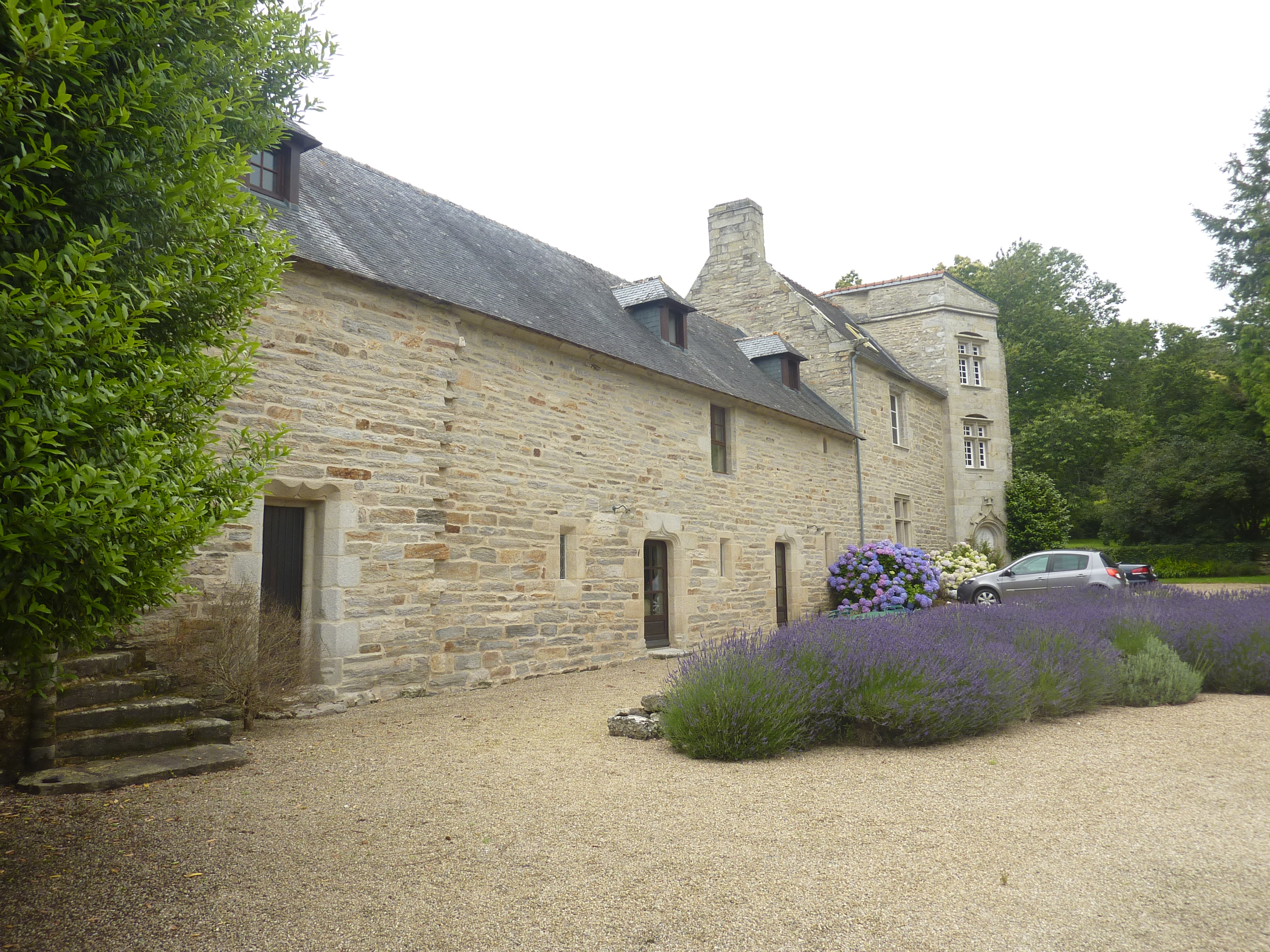
Plomelin : le manoir de Lestremeur.
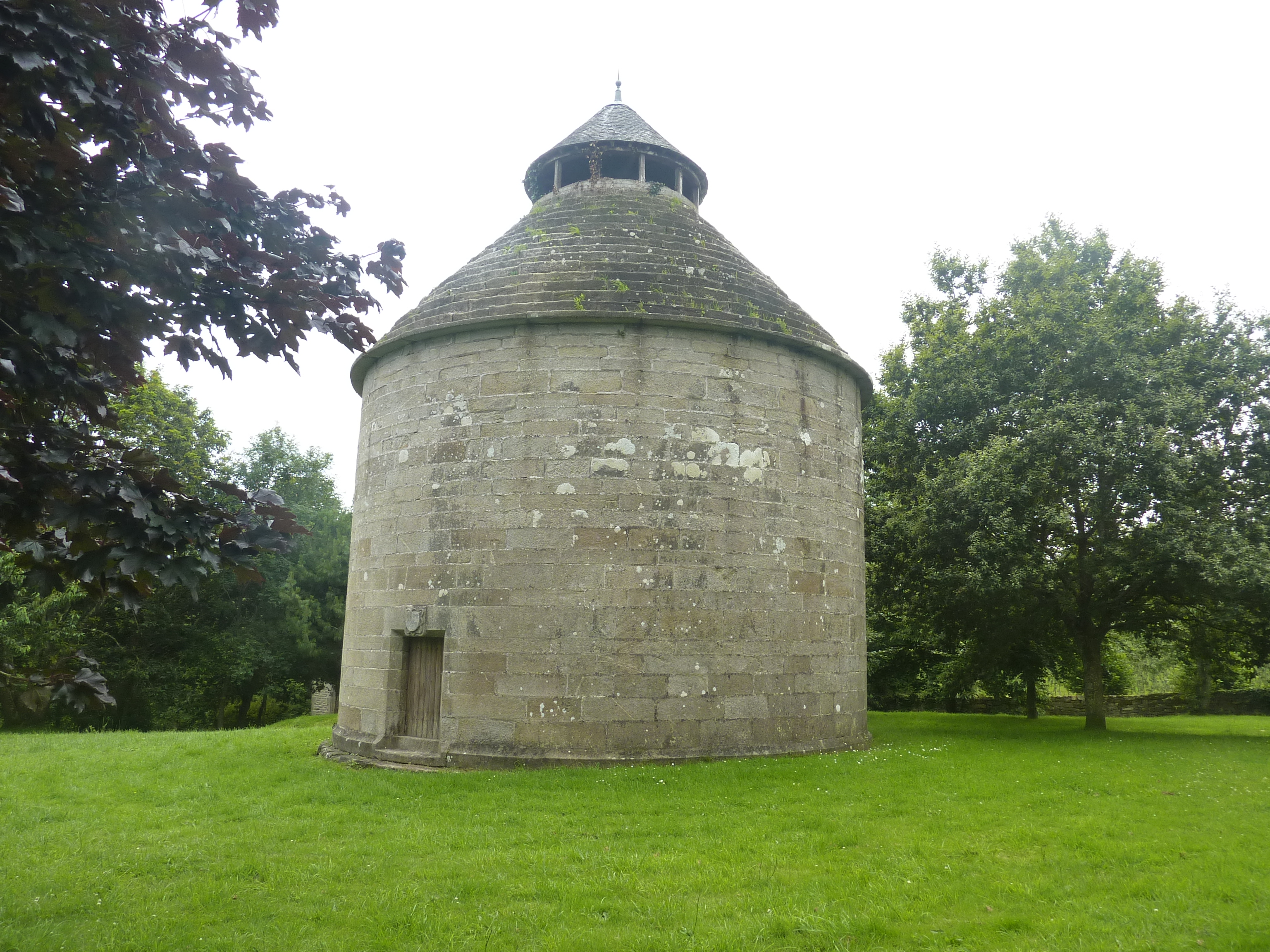
Plomelin : manoir de Lestremeur, le pigeonnier 1.
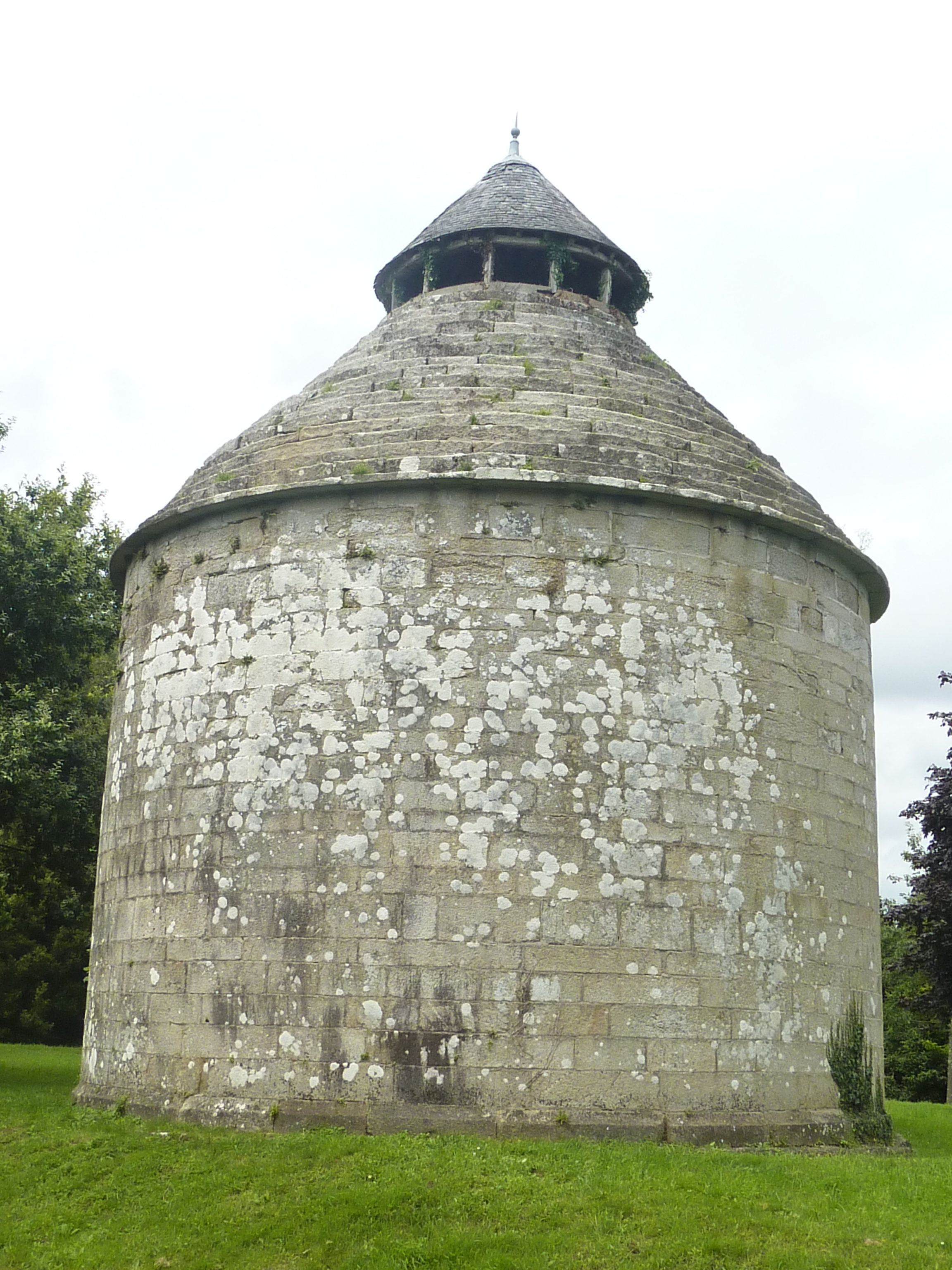
Plomelin : manoir de Lestremeur, le pigeonnier 2.
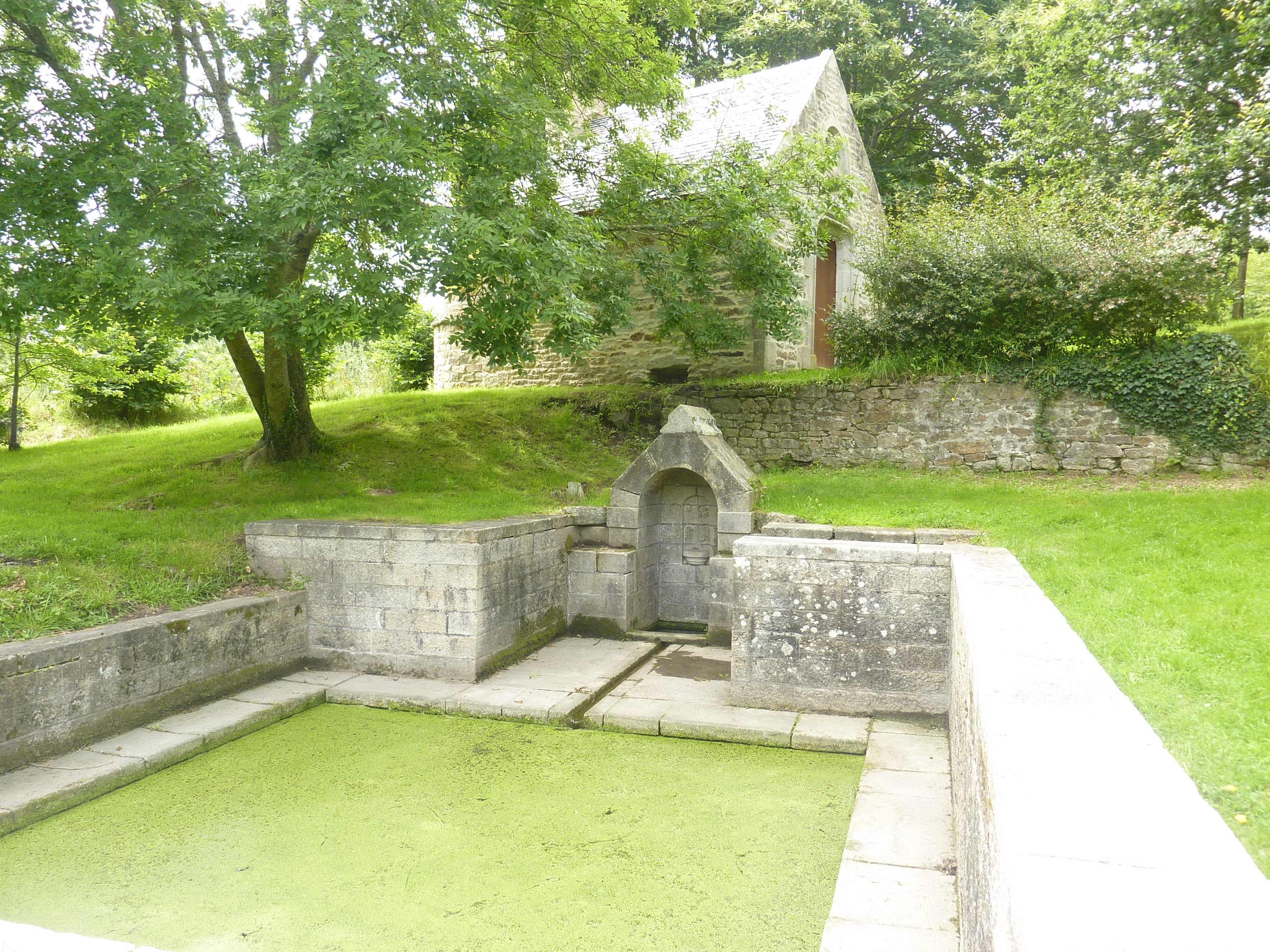
Plomelin : la fontaine et le four à pain de Lestremeur.
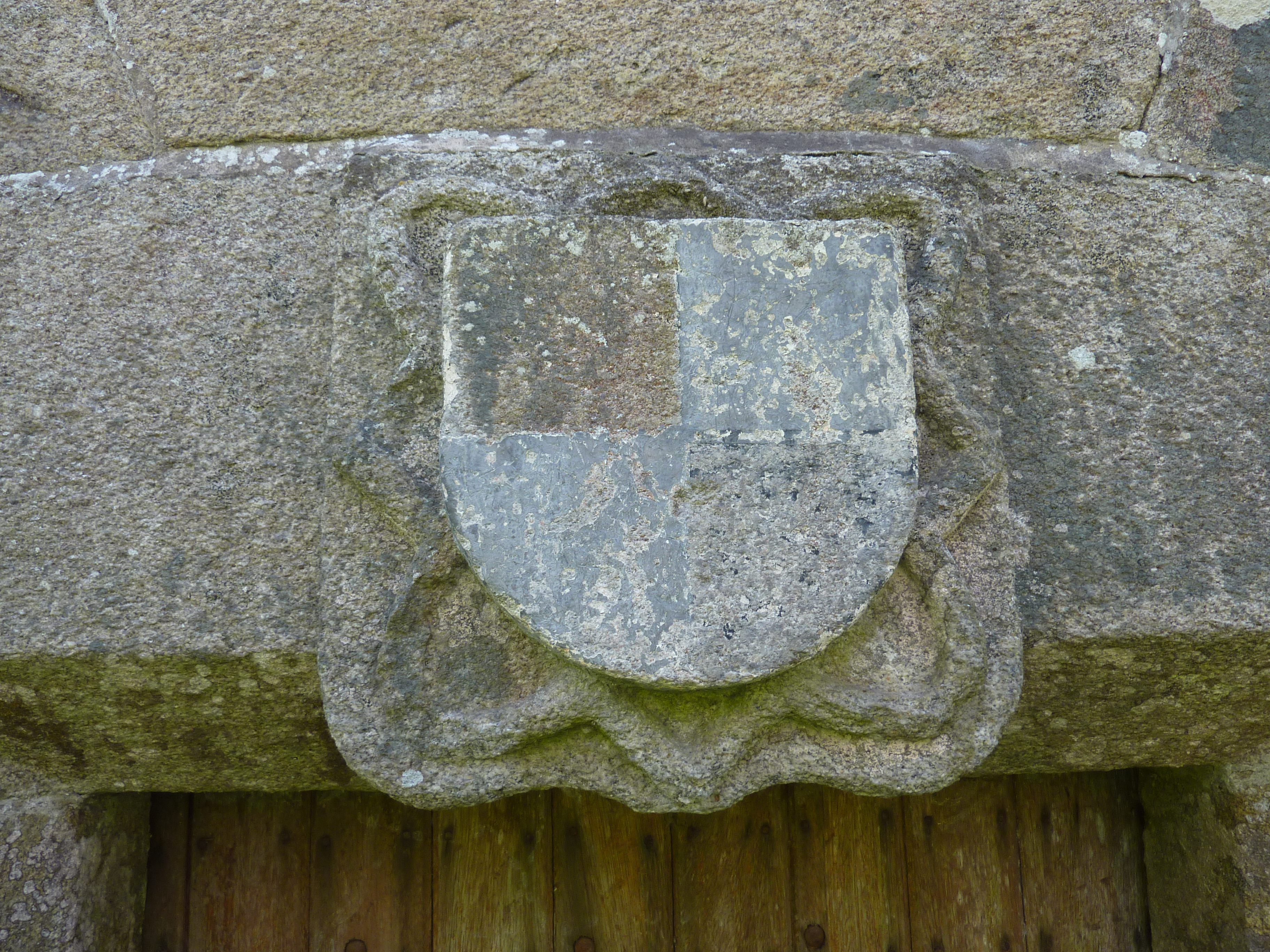
Le blason de la famille de Sévigné sur le colombier de Lestremeur
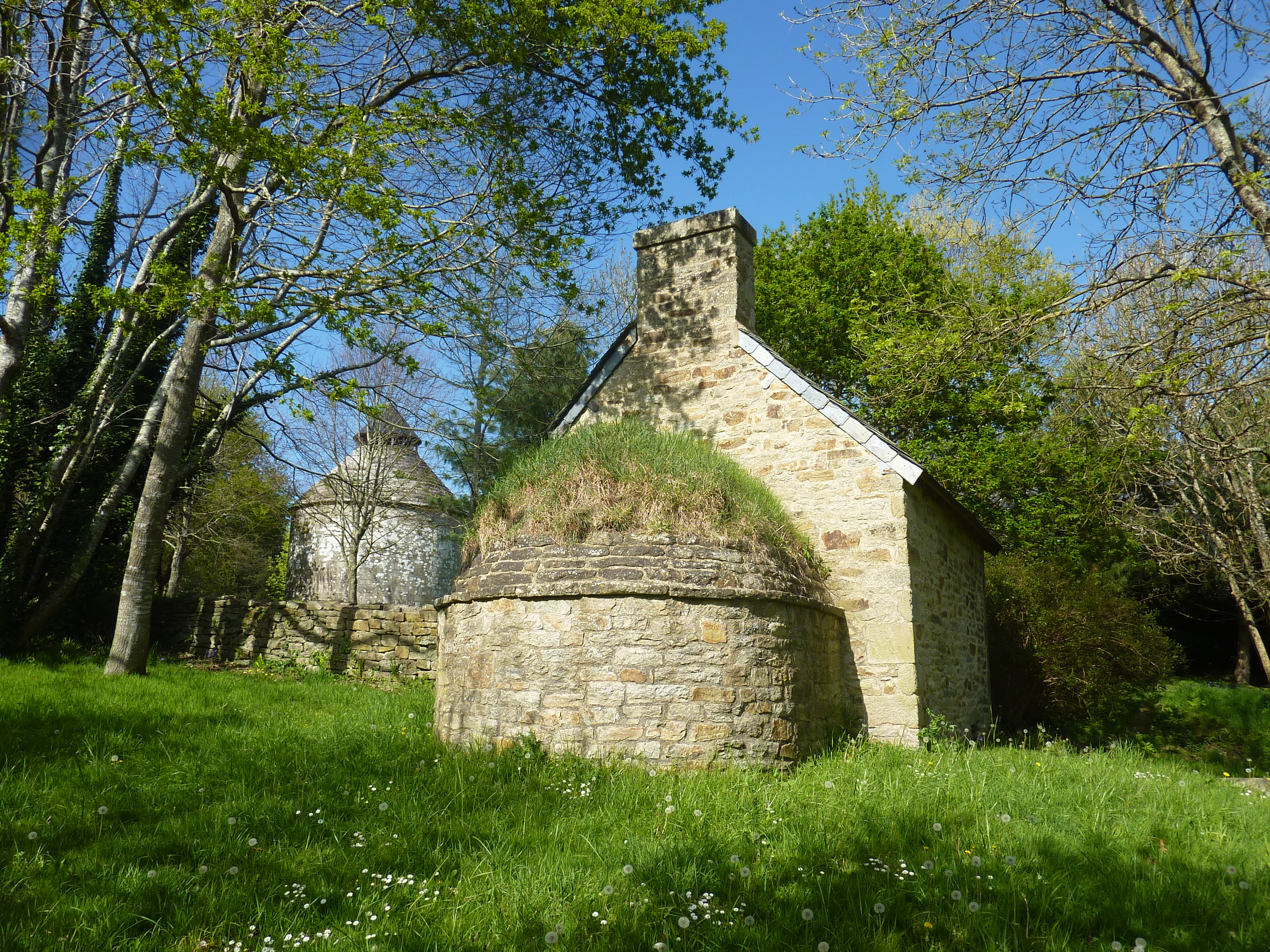
Le four à pain et le colombier de Lestremeur

- - Le manoir de Bodivit (en Plomelin)

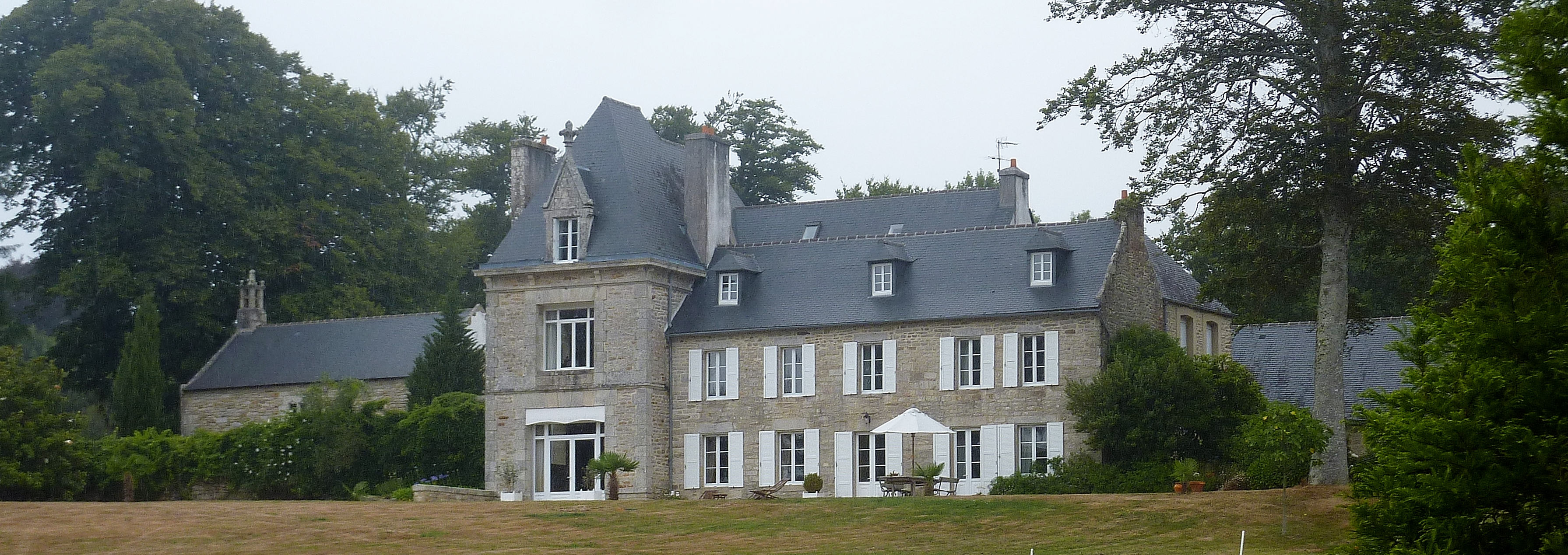
Le manoir de Bodivit et sa chapelle
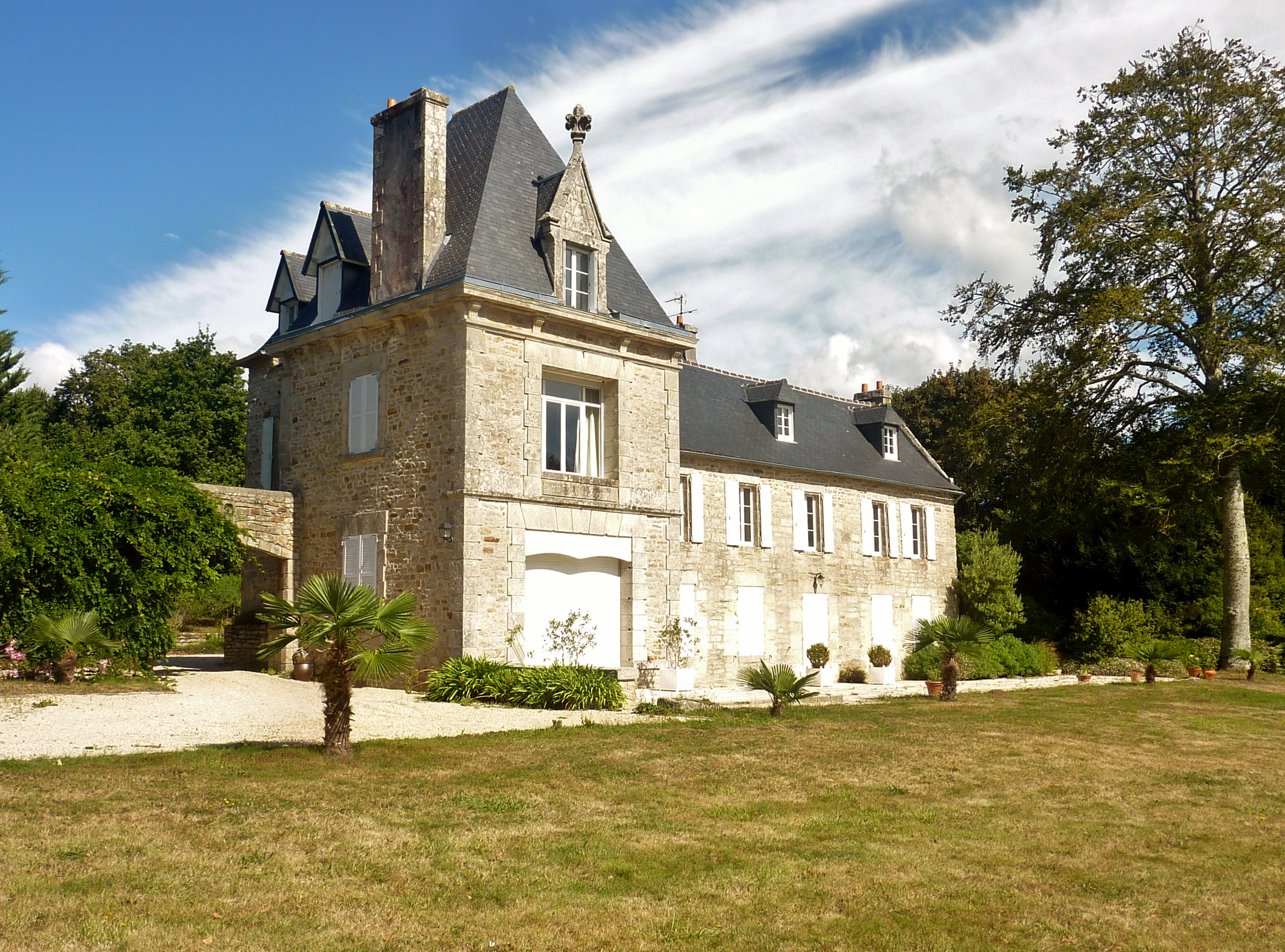
Le manoir de Bodivit
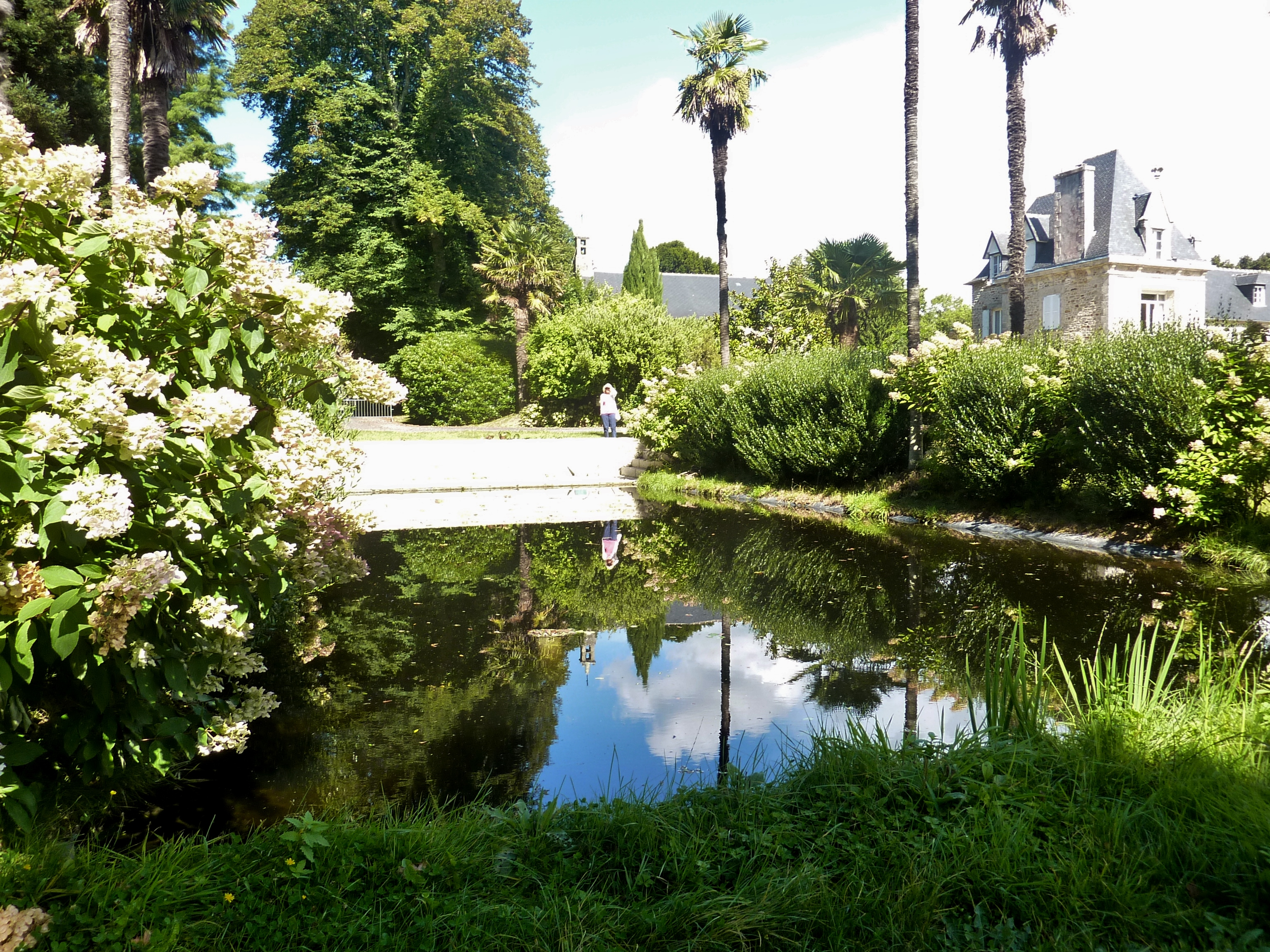
Le parc du manoir de Bodivit

Un chêne de Bodivit à 5 mètres de circonférence à 1 mètre du sol. Il se trouve à proximité du colombier de Lestremeur.
- - Le manoir de Penanros (en Plomelin)

## Légende
Une jeune fille fuyait un amant qui voulait la violer, et préféra se jeter dans l’Odet plutôt que de subir ce crime. Une main surnaturelle lui fit franchir l’obstacle sans dommages. Le galant sauta à l’eau lui aussi mais trépassa. Dans les Vire-Court, on peut voir un grand rocher marqué de blanc : c’est le rocher du « Saut de la Pucelle », encore appelé le rocher du « saut prodigieux » (Roc’h lamm ar gast).[réf. nécessaire]

## Événements
- Tous les ans, depuis 1985, la commune accueille le Mondial Pupille de football. En mai 2017 a été organisée la 32e édition, réunissant 72 équipes provenant pour certaines d'entre elles de divers pays européens et même du Liban, d'Iran, de Russie, du Canada, du Brésil, etc. Ce tournoi est organisé sur divers sites de Cornouaille, les demi-finales et la finale se déroulant à Plomelin. Plus de 1 000 bénévoles participent à son organisation[136].
- Le "Trail de plomelin" est organisé chaque année au mois d'octobre. Deux distances de 13 et 26 km superbes balades le long de la rivière "Odet". L'édition 2016 a réuni plus de 600 participants[137].
- La Fête de la Musique au mois de juin.
- La Fête de la Bière au mois d'octobre.

## Personnalités liées à la commune
- François-Noël Souché de la Brémaudière (né le 25 décembre 1749 au manoir de Rossulien en Plomelin, décédé le 9 juin 1825 à Quimper), seigneur de Rossulien, fut élu député suppléant du tiers état (ses prétentions à la noblesse ayant été repoussées) de la sénéchaussée de Quimper en 1789, membre de la loge maçonnique La Parfaite Union à Quimper, fut élu président du district de Quimper en 1791, puis capitaine de gendarmerie ; il fut incarcéré comme "fédéraliste" en octobre 1793, mais libéré après le 9 thermidor[138].
- Pierre Souvestre, né au château de Keraval, avocat, journaliste et écrivain (auteur, avec Marcel Allain, de la série des Fantômas).
- Jacques François Daniel, né le 16 février 1792 au Reste en Plomelin, décédé le 13 janvier 1878 à Landerneau, fut professeur d'université et écrivain, auteur notamment de Leçons de français, à l'usage de l'Académie française[139] en 1837, de Récréations grammaticales[140] en 1842, etc.
- Louis de Carné, comte de Carné-Marcein, né le 17 février 1804 à Quimper et mort le 11 février 1876 à Plomelin, diplomate, homme politique (député entre 1839 et 1846), président de la Société archéologique du Finistère, membre de l'Académie française. Son fils, Louis de Carné (1844-1871) participa à l'expédition française du Mékong de 1866 à 1868.
- Alexandre Massé (1829-1910), inventeur et philanthrope[141], mort à Plomelin.
- Augustin de La Grandière, né le 29 juillet 1849 au château de Perennou en Plomelin, décédé le 2 janvier 1918 à Angers (Maine-et-Loire), fils de l'amiral Pierre-Paul de La Grandière, officier du 74e régiment d'infanterie, fait prisonnier à Sedan et interné en Allemagne. Après sa libération le 26 mai 1871, il fut capitaine au 23e régiment d'infanterie, puis chef de bataillon au 84e régiment territorial. Il fut conseiller général du Finistère et chevalier de la Légion d'honneur[142].
- Jean René Prigent de Kerallain (1849-1928), traducteur et historien, né et mort à Quimper, passa la fin de sa vie dans son manoir de Lestremeur en Plomelin[143].
- Jean Corentin Guyader, en religion Dom Corentin, né le 24 avril 1878 à Pennanros en Plomelin, décédé le 20 novembre 1940 à Laval. Moine de l'Abbaye Notre-Dame de Timadeuc, il fut en 1903 l'un des fondateurs de l'abbaye Notre-Dame du Petit Clairvaux en Nouvelle-Écosse (Canada), afin de préparer l'exil de la communauté religieuse qui finalement n'eut pas lieu[18] ; revenu en France en 1919, il devint prieur de l'Abbaye Notre-Dame de Timadeuc, puis fut abbé de l'Abbaye Notre-Dame de Melleray entre 1928 et 1940[144].
- Noël Riou (1898-1964), alias Jean Damien, pionnier de la Résistance dans la police parisienne, Compagnon de la Libération[145]
- Jean-Pierre Le Bescond (1920-2010), né à Kerguel, chirurgien, directeur de la clinique Sainte-Marie à Pontoise et fondateur du Centre de transfusion sanguine de Pontoise au début des années 1950.

## Jumelages

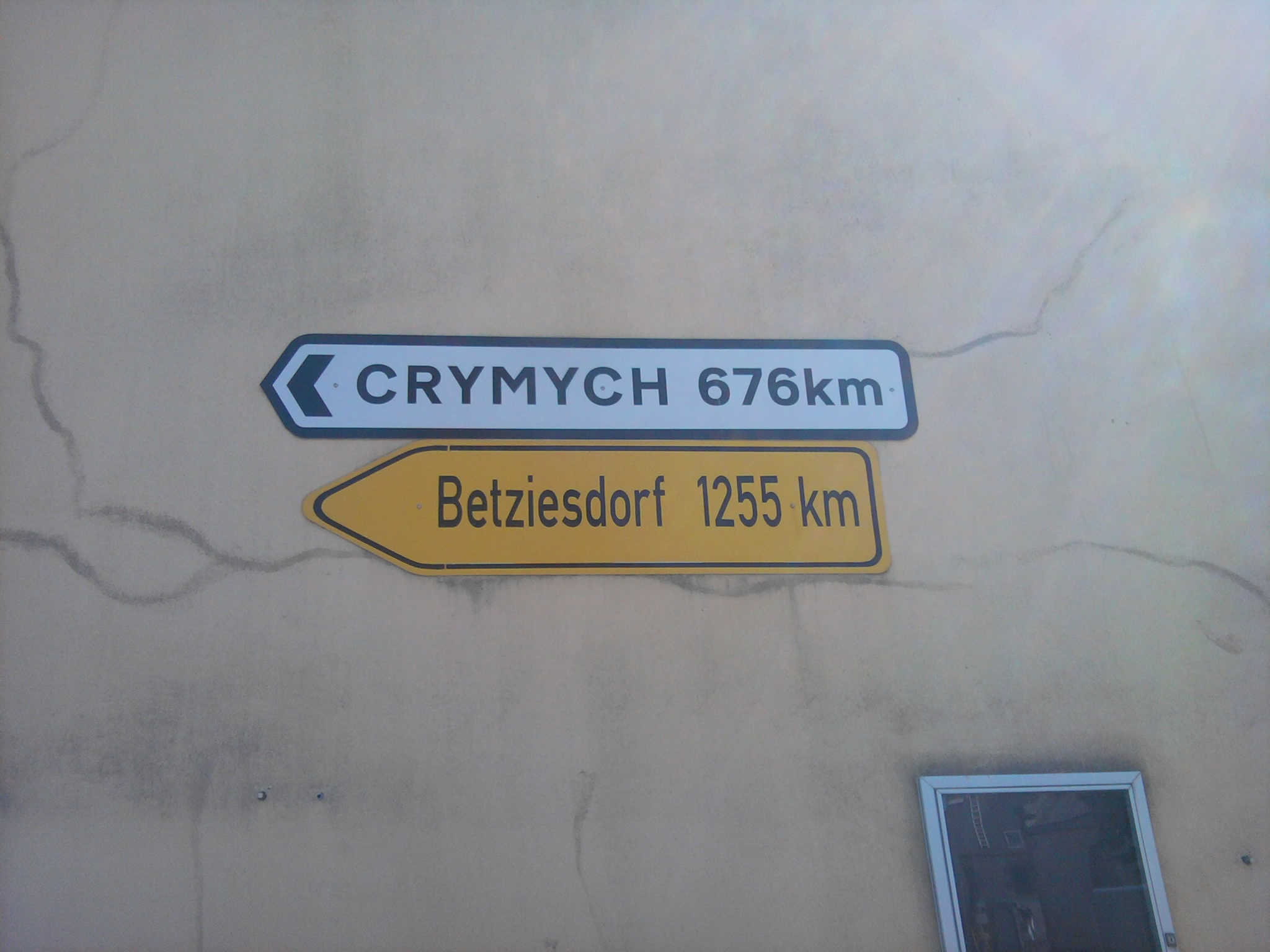
Les jumelages de Plomelin, en 2013.

La ville de Plomelin est jumelée avec deux villes d’autres pays :
- Crymych (Royaume-Uni) 676 km
- Betziesdorf (Allemagne) 1 255 km

## Sources